# Réseau de bus Brie et 2 Morin
Le réseau de bus Brie et 2 Morin est un réseau de transports en commun par autocars circulant en Île-de-France, organisé par l'autorité organisatrice Île-de-France Mobilités et la communauté d'agglomération Coulommiers Pays de Brie. Il est exploité par le groupe Transdev à travers la société Transdev Brie et Deux Morins à partir du 1er août 2022.
Il se compose de 63 lignes qui desservent principalement le bassin de la Brie Seine-et-Marnaise, ainsi que 4 services de transport à la demande.

## Histoire
L'entreprise exploitante historique Darche Gros créée en 1934, vraisemblablement pour reprendre l'exploitation par autocars du tramway de Verneuil-l'Étang à Melun qui cessait alors le transport de voyageurs. Le siège social est historiquement basé à Touquin, en Seine-et-Marne. En 1991, un centre est créé à Melun après le rachat de la société ITS.
En 2003, le groupe Marne et Morin Espaces, acquiert Darche-Gros. En septembre la même année, le groupe, qui décide de se rebaptiser Espaces SA, compte 770 collaborateurs (dont 650 chauffeurs) et 500 autocars et autobus, et prévoit de réaliser un chiffre d'affaires de plus de 66 millions d'euros et devenir, selon son PDG de l'époque Jean Bernini, « le sixième opérateur français indépendant, derrière les trois « géants » du transport de voyageurs [tels que] Connex, Keolis et Transdev. » En 2006, le siège social déménage dans de nouveaux locaux à Coulommiers, pour répondre au besoin d'extension de l'entreprise. Un centre avait déjà été construit dans la ville en 1990.
Comme pour beaucoup d'entreprises de bus, Darche-Gros a assisté à des grèves de la part de ses conducteurs. En juin 2006, on assiste à un mouvement de grève des conducteurs de cars Darche-Gros durant huit jours, pour une hausse de salaire. Une autre devait s'effectuer le 22 juin 2009 mais n'a pas eu lieu, et un service minimum a été effectué.
En janvier 2019, Darche Gros interrompt la circulation de ses cars « jusqu’à nouvel ordre » à la suite d'un fort épisode neigeux empêchant la circulation. Cette même année, Christophe Guignier, directeur du centre-bus de Coulommiers met en avant la féminisation de son réseau précisant que : « si nous faisons un focus sur notre centre d’exploitation à Coulommiers, le taux de féminisation au sein de nos équipes de conduite monte à 29 % ».
Le réseau de bus Brie et 2 Morin fait aujourd'hui l'état de la fusion d'une partie des lignes des anciens réseaux de bus Tramy, Pays Fertois, Grand Morin et Coul'Bus desservant principalement les communes de Coulommiers, La Ferté-sous-Jouarre, La Ferté-Gaucher et Mouroux.

## Développement du réseau

### Modifications distinctes
En 2017, l'entreprise scinde sa ligne 13 en quatre bus distincts[réf. nécessaire].

### Evolution de Coul'Bus
L'ancien réseau Coul'Bus (qui est un jeu de mots entre « Coulommiers » et « Bus ») se compose de deux lignes exploitées par Transdev Darche Gros. Ce dispositif, qui est un transport à la demande, a été mis en place en 2010 à Coulommiers avec trois hybrides rejetant moins de polluants qu'un bus classique.
En 2017, la ligne A dessert le centre commercial de Vaux et rejoint l'hôpital, la B relie le centre commercial de Vaux à Gambetta, et la C relie le Theil à la gare de Coulommiers. Enfin, la ligne D part quant à elle de Vaux Résidence et rejoint l'avenue Gastellier. Le 24 janvier 2017, le réseau présente l'acquisition d'un bus électrique Oreos 4X fabriqué par la division Gépébus de PVI, installée en Seine-et-Marne.
Finalement, seules deux lignes seront retenues, et repensées en 2018. Le tracé de l’ancienne ligne A demeure inchangé, tandis que la nouvelle ligne B relie les quartiers de Vaux et des Templiers, sans correspondance via la gare SNCF de Coulommiers.

### Ouverture à la concurrence
En raison de l'ouverture à la concurrence des transports en commun en Île-de-France, les réseaux de bus Tramy, Pays Fertois, Grand Morin et Coul'Bus ont fusionné pour devenir le réseau de bus Brie et Deux Morin le 1er août 2022, correspondant à la délégation de service public numéro 12 établie par Île-de-France Mobilités. Un appel d'offres a donc été lancé par l'autorité organisatrice afin de désigner une entreprise qui succédera à l'exploitation de Transdev Darche Gros et Transdev Marne-et-Morin pour une durée de cinq ans. C'est finalement Transdev, via sa filiale Transdev Brie et Deux Morins, qui a été désigné lors du conseil d'administration du 9 décembre 2021
En date de son ouverture à la concurrence, le réseau se composait des lignes 31S, 32S, 33, 34, 34S1, 34S2, 34S3, 35, 40, 41A, 41B, 48, 49, 56 et 67 de l'ancien réseau de bus du Pays Fertois, des lignes 08A, 08AS, 08B, 08C, 12, 13A, 13B, 18, 59, 70, 71 et 73 de l'ancien réseau de bus du Grand Morin, des lignes 02A, 02B, 02C, 02D, 02E, 02F, 03A, 03B, 03C, 09A, 09B, 09C, 10, 12A, 12B, 12C, 25, 26, 27 29A, 29B, 29M, 31A, 31B, 31C et 38 de l'ancien réseau de bus Tramy, des lignes A et B de l'ancien réseau de bus Coul'Bus, des lignes 01, 17 et 67 du réseau de bus Seine-et-Marne Express et de la liaison par autocars de la ligne P entre Coulommiers et La Ferté-Gaucher. Le contrat comprend également la ligne N130, auparavant exploitée par la société VIABUS pour le compte de SNCF Transilien, et la nouvelle ligne N138 du Noctilien,.
À cette même date, plusieurs changement ont eu lieu sur le réseau :
- Au secteur de Coulommiers[18], le TàD Coulommiers abandonne ses contraintes destinations[19],[20].
- Au secteur Créçois[21] La ligne Express 17 desservira dorénavant systèmatiquement la gare de Crécy-la-Chapelle et celle de Villiers - Montbarbin, le TàD Créçois sera divisé en deux zones, les lignes 59E et 58 sont supprimés mais la ligne 59 a une meilleur desserte[22].
- Au secteur de La Ferté-sous-Jouarre[23], la ligne 49 profite d'un itinéraire plus simple, l'ajout de deux arrêts et est renforcé. La ligne Express 67 voit l'ajout de deux nouveaux aller-retours et deux nouveaux arrêts sur la commune de Saint-Mard[24].

### Développement du réseau
Le 6 novembre 2023 la descente à la demande est mise en place à partir de 22 h dans le réseau.
Le 8 janvier 2024, les lignes 41A et 41B profitent de départs supplémentaires et la ligne N138 (Gare de Lyon - Coulommiers) du Noctilien est supprimée et partiellement remplacée par la mise en fonctionnement 24 heures sur 24 de la ligne 17.

### Renumérotation des lignes
À partir du 15 Septembre 2025, les lignes du réseau de bus Brie et 2 Morin sont renumérotées, dans le cadre du principe de numérotation régional unique planifié par Île-de-France Mobilités afin de supprimer les doublons. Les nouvelles lignes commenceront toutes par le préfixe « 24 », auquel sont ajoutés les deux derniers chiffres liés à l'ancien numéro, dès que possible. Pour les lignes Express, elles reprennent le numéro du département (ici la Seine-et-Marne, donc 77) ainsi que les deux derniers chiffres des lignes.
Ci-dessous, le tableau récapitulatif des anciens numéros et des nouveaux numéros de lignes :
| Anciens numéros | Nouveaux numéros |
| --------------- | ---------------- |
| A               | 2401             |
| B               | 2402             |
| 03A             | 2403             |
| 34              | 2404             |
| P               | 2405             |
| 56              | 2406             |
| 59              | 2407             |
| 03B             | 2411             |
| 08A             | 2412             |
| 08B             | 2413             |
| 08C             | 2414             |
| 12A             | 2415             |
| 13A             | 2416             |
| 29M             | 2417             |
| 31              | 2418             |
| 31A             | 2419             |
| 32              | 2420             |
| 33              | 2421             |
| 35              | 2422             |
| 38              | 2423             |
| 40              | 2424             |
| 41A             | 2425             |
| 41B             | 2426             |
| 48              | 2427             |
| 49              | 2428             |
| 43              | 2429             |
| 02A             | 2450             |
| 02B             | 2451             |
| 02C             | 2452             |
| 02D             | 2453             |
| 02E             | 2454             |
| 02F             | 2455             |
| 03C             | 2456             |
| 09A             | 2457             |
| 09B             | 2458             |
| 09C             | 2459             |
| 10              | 2460             |
| 12B             | 2461             |
| 12C             | 2462             |
| 25              | 2463             |
| 26              | 2464             |
| 27              | 2465             |
| 29A             | 2466             |
| 08AS            | 2470             |
| 13B             | 2471             |
| 31B             | 2472             |
| 31C             | 2473             |
| 70              | 2474             |
| 71              | 2475             |
| 73              | 2476             |
| 29B             | 2480             |
| 31S             | 2481             |
| 32S             | 2482             |
| 34S1            | 2483             |
| 34S2            | 2484             |
| 34S3            | 2485             |
| 12              | 2490             |
| 18              | 2491             |
| 56S             | 2492             |
| 01              | 7701             |
| 67              | 7708             |
| 62              | 7712             |
| 17              | 7717             |

## Lignes du réseau

### Lignes A à P
| Ligne | Caractéristiques | Caractéristiques                                                               | Caractéristiques                                                               | Caractéristiques                                                               | Caractéristiques                                                               | Caractéristiques                                                               | Caractéristiques                                                               | Caractéristiques                                                               | Caractéristiques                                                               |
| A     | Coulommiers - Vaux Centre commercial ⥋ Coulommiers - Hôpital | Coulommiers - Vaux Centre commercial ⥋ Coulommiers - Hôpital                   | Coulommiers - Vaux Centre commercial ⥋ Coulommiers - Hôpital                   | Coulommiers - Vaux Centre commercial ⥋ Coulommiers - Hôpital                   | Coulommiers - Vaux Centre commercial ⥋ Coulommiers - Hôpital                   | Coulommiers - Vaux Centre commercial ⥋ Coulommiers - Hôpital                   | Coulommiers - Vaux Centre commercial ⥋ Coulommiers - Hôpital                   | Coulommiers - Vaux Centre commercial ⥋ Coulommiers - Hôpital                   | Coulommiers - Vaux Centre commercial ⥋ Coulommiers - Hôpital                   |
| ----- | --- | ------------------------------------------------------------------------------ | ------------------------------------------------------------------------------ | ------------------------------------------------------------------------------ | ------------------------------------------------------------------------------ | ------------------------------------------------------------------------------ | ------------------------------------------------------------------------------ | ------------------------------------------------------------------------------ | ------------------------------------------------------------------------------ |
| A     | Ouverture / Fermeture 2018 / — | Longueur —                                                                     | Durée —                                                                        | Nb. d’arrêts —                                                                 | Matériel —                                                                     | Jours de fonctionnement L, Ma, Me, J, V, S, D                                  | Jour / Soir / Nuit / Fêtes O / N / N / O                                       | Voy. / an 32,820 courses                                                       | Dépôt Coulommiers                                                              |
| A     | Desserte : - Villes et lieux desservis : Coulommiers (Centre aquatique, Centre hospitalier de Coulommiers) - Gare desservie : Coulommiers. |                                                                                |                                                                                |                                                                                |                                                                                |                                                                                |                                                                                |                                                                                |                                                                                |
| A     | Autre : - Zone traversée : 5 - Arrêt non accessible aux UFR : — - Amplitudes horaires : — - Date de dernière mise à jour : 10 juin 2022. |                                                                                |                                                                                |                                                                                |                                                                                |                                                                                |                                                                                |                                                                                |                                                                                |
| A     | Dernière actualisation : — |                                                                                |                                                                                |                                                                                |                                                                                |                                                                                |                                                                                |                                                                                |                                                                                |
| B     | Coulommiers - Gambetta ⥋ Coulommiers - Vaux Centre Commercial | Coulommiers - Gambetta ⥋ Coulommiers - Vaux Centre Commercial                  | Coulommiers - Gambetta ⥋ Coulommiers - Vaux Centre Commercial                  | Coulommiers - Gambetta ⥋ Coulommiers - Vaux Centre Commercial                  | Coulommiers - Gambetta ⥋ Coulommiers - Vaux Centre Commercial                  | Coulommiers - Gambetta ⥋ Coulommiers - Vaux Centre Commercial                  | Coulommiers - Gambetta ⥋ Coulommiers - Vaux Centre Commercial                  | Coulommiers - Gambetta ⥋ Coulommiers - Vaux Centre Commercial                  | Coulommiers - Gambetta ⥋ Coulommiers - Vaux Centre Commercial                  |
| B     | Ouverture / Fermeture 2018 / — | Longueur —                                                                     | Durée —                                                                        | Nb. d’arrêts —                                                                 | Matériel —                                                                     | Jours de fonctionnement L, Ma, Me, J, V, S, D                                  | Jour / Soir / Nuit / Fêtes O / N / N / O                                       | Voy. / an —                                                                    | Dépôt Coulommiers                                                              |
| B     | Desserte : - Villes et lieux desservis : Coulommiers (Centre aquatique, Hôpital Abel Leblanc, Centre hospitalier de Coulommiers). - Gare desservie : Coulommiers. |                                                                                |                                                                                |                                                                                |                                                                                |                                                                                |                                                                                |                                                                                |                                                                                |
| B     | Autre : - Zone traversée : 5 - Arrêt non accessible aux UFR : — - Amplitudes horaires : — - Date de dernière mise à jour : 10 juin 2022. |                                                                                |                                                                                |                                                                                |                                                                                |                                                                                |                                                                                |                                                                                |                                                                                |
| B     | Dernière actualisation : — |                                                                                |                                                                                |                                                                                |                                                                                |                                                                                |                                                                                |                                                                                |                                                                                |
| P     | Transilien P - Substitution routière d'une section de la ligne P du Transilien | Transilien P - Substitution routière d'une section de la ligne P du Transilien | Transilien P - Substitution routière d'une section de la ligne P du Transilien | Transilien P - Substitution routière d'une section de la ligne P du Transilien | Transilien P - Substitution routière d'une section de la ligne P du Transilien | Transilien P - Substitution routière d'une section de la ligne P du Transilien | Transilien P - Substitution routière d'une section de la ligne P du Transilien | Transilien P - Substitution routière d'une section de la ligne P du Transilien | Transilien P - Substitution routière d'une section de la ligne P du Transilien |
| P     | Gare de Coulommiers ⥋ La Ferté-Gaucher - Centre |                                                                                |                                                                                |                                                                                |                                                                                |                                                                                |                                                                                |                                                                                |                                                                                |
| P     | Ouverture / Fermeture 11 novembre 2002 / — | Longueur 22,3 km                                                               | Durée 30 à 40 min                                                              | Nb. d’arrêts 10                                                                | Matériel —                                                                     | Jours de fonctionnement L, Ma, Me, J, V, S, D                                  | Jour / Soir / Nuit / Fêtes O / N / N / O                                       | Voy. / an —                                                                    | Dépôt La Ferté-sous-Jouarre                                                    |
| P     | Desserte : - Villes et lieux desservis : Boissy-le-Châtel, Chailly-en-Brie, Chauffry, Coulommiers, Jouy-sur-Morin, La Ferté-Gaucher, Saint-Rémy-de-la-Vanne et Saint-Siméon. - Gares desservies : Chailly - Boissy-le-Châtel, Chauffry, Coulommiers, Jouy-sur-Morin - Champgoulin, Jouy-sur-Morin - Eustache Lenoir, Jouy-sur-Morin - Le Marais, Jouy-sur-Morin - Monument, La Ferté-Gaucher, Saint-Rémy-la-Vanne et Saint-Siméon. |                                                                                |                                                                                |                                                                                |                                                                                |                                                                                |                                                                                |                                                                                |                                                                                |
| P     | Autre : - Zone traversée : 5 - Arrêt non accessible aux UFR : — - Amplitudes horaires : La ligne fonctionne du lundi au vendredi de 5 h 50 à 21 h 25, le samedi de 6 h 45 à 22 h environ et le dimanche et jours fériés de 7 h 45 à 21 h 55 environ. - Particularités : - Le service comporte 9 allers-retours quotidiens en semaine et 6 allers-retours quotidiens durant le week-end. - Les horaires de départ et d'arrivée à la gare de Coulommiers assurent théoriquement un intervalle moyen de 10 minutes avec ceux de la ligne P du Transilien permettant ainsi d'optimiser cette correspondance bus ↔ train en limitant sa durée tout en permettant de résorber un éventuel retard mineur. - Histoire : Depuis 2003, à la suite de problèmes techniques et logistiques du matériel roulant SNCF, la section Coulommiers - La Ferté-Gaucher de la Ligne P du Transilien est assurée par des autocars Transilien. Alors affrétés par les sociétés Transdev Darche Gros et V.A.S., ils longent la voie ferrée inutilisée par la départementale D66, au long de la vallée du Grand Morin ; d'abord en utilisant des autocars de marque Irisbus Iliade, puis depuis 2006, les modèles Temsa Safari (certification à la norme ISO 9001). Le transfert sur route de la desserte a été jugé préférable au convoiement à vide des autorails depuis leurs dépôts éloignés (c'est le même motif qui a conduit à la fin de la desserte ferroviaire entre Saint-Rémy-lès-Chevreuse et Limours). La réouverture du tronçon fermé entre les gares de Coulommiers et de La Ferté-Gaucher est inscrite en phase 3 (horizon 2021-2027) du Schéma directeur de la région Île-de-France (SDRIF), adopté par délibération du conseil régional d'Île-de-France le 25 septembre 2008. Cependant le schéma de secteur du réseau Est et du RER E, approuvé le 16 mai 2013 par l'ex-Syndicat des transports d'Île-de-France indique Les résultats d’une étude menée par Transilien SNCF sur la réouverture Coulommiers – La Ferté Gaucher montre que les coûts d’exploitation, sans tenir compte des investissements nécessaires en termes d’infrastructure, paraissent disproportionnés par rapport au service rendu et à la population concernée, ce qui ne permet pas d'envisager la réouverture de la section de ligne à un horizon prévisible. Sur le plan de secteur no 67, la ligne est désignée sous l'appellation « Transilien 59 ». Le 1er août 2022, le service est intégré au réseau de bus Brie et 2 Morin. - Date de dernière mise à jour : 25 décembre 2023. |                                                                                |                                                                                |                                                                                |                                                                                |                                                                                |                                                                                |                                                                                |                                                                                |
| P     | Dernière actualisation : — |                                                                                |                                                                                |                                                                                |                                                                                |                                                                                |                                                                                |                                                                                |                                                                                |

### Lignes 1 à 9
| Ligne | Caractéristiques | Caractéristiques                                                                                               | Caractéristiques                                                                                               | Caractéristiques                                                                                               | Caractéristiques                                                                                               | Caractéristiques                                                                                               | Caractéristiques                                                                                               | Caractéristiques                                                                                               | Caractéristiques                                                                                               |
| 01    | Gare de Melun ⥋ Rebais - Covoiturage | Gare de Melun ⥋ Rebais - Covoiturage                                                                           | Gare de Melun ⥋ Rebais - Covoiturage                                                                           | Gare de Melun ⥋ Rebais - Covoiturage                                                                           | Gare de Melun ⥋ Rebais - Covoiturage                                                                           | Gare de Melun ⥋ Rebais - Covoiturage                                                                           | Gare de Melun ⥋ Rebais - Covoiturage                                                                           | Gare de Melun ⥋ Rebais - Covoiturage                                                                           | Gare de Melun ⥋ Rebais - Covoiturage                                                                           |
| ----- | --- | --- | --- | --- | --- | --- | --- | --- | --- |
| 01    | Ouverture / Fermeture — / — | Longueur — | Durée 35-100 min                                                                                               | Nb. d’arrêts 31                                                                                                | Matériel — | Jours de fonctionnement L, Ma, Me, J, V, S, D                                                                  | Jour / Soir / Nuit / Fêtes O / N / N / O                                                                       | Voy. / an 27 983 courses                                                                                       | Dépôt Coulommiers et La Rochette                                                                               |
| 01    | Desserte : - Villes et lieux desservis : Boissy-le-Châtel, Coulommiers, Chaumes-en-Brie, Fontenay-Trésigny, Guignes, Lumigny-Nesles-Ormeaux, Mauperthuis, Melun, Pézarches, Rebais, Saint-Denis-lès-Rebais, Saint-Germain-Laxis et Verneuil-l'Étang. - Gares desservies : Coulommiers, Melun et Verneuil-l'Étang. | | | | | | | | |
| 01    | Autre : - Zone traversée : 5. - Arrêts non accessibles aux UFR : — - Amplitudes horaires : — - Date de dernière mise à jour : 25 août 2022. | | | | | | | | |
| 01    | Dernière actualisation : — | | | | | | | | |
| 02A   | Saints - Paradis ⥋ Coulommiers - Cité Scolaire | Saints - Paradis ⥋ Coulommiers - Cité Scolaire                                                                 | Saints - Paradis ⥋ Coulommiers - Cité Scolaire                                                                 | Saints - Paradis ⥋ Coulommiers - Cité Scolaire                                                                 | Saints - Paradis ⥋ Coulommiers - Cité Scolaire                                                                 | Saints - Paradis ⥋ Coulommiers - Cité Scolaire                                                                 | Saints - Paradis ⥋ Coulommiers - Cité Scolaire                                                                 | Saints - Paradis ⥋ Coulommiers - Cité Scolaire                                                                 | Saints - Paradis ⥋ Coulommiers - Cité Scolaire                                                                 |
| 02A   | Ouverture / Fermeture — / — | Longueur — | Durée 40 min                                                                                                   | Nb. d’arrêts 16                                                                                                | Matériel — | Jours de fonctionnement L, Ma, Me, J, V                                                                        | Jour / Soir / Nuit / Fêtes O / N / N / N                                                                       | Voy. / an — | Dépôt Coulommiers                                                                                              |
| 02A   | Desserte : - Villes et lieux desservis : Saints (Paradis, Le Tertre, Mémillion, Glatigny, Maison Meunier), Beautheil (Pressoucy, Autheil, Silos D209, La Touche, Église, Villers, Les Parrichets, Le Puit / Rouville), Coulommiers (Collège H. Rémy, Collège Mme de Lafayette, Cité Scolaire) - Gares desservies : Aucune | | | | | | | | |
| 02A   | Autre : - Zone traversée : 5 - Arrêts non accessibles aux UFR : — - Amplitudes horaires : - Date de dernière mise à jour : 26 février 2023. | | | | | | | | |
| 02A   | Dernière actualisation : — | | | | | | | | |
| 02B   | La Celle-sur-Morin - La Villeneuve ⥋ Coulommiers - Collège Mme de Lafayette | La Celle-sur-Morin - La Villeneuve ⥋ Coulommiers - Collège Mme de Lafayette                                    | La Celle-sur-Morin - La Villeneuve ⥋ Coulommiers - Collège Mme de Lafayette                                    | La Celle-sur-Morin - La Villeneuve ⥋ Coulommiers - Collège Mme de Lafayette                                    | La Celle-sur-Morin - La Villeneuve ⥋ Coulommiers - Collège Mme de Lafayette                                    | La Celle-sur-Morin - La Villeneuve ⥋ Coulommiers - Collège Mme de Lafayette                                    | La Celle-sur-Morin - La Villeneuve ⥋ Coulommiers - Collège Mme de Lafayette                                    | La Celle-sur-Morin - La Villeneuve ⥋ Coulommiers - Collège Mme de Lafayette                                    | La Celle-sur-Morin - La Villeneuve ⥋ Coulommiers - Collège Mme de Lafayette                                    |
| 02B   | Ouverture / Fermeture — / — | Longueur — | Durée 44 min                                                                                                   | Nb. d’arrêts 14                                                                                                | Matériel — | Jours de fonctionnement L, Ma, Me, J, V                                                                        | Jour / Soir / Nuit / Fêtes O / N / N / N                                                                       | Voy. / an — | Dépôt Coulommiers                                                                                              |
| 02B   | Desserte : - Villes et lieux desservis : La Celle-sur-Morin (La Villeneuve), Pommeuse (Le Mesnil, Bisset Centre), Saint-Augustin (Bisset Entrée, Vieilles Vignes, Barny, Boulangerie, Mairie, Mesnil, Entrée) Mauperthuis (Mairie), Coulommiers (Collège H. Rémy, Collège Mme de Lafayette, Cité Scolaire) - Gares desservies : Aucune | | | | | | | | |
| 02B   | Autre : - Zone traversée : 5 - Arrêts non accessibles aux UFR : — - Amplitudes horaires : - Date de dernière mise à jour : 26 février 2023. | | | | | | | | |
| 02B   | Dernière actualisation : — | | | | | | | | |
| 02C   | Beautheil - Église ⥋ Coulommiers - Cité Scolaire | Beautheil - Église ⥋ Coulommiers - Cité Scolaire                                                               | Beautheil - Église ⥋ Coulommiers - Cité Scolaire                                                               | Beautheil - Église ⥋ Coulommiers - Cité Scolaire                                                               | Beautheil - Église ⥋ Coulommiers - Cité Scolaire                                                               | Beautheil - Église ⥋ Coulommiers - Cité Scolaire                                                               | Beautheil - Église ⥋ Coulommiers - Cité Scolaire                                                               | Beautheil - Église ⥋ Coulommiers - Cité Scolaire                                                               | Beautheil - Église ⥋ Coulommiers - Cité Scolaire                                                               |
| 02C   | Ouverture / Fermeture — / — | Longueur — | Durée 30 min                                                                                                   | Nb. d’arrêts 8                                                                                                 | Matériel — | Jours de fonctionnement L, Ma, Me, J, V                                                                        | Jour / Soir / Nuit / Fêtes O / N / N / N                                                                       | Voy. / an — | Dépôt Coulommiers                                                                                              |
| 02C   | Desserte : - Villes et lieux desservis : Beautheil (Église), Saints (La Garenne, Boulangerie, Mairie), Mauperthuis (Église), Coulommiers (Collège H. Rémy, Collège Mme de Lafayette, Cité Scolaire) - Gares desservies : Aucune | | | | | | | | |
| 02C   | Autre : - Zone traversée : 5 - Arrêts non accessibles aux UFR : — - Amplitudes horaires : - Date de dernière mise à jour : 26 février 2023. | | | | | | | | |
| 02C   | Dernière actualisation : — | | | | | | | | |
| 02D   | Tigeaux - Lavoir ⥋ Coulommiers - Berthereau | Tigeaux - Lavoir ⥋ Coulommiers - Berthereau                                                                    | Tigeaux - Lavoir ⥋ Coulommiers - Berthereau                                                                    | Tigeaux - Lavoir ⥋ Coulommiers - Berthereau                                                                    | Tigeaux - Lavoir ⥋ Coulommiers - Berthereau                                                                    | Tigeaux - Lavoir ⥋ Coulommiers - Berthereau                                                                    | Tigeaux - Lavoir ⥋ Coulommiers - Berthereau                                                                    | Tigeaux - Lavoir ⥋ Coulommiers - Berthereau                                                                    | Tigeaux - Lavoir ⥋ Coulommiers - Berthereau                                                                    |
| 02D   | Ouverture / Fermeture — / — | Longueur — | Durée 66 min                                                                                                   | Nb. d’arrêts 18                                                                                                | Matériel — | Jours de fonctionnement L, Ma, Me, J, V                                                                        | Jour / Soir / Nuit / Fêtes O / N / N / N                                                                       | Voy. / an — | Dépôt Coulommiers                                                                                              |
| 02D   | Desserte : - Villes et lieux desservis : Villeneuve-le-Comte (Mairie), Tigeaux (Lavoir, Centre, Cimetière), Dammartin-sur-Tigeaux (Boulangerie, Sortie D20), Mortcerf (Place), Guérard (Courbon Cours aux Bertons, Courtry Château d'eau, Genevray), Faremoutiers (Monument, Gare de Faremoutiers - Pommeuse), Pommeuse (Tresmes, Carrefour Route de Meaux), Mouroux (Belle Idée), Coulommiers (Victor Hugo, Collège Mme de Lafayette, Cité Scolaire) - Gares desservies : Gare de Faremoutiers - Pommeuse | | | | | | | | |
| 02D   | Autre : - Zone traversée : 5 - Arrêts non accessibles aux UFR : — - Amplitudes horaires : - Date de dernière mise à jour : 26 février 2023. | | | | | | | | |
| 02D   | Dernière actualisation : — | | | | | | | | |
| 02E   | Guérard - Monthérand ⥋ Coulommiers - Cité Scolaire | Guérard - Monthérand ⥋ Coulommiers - Cité Scolaire                                                             | Guérard - Monthérand ⥋ Coulommiers - Cité Scolaire                                                             | Guérard - Monthérand ⥋ Coulommiers - Cité Scolaire                                                             | Guérard - Monthérand ⥋ Coulommiers - Cité Scolaire                                                             | Guérard - Monthérand ⥋ Coulommiers - Cité Scolaire                                                             | Guérard - Monthérand ⥋ Coulommiers - Cité Scolaire                                                             | Guérard - Monthérand ⥋ Coulommiers - Cité Scolaire                                                             | Guérard - Monthérand ⥋ Coulommiers - Cité Scolaire                                                             |
| 02E   | Ouverture / Fermeture — / — | Longueur — | Durée 48 min                                                                                                   | Nb. d’arrêts 17                                                                                                | Matériel — | Jours de fonctionnement L, Ma, Me, J, V                                                                        | Jour / Soir / Nuit / Fêtes O / N / N / N                                                                       | Voy. / an — | Dépôt Coulommiers                                                                                              |
| 02E   | Desserte : - Villes et lieux desservis : Guérard (Monthérand, Le Grand Lud, Montbrieux, Montbrieux Fontaine, Charnoy Lotissement, Le Charnoy), Pommeuse (Saint Blandin, Charnois, Tresmes Charnois, Tresmes, Le Poncet), Saint-Augustin (Cascade), Pommeuse (Lavanderie, Eglise RD 216), Coulommiers (Victor Hugo, Collège Mme de Lafayette, Cité Scolaire) - Gares desservies : Aucune | | | | | | | | |
| 02E   | Autre : - Zone traversée : 5 - Arrêts non accessibles aux UFR : — - Amplitudes horaires : - Date de dernière mise à jour : 26 février 2023. | | | | | | | | |
| 02E   | Dernière actualisation : — | | | | | | | | |
| 02F   | Guérard - Le Charnoy ⥋ Coulommiers - Cité Scolaire Quai 3 | Guérard - Le Charnoy ⥋ Coulommiers - Cité Scolaire Quai 3                                                      | Guérard - Le Charnoy ⥋ Coulommiers - Cité Scolaire Quai 3                                                      | Guérard - Le Charnoy ⥋ Coulommiers - Cité Scolaire Quai 3                                                      | Guérard - Le Charnoy ⥋ Coulommiers - Cité Scolaire Quai 3                                                      | Guérard - Le Charnoy ⥋ Coulommiers - Cité Scolaire Quai 3                                                      | Guérard - Le Charnoy ⥋ Coulommiers - Cité Scolaire Quai 3                                                      | Guérard - Le Charnoy ⥋ Coulommiers - Cité Scolaire Quai 3                                                      | Guérard - Le Charnoy ⥋ Coulommiers - Cité Scolaire Quai 3                                                      |
| 02F   | Ouverture / Fermeture — / — | Longueur — | Durée 40 min                                                                                                   | Nb. d’arrêts 13                                                                                                | Matériel — | Jours de fonctionnement L, Ma, Me, J, V                                                                        | Jour / Soir / Nuit / Fêtes O / N / N / N                                                                       | Voy. / an — | Dépôt Coulommiers                                                                                              |
| 02F   | Desserte : - Villes et lieux desservis : Guérard (Rouilly le Bas, Pommeraie, Tennis), La Celle-sur-Morin (La Celle en Bas Mairie, La Celle en Haut Centre), Faremoutiers (HLM, Place, Les Bordes), Saint-Augustin (Rue de Brie, La Louveterie), Coulommiers (Berthereau, Collège Mme de Lafayette, Cité Scolaire) - Gares desservies : Aucune | | | | | | | | |
| 02F   | Autre : - Zone traversée : 5 - Arrêts non accessibles aux UFR : — - Amplitudes horaires : - Date de dernière mise à jour : 26 février 2023. | | | | | | | | |
| 02F   | Dernière actualisation : — | | | | | | | | |
| 03A   | Coulommiers - Gare SNCF ⥋ Meaux - Gare Routière | Coulommiers - Gare SNCF ⥋ Meaux - Gare Routière                                                                | Coulommiers - Gare SNCF ⥋ Meaux - Gare Routière                                                                | Coulommiers - Gare SNCF ⥋ Meaux - Gare Routière                                                                | Coulommiers - Gare SNCF ⥋ Meaux - Gare Routière                                                                | Coulommiers - Gare SNCF ⥋ Meaux - Gare Routière                                                                | Coulommiers - Gare SNCF ⥋ Meaux - Gare Routière                                                                | Coulommiers - Gare SNCF ⥋ Meaux - Gare Routière                                                                | Coulommiers - Gare SNCF ⥋ Meaux - Gare Routière                                                                |
| 03A   | Ouverture / Fermeture — / — | Longueur — | Durée 54 min                                                                                                   | Nb. d’arrêts 9                                                                                                 | Matériel — | Jours de fonctionnement L, Ma, Me, J, V                                                                        | Jour / Soir / Nuit / Fêtes O / N / N / N                                                                       | Voy. / an — | Dépôt Coulommiers                                                                                              |
| 03A   | Desserte : - Villes et lieux desservis : Coulommiers (Gare de Coulommiers), Mouroux (Belle Croix, Mitheuil RD934, Belle Idée, Voisins), Maisoncelles-en-Brie (Rue de Meaux), Sancy (Mairie), Mareuil-lès-Meaux (La Hayette), Meaux (Gare routière) - Gares desservies : Gare de Coulommiers, Gare de Meaux | | | | | | | | |
| 03A   | Autre : - Zone traversée : 5 - Arrêts non accessibles aux UFR : — - Amplitudes horaires : - Date de dernière mise à jour : 26 février 2023. | | | | | | | | |
| 03A   | Dernière actualisation : — | | | | | | | | |
| 03B   | Coulommiers - Gare SNCF ⥋ Meaux - Gare Routière | Coulommiers - Gare SNCF ⥋ Meaux - Gare Routière                                                                | Coulommiers - Gare SNCF ⥋ Meaux - Gare Routière                                                                | Coulommiers - Gare SNCF ⥋ Meaux - Gare Routière                                                                | Coulommiers - Gare SNCF ⥋ Meaux - Gare Routière                                                                | Coulommiers - Gare SNCF ⥋ Meaux - Gare Routière                                                                | Coulommiers - Gare SNCF ⥋ Meaux - Gare Routière                                                                | Coulommiers - Gare SNCF ⥋ Meaux - Gare Routière                                                                | Coulommiers - Gare SNCF ⥋ Meaux - Gare Routière                                                                |
| 03B   | Ouverture / Fermeture — / — | Longueur — | Durée 60 min                                                                                                   | Nb. d’arrêts 15                                                                                                | Matériel — | Jours de fonctionnement L, Ma, Me, J, V                                                                        | Jour / Soir / Nuit / Fêtes O / N / N / N                                                                       | Voy. / an — | Dépôt Coulommiers                                                                                              |
| 03B   | Desserte : - Villes et lieux desservis : Maisoncelles-en-Brie (Salle des Fêtes, Place des Lilas), Sancy (Mairie), Vaucourtois (Mairie), Coulommes (Mairie, Grande Rue), Boutigny (Magny St Loup, La Cantine D228), Nanteuil-lès-Meaux (Galliéni, Mairie, Château, La Croix, Saint Pères), Meaux (Marché, Gare routière) - Gares desservies : Gare de Meaux | | | | | | | | |
| 03B   | Autre : - Zone traversée : 5 - Arrêts non accessibles aux UFR : — - Amplitudes horaires : - Date de dernière mise à jour : 26 février 2023. | | | | | | | | |
| 03B   | Dernière actualisation : — | | | | | | | | |
| 03C   | Mouroux - Collège George Sand ⥋ La Haute-Maison - Église | Mouroux - Collège George Sand ⥋ La Haute-Maison - Église                                                       | Mouroux - Collège George Sand ⥋ La Haute-Maison - Église                                                       | Mouroux - Collège George Sand ⥋ La Haute-Maison - Église                                                       | Mouroux - Collège George Sand ⥋ La Haute-Maison - Église                                                       | Mouroux - Collège George Sand ⥋ La Haute-Maison - Église                                                       | Mouroux - Collège George Sand ⥋ La Haute-Maison - Église                                                       | Mouroux - Collège George Sand ⥋ La Haute-Maison - Église                                                       | Mouroux - Collège George Sand ⥋ La Haute-Maison - Église                                                       |
| 03C   | Ouverture / Fermeture — / — | Longueur — | Durée 25 min                                                                                                   | Nb. d’arrêts 9                                                                                                 | Matériel — | Jours de fonctionnement L, Ma, Me, J, V                                                                        | Jour / Soir / Nuit / Fêtes O / N / N / N                                                                       | Voy. / an — | Dépôt Coulommiers                                                                                              |
| 03C   | Desserte : - Villes et lieux desservis : Mouroux (Collège George Sand, Les Jardins de Boussois, Voisins, Boussois Lavoir), Giremoutiers (Mairie, Corbeville), Maisoncelles-en-Brie (Salle des Fêtes, Place des Lilas), La Haute-Maison (Église) - Gares desservies : Aucune | | | | | | | | |
| 03C   | Autre : - Zone traversée : 5 - Arrêts non accessibles aux UFR : — - Amplitudes horaires : - Date de dernière mise à jour : 12 juillet 2022. | | | | | | | | |
| 03C   | Dernière actualisation : — | | | | | | | | |
| 08A   | Crécy-la-Chapelle - Collège Mon Plaisir ⥋ Crécy-la-Chapelle - Gare de Crécy-la-Chapelle | Crécy-la-Chapelle - Collège Mon Plaisir ⥋ Crécy-la-Chapelle - Gare de Crécy-la-Chapelle                        | Crécy-la-Chapelle - Collège Mon Plaisir ⥋ Crécy-la-Chapelle - Gare de Crécy-la-Chapelle                        | Crécy-la-Chapelle - Collège Mon Plaisir ⥋ Crécy-la-Chapelle - Gare de Crécy-la-Chapelle                        | Crécy-la-Chapelle - Collège Mon Plaisir ⥋ Crécy-la-Chapelle - Gare de Crécy-la-Chapelle                        | Crécy-la-Chapelle - Collège Mon Plaisir ⥋ Crécy-la-Chapelle - Gare de Crécy-la-Chapelle                        | Crécy-la-Chapelle - Collège Mon Plaisir ⥋ Crécy-la-Chapelle - Gare de Crécy-la-Chapelle                        | Crécy-la-Chapelle - Collège Mon Plaisir ⥋ Crécy-la-Chapelle - Gare de Crécy-la-Chapelle                        | Crécy-la-Chapelle - Collège Mon Plaisir ⥋ Crécy-la-Chapelle - Gare de Crécy-la-Chapelle                        |
| 08A   | Ouverture / Fermeture — / — | Longueur — | Durée — | Nb. d’arrêts 15                                                                                                | Matériel — | Jours de fonctionnement L, Ma, Me, J, V, S                                                                     | Jour / Soir / Nuit / Fêtes O / O / N / N                                                                       | Voy. / an — | Dépôt Couilly-Pont-aux-Dames                                                                                   |
| 08A   | Desserte : - Villes et lieux desservis : Crécy-la-Chapelle et Bouleurs. - Gares desservies : Crécy-la-Chapelle. | | | | | | | | |
| 08A   | Autre : - Zone traversée : 5 - Arrêts non accessibles aux UFR : — - Amplitudes horaires : La ligne fonctionne du lundi au vendredi de 5 h 47 à 20 h 23 et le samedi de 6 h 57 à 13 h 57. - Date de dernière mise à jour : 26 février 2023. | | | | | | | | |
| 08A   | Dernière actualisation : — | | | | | | | | |
| 08AS  | Crécy-la-Chapelle - Collège Mon Plaisir ⥋ Crécy-la-Chapelle - Gare de Crécy-la-Chapelle | Crécy-la-Chapelle - Collège Mon Plaisir ⥋ Crécy-la-Chapelle - Gare de Crécy-la-Chapelle                        | Crécy-la-Chapelle - Collège Mon Plaisir ⥋ Crécy-la-Chapelle - Gare de Crécy-la-Chapelle                        | Crécy-la-Chapelle - Collège Mon Plaisir ⥋ Crécy-la-Chapelle - Gare de Crécy-la-Chapelle                        | Crécy-la-Chapelle - Collège Mon Plaisir ⥋ Crécy-la-Chapelle - Gare de Crécy-la-Chapelle                        | Crécy-la-Chapelle - Collège Mon Plaisir ⥋ Crécy-la-Chapelle - Gare de Crécy-la-Chapelle                        | Crécy-la-Chapelle - Collège Mon Plaisir ⥋ Crécy-la-Chapelle - Gare de Crécy-la-Chapelle                        | Crécy-la-Chapelle - Collège Mon Plaisir ⥋ Crécy-la-Chapelle - Gare de Crécy-la-Chapelle                        | Crécy-la-Chapelle - Collège Mon Plaisir ⥋ Crécy-la-Chapelle - Gare de Crécy-la-Chapelle                        |
| 08AS  | Ouverture / Fermeture — / — | Longueur — | Durée — | Nb. d’arrêts 10                                                                                                | Matériel — | Jours de fonctionnement L, Ma, Me, J, V                                                                        | Jour / Soir / Nuit / Fêtes O / N / N / N                                                                       | Voy. / an — | Dépôt Couilly-Pont-aux-Dames                                                                                   |
| 08AS  | Desserte : - Villes et lieux desservis : Crécy-la-Chapelle, Coulommes et Bouleurs. - Gares desservies : Crécy-la-Chapelle. | | | | | | | | |
| 08AS  | Autre : - Zone traversée : 5 - Arrêts non accessibles aux UFR : — - Amplitudes horaires : La ligne fonctionne du lundi au vendredi durant la période scolaire de 7 h 18 à 17 h 46. - Date de dernière mise à jour : 26 février 2023. | | | | | | | | |
| 08AS  | Dernière actualisation : — | | | | | | | | |
| 08B   | Crécy-la-Chapelle - Collège Mon Plaisir ⥋ Crécy-la-Chapelle - Gare de Crécy-la-Chapelle | Crécy-la-Chapelle - Collège Mon Plaisir ⥋ Crécy-la-Chapelle - Gare de Crécy-la-Chapelle                        | Crécy-la-Chapelle - Collège Mon Plaisir ⥋ Crécy-la-Chapelle - Gare de Crécy-la-Chapelle                        | Crécy-la-Chapelle - Collège Mon Plaisir ⥋ Crécy-la-Chapelle - Gare de Crécy-la-Chapelle                        | Crécy-la-Chapelle - Collège Mon Plaisir ⥋ Crécy-la-Chapelle - Gare de Crécy-la-Chapelle                        | Crécy-la-Chapelle - Collège Mon Plaisir ⥋ Crécy-la-Chapelle - Gare de Crécy-la-Chapelle                        | Crécy-la-Chapelle - Collège Mon Plaisir ⥋ Crécy-la-Chapelle - Gare de Crécy-la-Chapelle                        | Crécy-la-Chapelle - Collège Mon Plaisir ⥋ Crécy-la-Chapelle - Gare de Crécy-la-Chapelle                        | Crécy-la-Chapelle - Collège Mon Plaisir ⥋ Crécy-la-Chapelle - Gare de Crécy-la-Chapelle                        |
| 08B   | Ouverture / Fermeture — / — | Longueur — | Durée — | Nb. d’arrêts 10                                                                                                | Matériel — | Jours de fonctionnement L, Ma, Me, J, V, S                                                                     | Jour / Soir / Nuit / Fêtes O / N / N / N                                                                       | Voy. / an — | Dépôt Couilly-Pont-aux-Dames                                                                                   |
| 08B   | Desserte : - Villes et lieux desservis : Crécy-la-Chapelle, Villiers-sur-Morin et Voulangis. - Gares desservies : Crécy-la-Chapelle. | | | | | | | | |
| 08B   | Autre : - Zone traversée : 5 - Arrêts non accessibles aux UFR : — - Amplitudes horaires : La ligne fonctionne du lundi au vendredi de 5 h 48 à 20 h 23 et le samedi de 6 h 58 à 13 h 57. - Date de dernière mise à jour : 26 février 2023. | | | | | | | | |
| 08B   | Dernière actualisation : — | | | | | | | | |
| 08C   | Tigeaux - Cimetière ⥋ Crécy-la-Chapelle - Collège Mon Plaisir ou Crécy-la-Chapelle - Gare de Crécy-la-Chapelle | Tigeaux - Cimetière ⥋ Crécy-la-Chapelle - Collège Mon Plaisir ou Crécy-la-Chapelle - Gare de Crécy-la-Chapelle | Tigeaux - Cimetière ⥋ Crécy-la-Chapelle - Collège Mon Plaisir ou Crécy-la-Chapelle - Gare de Crécy-la-Chapelle | Tigeaux - Cimetière ⥋ Crécy-la-Chapelle - Collège Mon Plaisir ou Crécy-la-Chapelle - Gare de Crécy-la-Chapelle | Tigeaux - Cimetière ⥋ Crécy-la-Chapelle - Collège Mon Plaisir ou Crécy-la-Chapelle - Gare de Crécy-la-Chapelle | Tigeaux - Cimetière ⥋ Crécy-la-Chapelle - Collège Mon Plaisir ou Crécy-la-Chapelle - Gare de Crécy-la-Chapelle | Tigeaux - Cimetière ⥋ Crécy-la-Chapelle - Collège Mon Plaisir ou Crécy-la-Chapelle - Gare de Crécy-la-Chapelle | Tigeaux - Cimetière ⥋ Crécy-la-Chapelle - Collège Mon Plaisir ou Crécy-la-Chapelle - Gare de Crécy-la-Chapelle | Tigeaux - Cimetière ⥋ Crécy-la-Chapelle - Collège Mon Plaisir ou Crécy-la-Chapelle - Gare de Crécy-la-Chapelle |
| 08C   | Ouverture / Fermeture — / — | Longueur — | Durée — | Nb. d’arrêts 6                                                                                                 | Matériel — | Jours de fonctionnement L, Ma, Me, J, V, S                                                                     | Jour / Soir / Nuit / Fêtes O / N / N / N                                                                       | Voy. / an — | Dépôt Couilly-Pont-aux-Dames                                                                                   |
| 08C   | Desserte : - Villes et lieux desservis : Crécy-la-Chapelle, Tigeaux et Voulangis. - Gares desservies : Crécy-la-Chapelle. | | | | | | | | |
| 08C   | Autre : - Zone traversée : 5 - Arrêts non accessibles aux UFR : — - Amplitudes horaires : La ligne fonctionne du lundi au vendredi de 7 h 5 à 19 h 20 et le samedi de 7 h 5 à 13 h 50. - Date de dernière mise à jour : 26 février 2023. | | | | | | | | |
| 08C   | Dernière actualisation : — | | | | | | | | |
| 09A   | Saint-Léger - Petit Marché ⥋ Coulommiers - Cité Scolaire | Saint-Léger - Petit Marché ⥋ Coulommiers - Cité Scolaire                                                       | Saint-Léger - Petit Marché ⥋ Coulommiers - Cité Scolaire                                                       | Saint-Léger - Petit Marché ⥋ Coulommiers - Cité Scolaire                                                       | Saint-Léger - Petit Marché ⥋ Coulommiers - Cité Scolaire                                                       | Saint-Léger - Petit Marché ⥋ Coulommiers - Cité Scolaire                                                       | Saint-Léger - Petit Marché ⥋ Coulommiers - Cité Scolaire                                                       | Saint-Léger - Petit Marché ⥋ Coulommiers - Cité Scolaire                                                       | Saint-Léger - Petit Marché ⥋ Coulommiers - Cité Scolaire                                                       |
| 09A   | Ouverture / Fermeture — / — | Longueur — | Durée 40 min                                                                                                   | Nb. d’arrêts 19                                                                                                | Matériel Fast Syter AC-974-LJ                                                                                  | Jours de fonctionnement L, Ma, Me, J, V                                                                        | Jour / Soir / Nuit / Fêtes O / N / N / N                                                                       | Voy. / an — | Dépôt Couilly-Pont-aux-Dames                                                                                   |
| 09A   | Desserte : - Villes et lieux desservis : Rebais (Collège Jacques Prévert, Mairie, Giblois / Curie, Promenade du Nord), Saint-Léger (Petit Marché, Grand Marché, Champcormolin, Châteaurenard, Mairie), Saint-Denis-lès-Rebais (Chantareine, Mazagran, Les Pleux D222, Champ la Dame D222), Boissy-le-Châtel (Les Brosses, Place, Champauger), Coulommiers (Cimetière, Gambetta Côté Escalier, Cité Scolaire) - Gares desservies : Aucune                                                                   | | | | | | | | |
| 09A   | Autre : - Zone traversée : 5 - Arrêts non accessibles aux UFR : — - Amplitudes horaires : La ligne fonctionne du lundi au vendredi de 7 h 10 à 9 h 10 et de 12 h 15 à 17 h 53 - Date de dernière mise à jour : 26 février 2023. | | | | | | | | |
| 09A   | Dernière actualisation : — | | | | | | | | |
| 09B   | Rebais - Boulivillers ⥋ Coulommiers - Cité Scolaire | Rebais - Boulivillers ⥋ Coulommiers - Cité Scolaire                                                            | Rebais - Boulivillers ⥋ Coulommiers - Cité Scolaire                                                            | Rebais - Boulivillers ⥋ Coulommiers - Cité Scolaire                                                            | Rebais - Boulivillers ⥋ Coulommiers - Cité Scolaire                                                            | Rebais - Boulivillers ⥋ Coulommiers - Cité Scolaire                                                            | Rebais - Boulivillers ⥋ Coulommiers - Cité Scolaire                                                            | Rebais - Boulivillers ⥋ Coulommiers - Cité Scolaire                                                            | Rebais - Boulivillers ⥋ Coulommiers - Cité Scolaire                                                            |
| 09B   | Ouverture / Fermeture — / — | Longueur — | Durée 42 min                                                                                                   | Nb. d’arrêts 17                                                                                                | Matériel — | Jours de fonctionnement L, Ma, Me, J, V                                                                        | Jour / Soir / Nuit / Fêtes O / N / N / N                                                                       | Voy. / an — | Dépôt Couilly-Pont-aux-Dames                                                                                   |
| 09B   | Desserte : - Villes et lieux desservis : Rebais (Boulivillers, La Boyère), La Trétoire (Mairie, Launoy, Champlion, Gibraltar), Doue (Bois Baudry Centre, Les Neuillis, Grand Saussoy, Petit Saussoy, Butheil, Mairie, Croupet), Boissy-le-Châtel (Lotissement, Champauger), Coulommiers (Gambetta Côté Escalier, Cité Scolaire) - Gares desservies : | | | | | | | | |
| 09B   | Autre : - Zone traversée : 5 - Arrêts non accessibles aux UFR : — - Amplitudes horaires : - Date de dernière mise à jour : 26 février 2023. | | | | | | | | |
| 09B   | Dernière actualisation : — | | | | | | | | |
| 09C   | Rebais - La Boyère ⥋ Coulommiers - Cité Scolaire Quai 2 | Rebais - La Boyère ⥋ Coulommiers - Cité Scolaire Quai 2                                                        | Rebais - La Boyère ⥋ Coulommiers - Cité Scolaire Quai 2                                                        | Rebais - La Boyère ⥋ Coulommiers - Cité Scolaire Quai 2                                                        | Rebais - La Boyère ⥋ Coulommiers - Cité Scolaire Quai 2                                                        | Rebais - La Boyère ⥋ Coulommiers - Cité Scolaire Quai 2                                                        | Rebais - La Boyère ⥋ Coulommiers - Cité Scolaire Quai 2                                                        | Rebais - La Boyère ⥋ Coulommiers - Cité Scolaire Quai 2                                                        | Rebais - La Boyère ⥋ Coulommiers - Cité Scolaire Quai 2                                                        |
| 09C   | Ouverture / Fermeture — / — | Longueur — | Durée 25 min                                                                                                   | Nb. d’arrêts 11                                                                                                | Matériel — | Jours de fonctionnement L, Ma, Me, J, V                                                                        | Jour / Soir / Nuit / Fêtes O / N / N / N                                                                       | Voy. / an — | Dépôt Couilly-Pont-aux-Dames                                                                                   |
| 09C   | Desserte : - Villes et lieux desservis : Saint-Denis-lès-Rebais (Place de l'Église, Le Ménillot), Boissy-le-Châtel (Moulin de Boissy, Sainte Marie, Les Jumelles), Chauffry (Les Limons, Place de la Mairie, Pot d'Étain, Les Corvelles), Coulommiers (Gambetta Côté Escalier, Cité Scolaire) - Gares desservies : | | | | | | | | |
| 09C   | Autre : - Zone traversée : 5 - Arrêts non accessibles aux UFR : — - Amplitudes horaires : - Date de dernière mise à jour : 26 février 2023. | | | | | | | | |
| 09C   | Dernière actualisation : — | | | | | | | | |

### Lignes 10 à 19
| Ligne | Caractéristiques | Caractéristiques                                                              | Caractéristiques                                                              | Caractéristiques                                                              | Caractéristiques                                                              | Caractéristiques                                                              | Caractéristiques                                                              | Caractéristiques                                                              | Caractéristiques                                                              |
| 10    | Meilleray - Place ⥋ Coulommiers - Cité Scolaire | Meilleray - Place ⥋ Coulommiers - Cité Scolaire                               | Meilleray - Place ⥋ Coulommiers - Cité Scolaire                               | Meilleray - Place ⥋ Coulommiers - Cité Scolaire                               | Meilleray - Place ⥋ Coulommiers - Cité Scolaire                               | Meilleray - Place ⥋ Coulommiers - Cité Scolaire                               | Meilleray - Place ⥋ Coulommiers - Cité Scolaire                               | Meilleray - Place ⥋ Coulommiers - Cité Scolaire                               | Meilleray - Place ⥋ Coulommiers - Cité Scolaire                               |
| ----- | --- | ----------------------------------------------------------------------------- | ----------------------------------------------------------------------------- | ----------------------------------------------------------------------------- | ----------------------------------------------------------------------------- | ----------------------------------------------------------------------------- | ----------------------------------------------------------------------------- | ----------------------------------------------------------------------------- | ----------------------------------------------------------------------------- |
| 10    | Ouverture / Fermeture — / — | Longueur —                                                                    | Durée —                                                                       | Nb. d’arrêts —                                                                | Matériel —                                                                    | Jours de fonctionnement L, Ma, Me, J, V                                       | Jour / Soir / Nuit / Fêtes O / N / N / N                                      | Voy. / an 4 480 courses                                                       | Dépôt Coulommiers                                                             |
| 10    | Desserte : - Villes et lieux desservis : Amillis, Bellot, Beton-Bazoches, Bezalles, Boissy-le-Châtel, Chailly-en-Brie, Chartronges, Chauffry, Chenoise-Cucharmoy, Chevru, Choisy-en-Brie, Coulommiers, Dagny, Frétoy, Jouy-sur-Morin, La Chapelle-Moutils, La Ferté-Gaucher, Lescherolles, Leudon-en-Brie, Marolles-en-Brie, Meilleray, Montdauphin, Montolivet, Provins, Saint-Barthélemy, Saint-Mars-Vieux-Maisons, Saint-Martin-des-Champs, Saint-Rémy-de-la-Vanne et Saint-Siméon. - Gare desservie : Provins. |                                                                               |                                                                               |                                                                               |                                                                               |                                                                               |                                                                               |                                                                               |                                                                               |
| 10    | Autre : - Zone traversée : 5 - Arrêts non accessibles aux UFR : — - Amplitudes horaires : — - Date de dernière mise à jour : 23 décembre 2023. |                                                                               |                                                                               |                                                                               |                                                                               |                                                                               |                                                                               |                                                                               |                                                                               |
| 10    | Dernière actualisation : — |                                                                               |                                                                               |                                                                               |                                                                               |                                                                               |                                                                               |                                                                               |                                                                               |
| 12    | Gare de Marne-la-Vallée - Chessy Nord ⥋ Meaux - Henri IV Cinéma | Gare de Marne-la-Vallée - Chessy Nord ⥋ Meaux - Henri IV Cinéma               | Gare de Marne-la-Vallée - Chessy Nord ⥋ Meaux - Henri IV Cinéma               | Gare de Marne-la-Vallée - Chessy Nord ⥋ Meaux - Henri IV Cinéma               | Gare de Marne-la-Vallée - Chessy Nord ⥋ Meaux - Henri IV Cinéma               | Gare de Marne-la-Vallée - Chessy Nord ⥋ Meaux - Henri IV Cinéma               | Gare de Marne-la-Vallée - Chessy Nord ⥋ Meaux - Henri IV Cinéma               | Gare de Marne-la-Vallée - Chessy Nord ⥋ Meaux - Henri IV Cinéma               | Gare de Marne-la-Vallée - Chessy Nord ⥋ Meaux - Henri IV Cinéma               |
| 12    | Ouverture / Fermeture — / — | Longueur —                                                                    | Durée —                                                                       | Nb. d’arrêts —                                                                | Matériel —                                                                    | Jours de fonctionnement L, Ma, Me, J, V, S                                    | Jour / Soir / Nuit / Fêtes O / N / N / N                                      | Voy. / an 2 355 courses                                                       | Dépôt Couilly-Pont-aux-Dammes                                                 |
| 12    | Desserte : - Villes et lieux desservis : Bailly-Romainvilliers, Chessy, Couilly-Pont-aux-Dames, Coutevroult, Magny-le-Hongre, Meaux, Montry, Nanteuil-lès-Meaux, Quincy-Voisins et Saint-Germain-sur-Morin. - Gares desservies : Marne-la-Vallée - Chessy Nord et Couilly - Saint-Germain - Quincy. |                                                                               |                                                                               |                                                                               |                                                                               |                                                                               |                                                                               |                                                                               |                                                                               |
| 12    | Autre : - Zone traversée : 5 - Arrêts non accessibles aux UFR : — - Amplitudes horaires : — - Date de dernière mise à jour : 10 juin 2022. |                                                                               |                                                                               |                                                                               |                                                                               |                                                                               |                                                                               |                                                                               |                                                                               |
| 12    | Dernière actualisation : — |                                                                               |                                                                               |                                                                               |                                                                               |                                                                               |                                                                               |                                                                               |                                                                               |
| 12A   | Mouroux - Mitheuil RD934 ⥋ Mouroux - Gare SNCF | Mouroux - Mitheuil RD934 ⥋ Mouroux - Gare SNCF                                | Mouroux - Mitheuil RD934 ⥋ Mouroux - Gare SNCF                                | Mouroux - Mitheuil RD934 ⥋ Mouroux - Gare SNCF                                | Mouroux - Mitheuil RD934 ⥋ Mouroux - Gare SNCF                                | Mouroux - Mitheuil RD934 ⥋ Mouroux - Gare SNCF                                | Mouroux - Mitheuil RD934 ⥋ Mouroux - Gare SNCF                                | Mouroux - Mitheuil RD934 ⥋ Mouroux - Gare SNCF                                | Mouroux - Mitheuil RD934 ⥋ Mouroux - Gare SNCF                                |
| 12A   | Ouverture / Fermeture — / — | Longueur —                                                                    | Durée 20 min                                                                  | Nb. d’arrêts 8                                                                | Matériel —                                                                    | Jours de fonctionnement L, Ma, Me, J, V                                       | Jour / Soir / Nuit / Fêtes O / N / N / N                                      | Voy. / an —                                                                   | Dépôt —                                                                       |
| 12A   | Desserte : - Villes et lieux desservis : Mouroux (Mitheuil RD934, Belle Idée, Chicotets, Boussois Lavoir, Voisins Lavoir, Voisins, Place de la Mairie, Gare de Mouroux) - Gares desservies : Gare de Mouroux |                                                                               |                                                                               |                                                                               |                                                                               |                                                                               |                                                                               |                                                                               |                                                                               |
| 12A   | Autre : - Zone traversée : 5 - Arrêts non accessibles aux UFR : — - Amplitudes horaires : - Date de dernière mise à jour : 12 juillet 2022. |                                                                               |                                                                               |                                                                               |                                                                               |                                                                               |                                                                               |                                                                               |                                                                               |
| 12A   | Dernière actualisation : — |                                                                               |                                                                               |                                                                               |                                                                               |                                                                               |                                                                               |                                                                               |                                                                               |
| 12B   | Mouroux - Mitheuil RD934 ⥋ Mouroux - Collège George Sand | Mouroux - Mitheuil RD934 ⥋ Mouroux - Collège George Sand                      | Mouroux - Mitheuil RD934 ⥋ Mouroux - Collège George Sand                      | Mouroux - Mitheuil RD934 ⥋ Mouroux - Collège George Sand                      | Mouroux - Mitheuil RD934 ⥋ Mouroux - Collège George Sand                      | Mouroux - Mitheuil RD934 ⥋ Mouroux - Collège George Sand                      | Mouroux - Mitheuil RD934 ⥋ Mouroux - Collège George Sand                      | Mouroux - Mitheuil RD934 ⥋ Mouroux - Collège George Sand                      | Mouroux - Mitheuil RD934 ⥋ Mouroux - Collège George Sand                      |
| 12B   | Ouverture / Fermeture — / — | Longueur —                                                                    | Durée 15 min                                                                  | Nb. d’arrêts 8                                                                | Matériel —                                                                    | Jours de fonctionnement L, Ma, Me, J, V                                       | Jour / Soir / Nuit / Fêtes O / N / N / N                                      | Voy. / an —                                                                   | Dépôt —                                                                       |
| 12B   | Desserte : - Villes et lieux desservis : Mouroux (Belle Croix, Parrichets École, Courois Lavoir, Mitheuil RD934, Belle Idée, Gare de Mouroux, Villeperdue, Collège George Sand) - Gares desservies : Gare de Mouroux |                                                                               |                                                                               |                                                                               |                                                                               |                                                                               |                                                                               |                                                                               |                                                                               |
| 12B   | Autre : - Zone traversée : 5 - Arrêts non accessibles aux UFR : — - Amplitudes horaires : - Date de dernière mise à jour : 12 juillet 2022. |                                                                               |                                                                               |                                                                               |                                                                               |                                                                               |                                                                               |                                                                               |                                                                               |
| 12B   | Dernière actualisation : — |                                                                               |                                                                               |                                                                               |                                                                               |                                                                               |                                                                               |                                                                               |                                                                               |
| 12C   | Mouroux - Villeperdue ⥋ Coulommiers - Cité Scolaire | Mouroux - Villeperdue ⥋ Coulommiers - Cité Scolaire                           | Mouroux - Villeperdue ⥋ Coulommiers - Cité Scolaire                           | Mouroux - Villeperdue ⥋ Coulommiers - Cité Scolaire                           | Mouroux - Villeperdue ⥋ Coulommiers - Cité Scolaire                           | Mouroux - Villeperdue ⥋ Coulommiers - Cité Scolaire                           | Mouroux - Villeperdue ⥋ Coulommiers - Cité Scolaire                           | Mouroux - Villeperdue ⥋ Coulommiers - Cité Scolaire                           | Mouroux - Villeperdue ⥋ Coulommiers - Cité Scolaire                           |
| 12C   | Ouverture / Fermeture — / — | Longueur —                                                                    | Durée 20 min                                                                  | Nb. d’arrêts 7                                                                | Matériel —                                                                    | Jours de fonctionnement L, Ma, Me, J, V                                       | Jour / Soir / Nuit / Fêtes O / N / N / N                                      | Voy. / an —                                                                   | Dépôt —                                                                       |
| 12C   | Desserte : - Villes et lieux desservis : Mouroux (Place de la Mairie, Villeperdue, Courois Lavoir, Parrichets Lavoir), Coulommiers (Victor Hugo, Gambetta Côté Escalier, Cité Scolaire) - Gares desservies : Aucune |                                                                               |                                                                               |                                                                               |                                                                               |                                                                               |                                                                               |                                                                               |                                                                               |
| 12C   | Autre : - Zone traversée : 5 - Arrêts non accessibles aux UFR : — - Amplitudes horaires : - Date de dernière mise à jour : 12 juillet 2022. |                                                                               |                                                                               |                                                                               |                                                                               |                                                                               |                                                                               |                                                                               |                                                                               |
| 12C   | Dernière actualisation : — |                                                                               |                                                                               |                                                                               |                                                                               |                                                                               |                                                                               |                                                                               |                                                                               |
| 13A   | Coutevroult - Du Chêne ⥋ Crécy-la-Chapelle - Colège Mon Plaisir | Coutevroult - Du Chêne ⥋ Crécy-la-Chapelle - Colège Mon Plaisir               | Coutevroult - Du Chêne ⥋ Crécy-la-Chapelle - Colège Mon Plaisir               | Coutevroult - Du Chêne ⥋ Crécy-la-Chapelle - Colège Mon Plaisir               | Coutevroult - Du Chêne ⥋ Crécy-la-Chapelle - Colège Mon Plaisir               | Coutevroult - Du Chêne ⥋ Crécy-la-Chapelle - Colège Mon Plaisir               | Coutevroult - Du Chêne ⥋ Crécy-la-Chapelle - Colège Mon Plaisir               | Coutevroult - Du Chêne ⥋ Crécy-la-Chapelle - Colège Mon Plaisir               | Coutevroult - Du Chêne ⥋ Crécy-la-Chapelle - Colège Mon Plaisir               |
| 13A   | Ouverture / Fermeture — / — | Longueur —                                                                    | Durée —                                                                       | Nb. d’arrêts 12                                                               | Matériel —                                                                    | Jours de fonctionnement L, Ma, Me, J, V                                       | Jour / Soir / Nuit / Fêtes O / N / N / N                                      | Voy. / an 2 695 courses                                                       | Dépôt Couilly-Pont-aux-Dammes                                                 |
| 13A   | Desserte : - Villes et lieux desservis : Coutevroult, Crécy-la-Chapelle et Villiers-sur-Morin. - Gare desservie : Crécy-la-Chapelle. |                                                                               |                                                                               |                                                                               |                                                                               |                                                                               |                                                                               |                                                                               |                                                                               |
| 13A   | Autre : - Zone traversée : 5 - Arrêts non accessibles aux UFR : — - Amplitudes horaires : — - Date de dernière mise à jour : 23 juillet 2022. |                                                                               |                                                                               |                                                                               |                                                                               |                                                                               |                                                                               |                                                                               |                                                                               |
| 13A   | Dernière actualisation : — |                                                                               |                                                                               |                                                                               |                                                                               |                                                                               |                                                                               |                                                                               |                                                                               |
| 13B   | Saint-Germain-sur-Morin - Collège Stéphane Hessel ⥋ Gare de Crécy-la-Chapelle | Saint-Germain-sur-Morin - Collège Stéphane Hessel ⥋ Gare de Crécy-la-Chapelle | Saint-Germain-sur-Morin - Collège Stéphane Hessel ⥋ Gare de Crécy-la-Chapelle | Saint-Germain-sur-Morin - Collège Stéphane Hessel ⥋ Gare de Crécy-la-Chapelle | Saint-Germain-sur-Morin - Collège Stéphane Hessel ⥋ Gare de Crécy-la-Chapelle | Saint-Germain-sur-Morin - Collège Stéphane Hessel ⥋ Gare de Crécy-la-Chapelle | Saint-Germain-sur-Morin - Collège Stéphane Hessel ⥋ Gare de Crécy-la-Chapelle | Saint-Germain-sur-Morin - Collège Stéphane Hessel ⥋ Gare de Crécy-la-Chapelle | Saint-Germain-sur-Morin - Collège Stéphane Hessel ⥋ Gare de Crécy-la-Chapelle |
| 13B   | Ouverture / Fermeture — / — | Longueur —                                                                    | Durée —                                                                       | Nb. d’arrêts 9                                                                | Matériel —                                                                    | Jours de fonctionnement L, Ma, Me, J, V                                       | Jour / Soir / Nuit / Fêtes O / N / N / N                                      | Voy. / an 2 695 courses                                                       | Dépôt Couilly-Pont-aux-Dammes                                                 |
| 13B   | Desserte : - Villes et lieux desservis : Coutevroult, Crécy-la-Chapelle, Saint-Germain-sur-Morin et Villiers-sur-Morin. - Gare desservie : Crécy-la-Chapelle. |                                                                               |                                                                               |                                                                               |                                                                               |                                                                               |                                                                               |                                                                               |                                                                               |
| 13B   | Autre : - Zone traversée : 5 - Arrêts non accessibles aux UFR : — - Amplitudes horaires : — - Date de dernière mise à jour : 23 juillet 2022. |                                                                               |                                                                               |                                                                               |                                                                               |                                                                               |                                                                               |                                                                               |                                                                               |
| 13B   | Dernière actualisation : — |                                                                               |                                                                               |                                                                               |                                                                               |                                                                               |                                                                               |                                                                               |                                                                               |
| 17    | La Ferté Gaucher - Avenue de Rebais ⥋ Gare de Marne-la-Vallée - Chessy Sud | La Ferté Gaucher - Avenue de Rebais ⥋ Gare de Marne-la-Vallée - Chessy Sud    | La Ferté Gaucher - Avenue de Rebais ⥋ Gare de Marne-la-Vallée - Chessy Sud    | La Ferté Gaucher - Avenue de Rebais ⥋ Gare de Marne-la-Vallée - Chessy Sud    | La Ferté Gaucher - Avenue de Rebais ⥋ Gare de Marne-la-Vallée - Chessy Sud    | La Ferté Gaucher - Avenue de Rebais ⥋ Gare de Marne-la-Vallée - Chessy Sud    | La Ferté Gaucher - Avenue de Rebais ⥋ Gare de Marne-la-Vallée - Chessy Sud    | La Ferté Gaucher - Avenue de Rebais ⥋ Gare de Marne-la-Vallée - Chessy Sud    | La Ferté Gaucher - Avenue de Rebais ⥋ Gare de Marne-la-Vallée - Chessy Sud    |
| 17    | Ouverture / Fermeture — / — | Longueur 47,8 km                                                              | Durée 35 à 75 min                                                             | Nb. d’arrêts 18                                                               | Matériel Iveco Crossway                                                       | Jours de fonctionnement L, Ma, Me, J, V, D                                    | Jour / Soir / Nuit / Fêtes O / O / O / O                                      | Voy. / an 33 865 courses                                                      | Dépôt Coulommiers                                                             |
| 17    | Desserte : - Villes et lieux desservis : Chailly-en-Brie, Chessy, Coulommiers, Crécy-la-Chapelle, La Ferté-Gaucher, Mouroux et Villiers-sur-Morin. - Gares desservies : Coulommiers, Crécy-la-Chapelle, Villiers - Montbarbin et Marne-la-Vallée - Chessy Sud |                                                                               |                                                                               |                                                                               |                                                                               |                                                                               |                                                                               |                                                                               |                                                                               |
| 17    | Autre : - Zone traversée : 5 - Arrêts non accessibles aux UFR : — - Amplitudes horaires : La ligne fonctionne en continu jour et nuit, du lundi au dimanche. - Particularités : - La ligne comporte de nombreux services partiels entre gare de Coulommiers et gare de Marne-la-Vallée - Chessy - Sud (tous les jours) et quelques-uns entre gare de Crécy-la-Chapelle et gare de Marne-la-Vallée - Chessy - Sud (en semaine uniquement). - La ligne comporte une desserte de la cité scolaire de Coulommiers (consistant en un arrêt supplémentaire sur une course habituelle ou bien à travers un service partiel spécifique) en période scolaire uniquement. - Service nocturne : Depuis le 8 janvier 2024, la ligne fonctionne toute la nuit entre Marne-la-Vallée et Coulommiers via l'ajout de trois allers-retours entre minuit et 4 h. - Date de dernière mise à jour : 20 janvier 2024. |                                                                               |                                                                               |                                                                               |                                                                               |                                                                               |                                                                               |                                                                               |                                                                               |
| 17    | Dernière actualisation : — |                                                                               |                                                                               |                                                                               |                                                                               |                                                                               |                                                                               |                                                                               |                                                                               |
| 18    | Gare de Crécy-la-Chapelle ⥋ Meaux - Henri IV Cinéma | Gare de Crécy-la-Chapelle ⥋ Meaux - Henri IV Cinéma                           | Gare de Crécy-la-Chapelle ⥋ Meaux - Henri IV Cinéma                           | Gare de Crécy-la-Chapelle ⥋ Meaux - Henri IV Cinéma                           | Gare de Crécy-la-Chapelle ⥋ Meaux - Henri IV Cinéma                           | Gare de Crécy-la-Chapelle ⥋ Meaux - Henri IV Cinéma                           | Gare de Crécy-la-Chapelle ⥋ Meaux - Henri IV Cinéma                           | Gare de Crécy-la-Chapelle ⥋ Meaux - Henri IV Cinéma                           | Gare de Crécy-la-Chapelle ⥋ Meaux - Henri IV Cinéma                           |
| 18    | Ouverture / Fermeture — / — | Longueur —                                                                    | Durée —                                                                       | Nb. d’arrêts —                                                                | Matériel —                                                                    | Jours de fonctionnement L, Ma, Me, J, V, S                                    | Jour / Soir / Nuit / Fêtes O / N / N / N                                      | Voy. / an 4 079 courses                                                       | Dépôt Couilly-Pont-aux-Dammes                                                 |
| 18    | Desserte : - Villes et lieux desservis : Bouleurs, Coulommes, Crécy-la-Chapelle, Meaux, Villenoy, Villiers-sur-Morin et Voulangis. - Gare desservie : Crécy-la-Chapelle. |                                                                               |                                                                               |                                                                               |                                                                               |                                                                               |                                                                               |                                                                               |                                                                               |
| 18    | Autre : - Zone traversée : 5 - Arrêts non accessibles aux UFR : — - Amplitudes horaires : — - Date de dernière mise à jour : 10 juin 2022. |                                                                               |                                                                               |                                                                               |                                                                               |                                                                               |                                                                               |                                                                               |                                                                               |
| 18    | Dernière actualisation : — |                                                                               |                                                                               |                                                                               |                                                                               |                                                                               |                                                                               |                                                                               |                                                                               |

### Lignes 20 à 29
| Ligne | Caractéristiques | Caractéristiques                                                                | Caractéristiques                                                                | Caractéristiques                                                                | Caractéristiques                                                                | Caractéristiques                                                                | Caractéristiques                                                                | Caractéristiques                                                                | Caractéristiques                                                                |
| 25    | Coulommiers - Cité Scolaire ⥋ Chailly-en-Brie - Lycée la Bretonnière | Coulommiers - Cité Scolaire ⥋ Chailly-en-Brie - Lycée la Bretonnière            | Coulommiers - Cité Scolaire ⥋ Chailly-en-Brie - Lycée la Bretonnière            | Coulommiers - Cité Scolaire ⥋ Chailly-en-Brie - Lycée la Bretonnière            | Coulommiers - Cité Scolaire ⥋ Chailly-en-Brie - Lycée la Bretonnière            | Coulommiers - Cité Scolaire ⥋ Chailly-en-Brie - Lycée la Bretonnière            | Coulommiers - Cité Scolaire ⥋ Chailly-en-Brie - Lycée la Bretonnière            | Coulommiers - Cité Scolaire ⥋ Chailly-en-Brie - Lycée la Bretonnière            | Coulommiers - Cité Scolaire ⥋ Chailly-en-Brie - Lycée la Bretonnière            |
| ----- | --- | ------------------------------------------------------------------------------- | ------------------------------------------------------------------------------- | ------------------------------------------------------------------------------- | ------------------------------------------------------------------------------- | ------------------------------------------------------------------------------- | ------------------------------------------------------------------------------- | ------------------------------------------------------------------------------- | ------------------------------------------------------------------------------- |
| 25    | Ouverture / Fermeture — / — | Longueur —                                                                      | Durée —                                                                         | Nb. d’arrêts —                                                                  | Matériel —                                                                      | Jours de fonctionnement L, Ma, Me, J, V                                         | Jour / Soir / Nuit / Fêtes O / N / N / N                                        | Voy. / an 1 260 courses                                                         | Dépôt Coulommiers                                                               |
| 25    | Desserte : - Villes et lieux desservis : Boissy-le-Châtel, Chailly-en-Brie et Coulommiers. |                                                                                 |                                                                                 |                                                                                 |                                                                                 |                                                                                 |                                                                                 |                                                                                 |                                                                                 |
| 25    | Autre : - Zone traversée : 5 - Arrêts non accessibles aux UFR : — - Amplitudes horaires : — - Date de dernière mise à jour : 11 juin 2022. |                                                                                 |                                                                                 |                                                                                 |                                                                                 |                                                                                 |                                                                                 |                                                                                 |                                                                                 |
| 25    | Dernière actualisation : — |                                                                                 |                                                                                 |                                                                                 |                                                                                 |                                                                                 |                                                                                 |                                                                                 |                                                                                 |
| 26    | Verdelelot - Brice ⥋ Coulommiers - Cité Scolaire | Verdelelot - Brice ⥋ Coulommiers - Cité Scolaire                                | Verdelelot - Brice ⥋ Coulommiers - Cité Scolaire                                | Verdelelot - Brice ⥋ Coulommiers - Cité Scolaire                                | Verdelelot - Brice ⥋ Coulommiers - Cité Scolaire                                | Verdelelot - Brice ⥋ Coulommiers - Cité Scolaire                                | Verdelelot - Brice ⥋ Coulommiers - Cité Scolaire                                | Verdelelot - Brice ⥋ Coulommiers - Cité Scolaire                                | Verdelelot - Brice ⥋ Coulommiers - Cité Scolaire                                |
| 26    | Ouverture / Fermeture — / — | Longueur —                                                                      | Durée —                                                                         | Nb. d’arrêts —                                                                  | Matériel —                                                                      | Jours de fonctionnement L, Ma, Me, J, V                                         | Jour / Soir / Nuit / Fêtes O / N / N / N                                        | Voy. / an 1 050 courses                                                         | Dépôt Coulommiers                                                               |
| 26    | Desserte : - Villes et lieux desservis : Bassevelle, Bellot, Boitron, Coulommiers, Doue, Hondevilliers, Orly-sur-Morin, Sablonnières, Saint-Cyr-sur-Morin, Saint-Germain-sous-Doue, Saint-Ouen-sur-Morin, Verdelot et Villeneuve-sur-Bellot. |                                                                                 |                                                                                 |                                                                                 |                                                                                 |                                                                                 |                                                                                 |                                                                                 |                                                                                 |
| 26    | Autre : - Zone traversée : 5 - Arrêts non accessibles aux UFR : — - Amplitudes horaires : — - Date de dernière mise à jour : 13 juin 2022. |                                                                                 |                                                                                 |                                                                                 |                                                                                 |                                                                                 |                                                                                 |                                                                                 |                                                                                 |
| 26    | Dernière actualisation : — |                                                                                 |                                                                                 |                                                                                 |                                                                                 |                                                                                 |                                                                                 |                                                                                 |                                                                                 |
| 27    | Boissy-le-Châtel - Champauger D222 ⥋ Rebais - Collège Jacques Prévert | Boissy-le-Châtel - Champauger D222 ⥋ Rebais - Collège Jacques Prévert           | Boissy-le-Châtel - Champauger D222 ⥋ Rebais - Collège Jacques Prévert           | Boissy-le-Châtel - Champauger D222 ⥋ Rebais - Collège Jacques Prévert           | Boissy-le-Châtel - Champauger D222 ⥋ Rebais - Collège Jacques Prévert           | Boissy-le-Châtel - Champauger D222 ⥋ Rebais - Collège Jacques Prévert           | Boissy-le-Châtel - Champauger D222 ⥋ Rebais - Collège Jacques Prévert           | Boissy-le-Châtel - Champauger D222 ⥋ Rebais - Collège Jacques Prévert           | Boissy-le-Châtel - Champauger D222 ⥋ Rebais - Collège Jacques Prévert           |
| 27    | Ouverture / Fermeture — / — | Longueur —                                                                      | Durée —                                                                         | Nb. d’arrêts —                                                                  | Matériel —                                                                      | Jours de fonctionnement L, Ma, Me, J, V                                         | Jour / Soir / Nuit / Fêtes O / N / N / N                                        | Voy. / an 2 940 courses                                                         | Dépôt Coulommiers                                                               |
| 27    | Desserte : - Villes et lieux desservis : Boissy-le-Châtel, Chauffry, Coulommiers, Doue, Rebais, Saint-Denis-lès-Rebais, Saint-Germain-sous-Doue et Saint-Léger. |                                                                                 |                                                                                 |                                                                                 |                                                                                 |                                                                                 |                                                                                 |                                                                                 |                                                                                 |
| 27    | Autre : - Zone traversée : 5 - Arrêts non accessibles aux UFR : — - Amplitudes horaires : — - Date de dernière mise à jour : 13 juin 2022. |                                                                                 |                                                                                 |                                                                                 |                                                                                 |                                                                                 |                                                                                 |                                                                                 |                                                                                 |
| 27    | Dernière actualisation : — |                                                                                 |                                                                                 |                                                                                 |                                                                                 |                                                                                 |                                                                                 |                                                                                 |                                                                                 |
| 29A   | Verdelot - Brice ⥋ La Ferté-Gaucher - Collège Jean Campin | Verdelot - Brice ⥋ La Ferté-Gaucher - Collège Jean Campin                       | Verdelot - Brice ⥋ La Ferté-Gaucher - Collège Jean Campin                       | Verdelot - Brice ⥋ La Ferté-Gaucher - Collège Jean Campin                       | Verdelot - Brice ⥋ La Ferté-Gaucher - Collège Jean Campin                       | Verdelot - Brice ⥋ La Ferté-Gaucher - Collège Jean Campin                       | Verdelot - Brice ⥋ La Ferté-Gaucher - Collège Jean Campin                       | Verdelot - Brice ⥋ La Ferté-Gaucher - Collège Jean Campin                       | Verdelot - Brice ⥋ La Ferté-Gaucher - Collège Jean Campin                       |
| 29A   | Ouverture / Fermeture — / — | Longueur —                                                                      | Durée 40 min                                                                    | Nb. d’arrêts 72                                                                 | Matériel —                                                                      | Jours de fonctionnement L, Ma, Me, J, V                                         | Jour / Soir / Nuit / Fêtes O / N / N / N                                        | Voy. / an —                                                                     | Dépôt —                                                                         |
| 29A   | Desserte : - Villes et lieux desservis : Saint-Siméon (Église, Les Bordes RN34, La Vacherie, La Vanne), Jouy-sur-Morin (Voigny, Le Hardroit, Pinebart, Le Jariel), Saint-Léger (Champcormolin), Saint-Martin-des-Champs (Chaudron, Coupigny, Place de l'Église, Lotissement), Chevru (Lavoir, Général de Gaulle), Chartronges (Rue de la Croix, École), Choisy-en-Brie (Coffery, La Tuilerie, Place Payenne, Les Queurses, La Bochetière), Saint-Rémy-de-la-Vanne (Église, Les Ormeaux, Montmogis), Jouy-sur-Morin (Montigny, Champgoulin, Mairie, Eustache Lenoir, La Chair aux Gens), Dagny (Mairie), Frétoy (Mairie), Beton-Bazoches (Moulin de Chassefaim), Leudon-en-Brie (La Hante, Leudon-en-Brie, Michenon), Saint-Mars-Vieux-Maisons (Villiers Templon, Mairie, Fontenelle, Mairie), Lescherolles (Centre, Baloquerie), Coulommiers (Gambetta Côté Banque), Boissy-le-Châtel (Sainte Marie, Moulin de Boissy), Chauffry (Les Corvelles, Pôt D'Étain D66), Saint-Rémy-de-la-Vanne (Barlonges, Moulin du Pont), Verdelot (Brice), Villeneuve-sur-Bellot (Garage Communal, Place de L'église), Bellot (Place, Grand Doucy), Montdauphin (Laulinoue, Bois Retz, Le Tilleul, Les Boblins), Montolivet (Mairie, Primefosse, Thiercelieux), Saint-Barthélemy (Champ Bardin, Les Trois Maisons, Mairie, Lotissement), La Chapelle-Moutils (Les Mongets), Meilleray (Place, Gare), La Chapelle-Moutils (Mairie, Gerbault, Moutils), La Ferté-Gaucher (Collège Jean Campin) - Gares desservies : |                                                                                 |                                                                                 |                                                                                 |                                                                                 |                                                                                 |                                                                                 |                                                                                 |                                                                                 |
| 29A   | Autre : - Zone traversée : 5 - Arrêts non accessibles aux UFR : — - Amplitudes horaires : - Date de dernière mise à jour : 23 décembre 2023. |                                                                                 |                                                                                 |                                                                                 |                                                                                 |                                                                                 |                                                                                 |                                                                                 |                                                                                 |
| 29A   | Dernière actualisation : — |                                                                                 |                                                                                 |                                                                                 |                                                                                 |                                                                                 |                                                                                 |                                                                                 |                                                                                 |
| 29B   | Saint-Barthélemy - Lotissement ⥋ Villeneuve-sur-Bellot - Collège Les Creusottes | Saint-Barthélemy - Lotissement ⥋ Villeneuve-sur-Bellot - Collège Les Creusottes | Saint-Barthélemy - Lotissement ⥋ Villeneuve-sur-Bellot - Collège Les Creusottes | Saint-Barthélemy - Lotissement ⥋ Villeneuve-sur-Bellot - Collège Les Creusottes | Saint-Barthélemy - Lotissement ⥋ Villeneuve-sur-Bellot - Collège Les Creusottes | Saint-Barthélemy - Lotissement ⥋ Villeneuve-sur-Bellot - Collège Les Creusottes | Saint-Barthélemy - Lotissement ⥋ Villeneuve-sur-Bellot - Collège Les Creusottes | Saint-Barthélemy - Lotissement ⥋ Villeneuve-sur-Bellot - Collège Les Creusottes | Saint-Barthélemy - Lotissement ⥋ Villeneuve-sur-Bellot - Collège Les Creusottes |
| 29B   | Ouverture / Fermeture — / — | Longueur —                                                                      | Durée 45 min                                                                    | Nb. d’arrêts 12                                                                 | Matériel —                                                                      | Jours de fonctionnement L, Ma, Me, J, V                                         | Jour / Soir / Nuit / Fêtes O / N / N / N                                        | Voy. / an —                                                                     | Dépôt —                                                                         |
| 29B   | Desserte : - Villes et lieux desservis : Saint-Barthélemy (Lotissement, Mairie, Les Trois Maisons, Champ Bardin), Montolivet (Thiercelieux, Primefosse, Montolivet, Mairie), Montdauphin (Les Boblins, Le Tilleul, Bois Retz, Laulinoue), Villeneuve-sur-Bellot (Collège Les Creusottes) - Gares desservies : |                                                                                 |                                                                                 |                                                                                 |                                                                                 |                                                                                 |                                                                                 |                                                                                 |                                                                                 |
| 29B   | Autre : - Zone traversée : 5 - Arrêts non accessibles aux UFR : — - Amplitudes horaires : - Date de dernière mise à jour : 12 juillet 2022. |                                                                                 |                                                                                 |                                                                                 |                                                                                 |                                                                                 |                                                                                 |                                                                                 |                                                                                 |
| 29B   | Dernière actualisation : — |                                                                                 |                                                                                 |                                                                                 |                                                                                 |                                                                                 |                                                                                 |                                                                                 |                                                                                 |
| 29M   | Bellot - Grand Doucy ⥋ La Ferté-Gaucher - Promenades | Bellot - Grand Doucy ⥋ La Ferté-Gaucher - Promenades                            | Bellot - Grand Doucy ⥋ La Ferté-Gaucher - Promenades                            | Bellot - Grand Doucy ⥋ La Ferté-Gaucher - Promenades                            | Bellot - Grand Doucy ⥋ La Ferté-Gaucher - Promenades                            | Bellot - Grand Doucy ⥋ La Ferté-Gaucher - Promenades                            | Bellot - Grand Doucy ⥋ La Ferté-Gaucher - Promenades                            | Bellot - Grand Doucy ⥋ La Ferté-Gaucher - Promenades                            | Bellot - Grand Doucy ⥋ La Ferté-Gaucher - Promenades                            |
| 29M   | Ouverture / Fermeture — / — | Longueur —                                                                      | Durée 25 min                                                                    | Nb. d’arrêts 26                                                                 | Matériel —                                                                      | Jours de fonctionnement L, Ma, Me, J, V                                         | Jour / Soir / Nuit / Fêtes O / N / N / N                                        | Voy. / an —                                                                     | Dépôt —                                                                         |
| 29M   | Desserte : - Villes et lieux desservis : Chevru (Lavoir, Général de Gaulle), Choisy-en-Brie (Coffery, Place Payenne, Champbonnois), Saint-Rémy-de-la-Vanne (Église, Moulin du Pont), Jouy-sur-Morin (Champgoulin, Mairie, Jouy-sur-Morin), Bellot (La Chair aux Gens, Grand Doucy, Place), Villeneuve-sur-Bellot (Fourcheret Stade, Place de L'Église), Verdelot (Brice), Montdauphin (Le Tilleul), Montolivet (Mairie), Meilleray (Place), La Chapelle-Moutils (Mairie, Gerbault, Moutils), Lescherolles (Baloquerie, Centre), Saint-Martin-des-Champs (Place de l'Église), La Ferté-Gaucher (Promenades) - Gares desservies : |                                                                                 |                                                                                 |                                                                                 |                                                                                 |                                                                                 |                                                                                 |                                                                                 |                                                                                 |
| 29M   | Autre : - Zone traversée : 5 - Arrêts non accessibles aux UFR : — - Amplitudes horaires : - Date de dernière mise à jour : 23 décembre 2023. |                                                                                 |                                                                                 |                                                                                 |                                                                                 |                                                                                 |                                                                                 |                                                                                 |                                                                                 |
| 29M   | Dernière actualisation : — |                                                                                 |                                                                                 |                                                                                 |                                                                                 |                                                                                 |                                                                                 |                                                                                 |                                                                                 |

### Lignes 30 à 39
| Ligne | Caractéristiques | Caractéristiques                                                                         | Caractéristiques                                                                         | Caractéristiques                                                                         | Caractéristiques                                                                         | Caractéristiques                                                                         | Caractéristiques                                                                         | Caractéristiques                                                                         | Caractéristiques                                                                         |
| 31    | Reuil-en-Brie - Mairie ⥋ Gare de La Ferté-sous-Jouarre | Reuil-en-Brie - Mairie ⥋ Gare de La Ferté-sous-Jouarre                                   | Reuil-en-Brie - Mairie ⥋ Gare de La Ferté-sous-Jouarre                                   | Reuil-en-Brie - Mairie ⥋ Gare de La Ferté-sous-Jouarre                                   | Reuil-en-Brie - Mairie ⥋ Gare de La Ferté-sous-Jouarre                                   | Reuil-en-Brie - Mairie ⥋ Gare de La Ferté-sous-Jouarre                                   | Reuil-en-Brie - Mairie ⥋ Gare de La Ferté-sous-Jouarre                                   | Reuil-en-Brie - Mairie ⥋ Gare de La Ferté-sous-Jouarre                                   | Reuil-en-Brie - Mairie ⥋ Gare de La Ferté-sous-Jouarre                                   |
| ----- | --- | ---------------------------------------------------------------------------------------- | ---------------------------------------------------------------------------------------- | ---------------------------------------------------------------------------------------- | ---------------------------------------------------------------------------------------- | ---------------------------------------------------------------------------------------- | ---------------------------------------------------------------------------------------- | ---------------------------------------------------------------------------------------- | ---------------------------------------------------------------------------------------- |
| 31    | Ouverture / Fermeture — / — | Longueur —                                                                               | Durée —                                                                                  | Nb. d’arrêts —                                                                           | Matériel —                                                                               | Jours de fonctionnement L, Ma, Me, J, V, S                                               | Jour / Soir / Nuit / Fêtes O / N / N / N                                                 | Voy. / an 9 337 courses                                                                  | Dépôt La Ferté-sous-Jouarre                                                              |
| 31    | Desserte : - Villes et lieux desservis : Chamigny, La Ferté-sous-Jouarre, Luzancy, Méry-sur-Marne, Montreuil-aux-Lions, Reuil-en-Brie et Sainte-Aulde. - Gare desservie : La Ferté-sous-Jouarre. |                                                                                          |                                                                                          |                                                                                          |                                                                                          |                                                                                          |                                                                                          |                                                                                          |                                                                                          |
| 31    | Autre : - Zone traversée : 5 - Arrêts non accessibles aux UFR : — - Amplitudes horaires : — - Date de dernière mise à jour : 12 juillet 2022. |                                                                                          |                                                                                          |                                                                                          |                                                                                          |                                                                                          |                                                                                          |                                                                                          |                                                                                          |
| 31    | Dernière actualisation : — |                                                                                          |                                                                                          |                                                                                          |                                                                                          |                                                                                          |                                                                                          |                                                                                          |                                                                                          |
| 31S   | Chamigny — Rouge - Bourse ⥋ La Ferté-sous-Jouarre — Sainte-Beuve | Chamigny — Rouge - Bourse ⥋ La Ferté-sous-Jouarre — Sainte-Beuve                         | Chamigny — Rouge - Bourse ⥋ La Ferté-sous-Jouarre — Sainte-Beuve                         | Chamigny — Rouge - Bourse ⥋ La Ferté-sous-Jouarre — Sainte-Beuve                         | Chamigny — Rouge - Bourse ⥋ La Ferté-sous-Jouarre — Sainte-Beuve                         | Chamigny — Rouge - Bourse ⥋ La Ferté-sous-Jouarre — Sainte-Beuve                         | Chamigny — Rouge - Bourse ⥋ La Ferté-sous-Jouarre — Sainte-Beuve                         | Chamigny — Rouge - Bourse ⥋ La Ferté-sous-Jouarre — Sainte-Beuve                         | Chamigny — Rouge - Bourse ⥋ La Ferté-sous-Jouarre — Sainte-Beuve                         |
| 31S   | Ouverture / Fermeture — / — | Longueur —                                                                               | Durée 15-55 min                                                                          | Nb. d’arrêts 44                                                                          | Matériel —                                                                               | Jours de fonctionnement L, Ma, Me, J, V                                                  | Jour / Soir / Nuit / Fêtes O / N / N / N                                                 | Voy. / an —                                                                              | Dépôt La Ferté-sous-Jouarre                                                              |
| 31S   | Desserte : - Villes et lieux desservis : Chamigny, Sainte-Aulde, Montreuil-aux-Lions, Méry-sur-Marne, Reuil-en-Brie et La Ferté-sous-Jouarre - Gare desservie : La Ferté-sous-Jouarre |                                                                                          |                                                                                          |                                                                                          |                                                                                          |                                                                                          |                                                                                          |                                                                                          |                                                                                          |
| 31S   | Autre : - Zones traversées : 5 et hors zone tarifaire - Arrêts non accessibles aux UFR : — - Amplitudes horaires : La ligne fonctionne du lundi au vendredi en période scolaire de 7 h 30 à 8 h 20 puis de 16 h 10 à 17 h 50 / de 12 h 20 à 13 h 20 (le mercredi uniquement). - Date de dernière mise à jour : 12 juillet 2022. |                                                                                          |                                                                                          |                                                                                          |                                                                                          |                                                                                          |                                                                                          |                                                                                          |                                                                                          |
| 31S   | Dernière actualisation : — |                                                                                          |                                                                                          |                                                                                          |                                                                                          |                                                                                          |                                                                                          |                                                                                          |                                                                                          |
| 31A   | Mauperthuis - Mairie ⥋ Faremoutiers - Gare SNCF | Mauperthuis - Mairie ⥋ Faremoutiers - Gare SNCF                                          | Mauperthuis - Mairie ⥋ Faremoutiers - Gare SNCF                                          | Mauperthuis - Mairie ⥋ Faremoutiers - Gare SNCF                                          | Mauperthuis - Mairie ⥋ Faremoutiers - Gare SNCF                                          | Mauperthuis - Mairie ⥋ Faremoutiers - Gare SNCF                                          | Mauperthuis - Mairie ⥋ Faremoutiers - Gare SNCF                                          | Mauperthuis - Mairie ⥋ Faremoutiers - Gare SNCF                                          | Mauperthuis - Mairie ⥋ Faremoutiers - Gare SNCF                                          |
| 31A   | Ouverture / Fermeture — / — | Longueur —                                                                               | Durée 30 min                                                                             | Nb. d’arrêts 26                                                                          | Matériel —                                                                               | Jours de fonctionnement L, Ma, Me, J, V                                                  | Jour / Soir / Nuit / Fêtes O / N / N / N                                                 | Voy. / an —                                                                              | Dépôt —                                                                                  |
| 31A   | Desserte : - Villes et lieux desservis : Guérard (Rouilly le Haut, Le Charnoy, Charnoy Lotissement, Montbrieux Fontaine, Pommeraie, Tennis, Gare de Guérard - La Celle-sur-Morin), La Celle-sur-Morin (La Celle en Haut Centre), Faremoutiers (HLM, Place, Monument, Gare de Faremoutiers - Pommeuse), Mauperthuis (Mairie), Saint-Augustin (Entrée, Mesnil, Mairie, Boulangerie, Barny, Vieilles Vignes, Bisset Entrée), Pommeuse (Bisset Centre, Église, Carrefour Route de Meaux, Tresmes Charnois, Tresmes), Faremoutiers (Gare de Faremoutiers - Pommeuse) - Gares desservies : Gare de Guérard - La Celle-sur-Morin, Gare de Faremoutiers - Pommeuse |                                                                                          |                                                                                          |                                                                                          |                                                                                          |                                                                                          |                                                                                          |                                                                                          |                                                                                          |
| 31A   | Autre : - Zone traversée : 5 - Arrêts non accessibles aux UFR : — - Amplitudes horaires : La ligne fonctionne du lundi au vendredi de 6 h 8 à 7 h 21 et de 18 h 20 à 20 h 9. - Date de dernière mise à jour : 12 juillet 2022. |                                                                                          |                                                                                          |                                                                                          |                                                                                          |                                                                                          |                                                                                          |                                                                                          |                                                                                          |
| 31A   | Dernière actualisation : — |                                                                                          |                                                                                          |                                                                                          |                                                                                          |                                                                                          |                                                                                          |                                                                                          |                                                                                          |
| 31B   | Pommeuse - Bisset Centre ⥋ Faremoutiers - Écoles | Pommeuse - Bisset Centre ⥋ Faremoutiers - Écoles                                         | Pommeuse - Bisset Centre ⥋ Faremoutiers - Écoles                                         | Pommeuse - Bisset Centre ⥋ Faremoutiers - Écoles                                         | Pommeuse - Bisset Centre ⥋ Faremoutiers - Écoles                                         | Pommeuse - Bisset Centre ⥋ Faremoutiers - Écoles                                         | Pommeuse - Bisset Centre ⥋ Faremoutiers - Écoles                                         | Pommeuse - Bisset Centre ⥋ Faremoutiers - Écoles                                         | Pommeuse - Bisset Centre ⥋ Faremoutiers - Écoles                                         |
| 31B   | Ouverture / Fermeture — / — | Longueur —                                                                               | Durée —                                                                                  | Nb. d’arrêts 44                                                                          | Matériel —                                                                               | Jours de fonctionnement L, Ma, Me, J, V                                                  | Jour / Soir / Nuit / Fêtes O / N / N / N                                                 | Voy. / an —                                                                              | Dépôt —                                                                                  |
| 31B   | Desserte : - Villes et lieux desservis : Pommeuse (Charnois, Le Mesnil, Carrefour Route de Meaux, Église RD 216, Bisset Centre, Lavanderie, Le Poncet, Tresmes Charnois, Tresmes), La Celle-sur-Morin (La Villeneuve), Guérard (Rouilly le Bas, Monthérand, Le Grand Lud, Montbrieux, Montbrieux Fontaine, Charnoy Lotissement, Le Charnoy, Rouilly le Haut, Courbon Cours aux Bertons, Chaudbuisson, Courtry Château d'eau, Genevray, Pommeraie, Tennis), Tigeaux (Lavoir, Centre, Cimetière), Dammartin-sur-Tigeaux (Boulangerie, Sortie D20), Mortcerf (Boulangerie), La Celle-sur-Morin (La Celle en Bas Mairie, La Celle en Haut Centre), Saint-Augustin (Bisset Entrée, Barny, Entrée, La Louveterie, Cascade), Mauperthuis (Mairie), Faremoutiers (Les Bordes, Maisonfleur, Écoles, Collège Louise Michel, Collège Louise Michel), Gare de Faremoutiers - Pommeuse - Gares desservies : Gare de Faremoutiers - Pommeuse |                                                                                          |                                                                                          |                                                                                          |                                                                                          |                                                                                          |                                                                                          |                                                                                          |                                                                                          |
| 31B   | Autre : - Zone traversée : 5 - Arrêts non accessibles aux UFR : — - Amplitudes horaires : La ligne fonctionne du lundi au vendredi de 7 h 47 à 8 h 35, de 12 h 50 à 13 h 17, et de 17 h 45 à 18 h 12. - Date de dernière mise à jour : 12 juillet 2022. |                                                                                          |                                                                                          |                                                                                          |                                                                                          |                                                                                          |                                                                                          |                                                                                          |                                                                                          |
| 31B   | Dernière actualisation : — |                                                                                          |                                                                                          |                                                                                          |                                                                                          |                                                                                          |                                                                                          |                                                                                          |                                                                                          |
| 31C   | Pommeuse - Église RD 216 ⥋ Faremoutiers - Maisonfleur | Pommeuse - Église RD 216 ⥋ Faremoutiers - Maisonfleur                                    | Pommeuse - Église RD 216 ⥋ Faremoutiers - Maisonfleur                                    | Pommeuse - Église RD 216 ⥋ Faremoutiers - Maisonfleur                                    | Pommeuse - Église RD 216 ⥋ Faremoutiers - Maisonfleur                                    | Pommeuse - Église RD 216 ⥋ Faremoutiers - Maisonfleur                                    | Pommeuse - Église RD 216 ⥋ Faremoutiers - Maisonfleur                                    | Pommeuse - Église RD 216 ⥋ Faremoutiers - Maisonfleur                                    | Pommeuse - Église RD 216 ⥋ Faremoutiers - Maisonfleur                                    |
| 31C   | Ouverture / Fermeture — / — | Longueur —                                                                               | Durée —                                                                                  | Nb. d’arrêts 8                                                                           | Matériel —                                                                               | Jours de fonctionnement L, Ma, Me, J, V                                                  | Jour / Soir / Nuit / Fêtes O / N / N / N                                                 | Voy. / an —                                                                              | Dépôt —                                                                                  |
| 31C   | Desserte : - Villes et lieux desservis : Pommeuse (Église RD 216, Lotisement de la Ferme, Bisset Centre, Lavanderie, Le Poncet, École primaire), Saint-Augustin (Cascade), Faremoutiers (Maisonfleur). - Gares desservies : Aucune |                                                                                          |                                                                                          |                                                                                          |                                                                                          |                                                                                          |                                                                                          |                                                                                          |                                                                                          |
| 31C   | Autre : - Zone traversée : 5 - Arrêts non accessibles aux UFR : — - Amplitudes horaires : La ligne fonctionne du lundi au mardi et du jeudi au vendredi de 8 h à 8 h 35 et de 16 h 20 à 17 h. - Date de dernière mise à jour : 12 juillet 2022. |                                                                                          |                                                                                          |                                                                                          |                                                                                          |                                                                                          |                                                                                          |                                                                                          |                                                                                          |
| 31C   | Dernière actualisation : — |                                                                                          |                                                                                          |                                                                                          |                                                                                          |                                                                                          |                                                                                          |                                                                                          |                                                                                          |
| 32    | Gare de Nanteuil - Saâcy ⥋ Gare de La Ferté-sous-Jouarre | Gare de Nanteuil - Saâcy ⥋ Gare de La Ferté-sous-Jouarre                                 | Gare de Nanteuil - Saâcy ⥋ Gare de La Ferté-sous-Jouarre                                 | Gare de Nanteuil - Saâcy ⥋ Gare de La Ferté-sous-Jouarre                                 | Gare de Nanteuil - Saâcy ⥋ Gare de La Ferté-sous-Jouarre                                 | Gare de Nanteuil - Saâcy ⥋ Gare de La Ferté-sous-Jouarre                                 | Gare de Nanteuil - Saâcy ⥋ Gare de La Ferté-sous-Jouarre                                 | Gare de Nanteuil - Saâcy ⥋ Gare de La Ferté-sous-Jouarre                                 | Gare de Nanteuil - Saâcy ⥋ Gare de La Ferté-sous-Jouarre                                 |
| 32    | Ouverture / Fermeture — / — | Longueur —                                                                               | Durée —                                                                                  | Nb. d’arrêts —                                                                           | Matériel —                                                                               | Jours de fonctionnement L, Ma, Me, J, V, S                                               | Jour / Soir / Nuit / Fêtes O / N / N / N                                                 | Voy. / an 6 707 courses                                                                  | Dépôt La Ferté-sous-Jouarre                                                              |
| 32    | Desserte : - Villes et lieux desservis : Citry, La Ferté-sous-Jouarre, Luzancy, Méry-sur-Marne, Nanteuil-sur-Marne, Reuil-en-Brie et Saâcy-sur-Marne. - Gares desservies : La Ferté-sous-Jouarre et Nanteuil - Saâcy. |                                                                                          |                                                                                          |                                                                                          |                                                                                          |                                                                                          |                                                                                          |                                                                                          |                                                                                          |
| 32    | Autre : - Zone traversée : 5 - Arrêts non accessibles aux UFR : — - Amplitudes horaires : — - Date de dernière mise à jour : 12 juin 2022. |                                                                                          |                                                                                          |                                                                                          |                                                                                          |                                                                                          |                                                                                          |                                                                                          |                                                                                          |
| 32    | Dernière actualisation : — |                                                                                          |                                                                                          |                                                                                          |                                                                                          |                                                                                          |                                                                                          |                                                                                          |                                                                                          |
| 32S   | Saâcy-sur-Marne — Rond-point - Centre ⥋ La Ferté-sous-Jouarre — Collège La Rochefoucauld | Saâcy-sur-Marne — Rond-point - Centre ⥋ La Ferté-sous-Jouarre — Collège La Rochefoucauld | Saâcy-sur-Marne — Rond-point - Centre ⥋ La Ferté-sous-Jouarre — Collège La Rochefoucauld | Saâcy-sur-Marne — Rond-point - Centre ⥋ La Ferté-sous-Jouarre — Collège La Rochefoucauld | Saâcy-sur-Marne — Rond-point - Centre ⥋ La Ferté-sous-Jouarre — Collège La Rochefoucauld | Saâcy-sur-Marne — Rond-point - Centre ⥋ La Ferté-sous-Jouarre — Collège La Rochefoucauld | Saâcy-sur-Marne — Rond-point - Centre ⥋ La Ferté-sous-Jouarre — Collège La Rochefoucauld | Saâcy-sur-Marne — Rond-point - Centre ⥋ La Ferté-sous-Jouarre — Collège La Rochefoucauld | Saâcy-sur-Marne — Rond-point - Centre ⥋ La Ferté-sous-Jouarre — Collège La Rochefoucauld |
| 32S   | Ouverture / Fermeture — / — | Longueur —                                                                               | Durée 15-55 min                                                                          | Nb. d’arrêts 32                                                                          | Matériel —                                                                               | Jours de fonctionnement L, Ma, Me, J, V                                                  | Jour / Soir / Nuit / Fêtes O / N / N / N                                                 | Voy. / an —                                                                              | Dépôt La Ferté-sous-Jouarre                                                              |
| 32S   | Desserte : - Villes et lieux desservis : Bassevelle, Bussières, Saâcy-sur-Marne, Citry, Nanteuil-sur-Marne, Méry-sur-Marne, Luzancy, Reuil-en-Brie et La Ferté-sous-Jouarre - Gare desservie : La Ferté-sous-Jouarre |                                                                                          |                                                                                          |                                                                                          |                                                                                          |                                                                                          |                                                                                          |                                                                                          |                                                                                          |
| 32S   | Autre : - Zone traversée : 5 - Arrêts non accessibles aux UFR : — - Amplitudes horaires : La ligne fonctionne du lundi au vendredi en période scolaire de 7 h à 8 h 55 puis de 16 h 10 à 18 h 10 / de 12 h 20 à 18 h 10 (le mercredi uniquement). - Date de dernière mise à jour : 12 juillet 2022. |                                                                                          |                                                                                          |                                                                                          |                                                                                          |                                                                                          |                                                                                          |                                                                                          |                                                                                          |
| 32S   | Dernière actualisation : — |                                                                                          |                                                                                          |                                                                                          |                                                                                          |                                                                                          |                                                                                          |                                                                                          |                                                                                          |
| 33    | Hondevilliers - Centre ⥋ Gare de La Ferté-sous-Jouarre | Hondevilliers - Centre ⥋ Gare de La Ferté-sous-Jouarre                                   | Hondevilliers - Centre ⥋ Gare de La Ferté-sous-Jouarre                                   | Hondevilliers - Centre ⥋ Gare de La Ferté-sous-Jouarre                                   | Hondevilliers - Centre ⥋ Gare de La Ferté-sous-Jouarre                                   | Hondevilliers - Centre ⥋ Gare de La Ferté-sous-Jouarre                                   | Hondevilliers - Centre ⥋ Gare de La Ferté-sous-Jouarre                                   | Hondevilliers - Centre ⥋ Gare de La Ferté-sous-Jouarre                                   | Hondevilliers - Centre ⥋ Gare de La Ferté-sous-Jouarre                                   |
| 33    | Ouverture / Fermeture — / — | Longueur —                                                                               | Durée —                                                                                  | Nb. d’arrêts —                                                                           | Matériel —                                                                               | Jours de fonctionnement L, Ma, Me, J, V                                                  | Jour / Soir / Nuit / Fêtes O / N / N / N                                                 | Voy. / an 2 348 courses                                                                  | Dépôt La Ferté-sous-Jouarre                                                              |
| 33    | Desserte : - Villes et lieux desservis : Bassevelle, Bussières, Citry, Hondevilliers et Saint-Cyr-sur-Morin. - Gare desservie : La Ferté-sous-Jouarre. |                                                                                          |                                                                                          |                                                                                          |                                                                                          |                                                                                          |                                                                                          |                                                                                          |                                                                                          |
| 33    | Autre : - Zone traversée : 5 - Arrêts non accessibles aux UFR : — - Amplitudes horaires : — - Date de dernière mise à jour : 12 juin 2022. |                                                                                          |                                                                                          |                                                                                          |                                                                                          |                                                                                          |                                                                                          |                                                                                          |                                                                                          |
| 33    | Dernière actualisation : — |                                                                                          |                                                                                          |                                                                                          |                                                                                          |                                                                                          |                                                                                          |                                                                                          |                                                                                          |
| 34    | Verdelot - Place de la Mairie ⥋ Gare de la Ferté-sous-Jouarre | Verdelot - Place de la Mairie ⥋ Gare de la Ferté-sous-Jouarre                            | Verdelot - Place de la Mairie ⥋ Gare de la Ferté-sous-Jouarre                            | Verdelot - Place de la Mairie ⥋ Gare de la Ferté-sous-Jouarre                            | Verdelot - Place de la Mairie ⥋ Gare de la Ferté-sous-Jouarre                            | Verdelot - Place de la Mairie ⥋ Gare de la Ferté-sous-Jouarre                            | Verdelot - Place de la Mairie ⥋ Gare de la Ferté-sous-Jouarre                            | Verdelot - Place de la Mairie ⥋ Gare de la Ferté-sous-Jouarre                            | Verdelot - Place de la Mairie ⥋ Gare de la Ferté-sous-Jouarre                            |
| 34    | Ouverture / Fermeture — / — | Longueur —                                                                               | Durée —                                                                                  | Nb. d’arrêts —                                                                           | Matériel —                                                                               | Jours de fonctionnement L, Ma, Me, J, V, S, D                                            | Jour / Soir / Nuit / Fêtes O / N / N / O                                                 | Voy. / an 9 089 courses                                                                  | Dépôt La Ferté-sous-Jouarre                                                              |
| 34    | Desserte : - Villes et lieux desservis : Bassevelle, Bellot, Boitron, Hondevilliers, Jouarre, La Ferté-sous-Jouarre, La Trétoire, Montdauphin, Montolivet, Orly-sur-Morin, Sablonnières, Saint-Barthélemy, Saint-Cyr-sur-Morin, Saint-Ouen-sur-Morin, Verdelot et Villeneuve-sur-Bellot. - Gare desservie : La Ferté-sous-Jouarre. |                                                                                          |                                                                                          |                                                                                          |                                                                                          |                                                                                          |                                                                                          |                                                                                          |                                                                                          |
| 34    | Autre : - Zone traversée : 5 - Arrêts non accessibles aux UFR : — - Amplitudes horaires : — - Date de dernière mise à jour : 12 juin 2022. |                                                                                          |                                                                                          |                                                                                          |                                                                                          |                                                                                          |                                                                                          |                                                                                          |                                                                                          |
| 34    | Dernière actualisation : — |                                                                                          |                                                                                          |                                                                                          |                                                                                          |                                                                                          |                                                                                          |                                                                                          |                                                                                          |
| 34S1  | Montdauphin — Laulinoue ⥋ La Ferté-sous-Jouarre — Collège La Rochefoucauld | Montdauphin — Laulinoue ⥋ La Ferté-sous-Jouarre — Collège La Rochefoucauld               | Montdauphin — Laulinoue ⥋ La Ferté-sous-Jouarre — Collège La Rochefoucauld               | Montdauphin — Laulinoue ⥋ La Ferté-sous-Jouarre — Collège La Rochefoucauld               | Montdauphin — Laulinoue ⥋ La Ferté-sous-Jouarre — Collège La Rochefoucauld               | Montdauphin — Laulinoue ⥋ La Ferté-sous-Jouarre — Collège La Rochefoucauld               | Montdauphin — Laulinoue ⥋ La Ferté-sous-Jouarre — Collège La Rochefoucauld               | Montdauphin — Laulinoue ⥋ La Ferté-sous-Jouarre — Collège La Rochefoucauld               | Montdauphin — Laulinoue ⥋ La Ferté-sous-Jouarre — Collège La Rochefoucauld               |
| 34S1  | Ouverture / Fermeture — / — | Longueur —                                                                               | Durée 45-80 min                                                                          | Nb. d’arrêts 53                                                                          | Matériel —                                                                               | Jours de fonctionnement L, Ma, Me, J, V                                                  | Jour / Soir / Nuit / Fêtes O / N / N / N                                                 | Voy. / an —                                                                              | Dépôt La Ferté-sous-Jouarre                                                              |
| 34S1  | Desserte : - Villes et lieux desservis : Montdauphin, Montolivet, Saint-Barthélémy, Bellot, Saint-Cyr-sur-Morin, Jouarre, Hondevilliers, Verdelot, Villeneuve-sur-Bellot, Sablonnières, Boitron, Bassevelle, La Trétoire, Orly-sur-Morin, Saint-Ouen-sur-Morin et La Ferté-sous-Jouarre |                                                                                          |                                                                                          |                                                                                          |                                                                                          |                                                                                          |                                                                                          |                                                                                          |                                                                                          |
| 34S1  | Autre : - Zone traversée : 5 - Arrêts non accessibles aux UFR : — - Amplitudes horaires : La ligne fonctionne du lundi au vendredi en période scolaire de 6 h 50 à 7 h 50 puis de 16 h 35 à 18 h 30 / de 12 h 20 à 13 h 15 (le mercredi uniquement). - Date de dernière mise à jour : 12 juillet 2022. |                                                                                          |                                                                                          |                                                                                          |                                                                                          |                                                                                          |                                                                                          |                                                                                          |                                                                                          |
| 34S1  | Dernière actualisation : — |                                                                                          |                                                                                          |                                                                                          |                                                                                          |                                                                                          |                                                                                          |                                                                                          |                                                                                          |
| 34S2  | Saint-Ouen-sur-Morin — Les Hameaux ⥋ La Ferté-sous-Jouarre — Sainte-Beuve | Saint-Ouen-sur-Morin — Les Hameaux ⥋ La Ferté-sous-Jouarre — Sainte-Beuve                | Saint-Ouen-sur-Morin — Les Hameaux ⥋ La Ferté-sous-Jouarre — Sainte-Beuve                | Saint-Ouen-sur-Morin — Les Hameaux ⥋ La Ferté-sous-Jouarre — Sainte-Beuve                | Saint-Ouen-sur-Morin — Les Hameaux ⥋ La Ferté-sous-Jouarre — Sainte-Beuve                | Saint-Ouen-sur-Morin — Les Hameaux ⥋ La Ferté-sous-Jouarre — Sainte-Beuve                | Saint-Ouen-sur-Morin — Les Hameaux ⥋ La Ferté-sous-Jouarre — Sainte-Beuve                | Saint-Ouen-sur-Morin — Les Hameaux ⥋ La Ferté-sous-Jouarre — Sainte-Beuve                | Saint-Ouen-sur-Morin — Les Hameaux ⥋ La Ferté-sous-Jouarre — Sainte-Beuve                |
| 34S2  | Ouverture / Fermeture — / — | Longueur —                                                                               | Durée 20-30 min                                                                          | Nb. d’arrêts 13                                                                          | Matériel —                                                                               | Jours de fonctionnement L, Ma, Me, J, V                                                  | Jour / Soir / Nuit / Fêtes O / N / N / N                                                 | Voy. / an —                                                                              | Dépôt La Ferté-sous-Jouarre                                                              |
| 34S2  | Desserte : - Villes et lieux desservis : Saint-Ouen-sur-Morin, Saint-Cyr-sur-Morin, Jouarre et La Ferté-sous-Jouarre |                                                                                          |                                                                                          |                                                                                          |                                                                                          |                                                                                          |                                                                                          |                                                                                          |                                                                                          |
| 34S2  | Autre : - Zone traversée : 5 - Arrêts non accessibles aux UFR : — - Amplitudes horaires : La ligne fonctionne du lundi au vendredi en période scolaire de 8 h à 8 h 30 puis de 16 h 15 à 17 h 30 / de 12 h 35 à 13 h 5 (le mercredi uniquement). - Date de dernière mise à jour : 12 juillet 2022. |                                                                                          |                                                                                          |                                                                                          |                                                                                          |                                                                                          |                                                                                          |                                                                                          |                                                                                          |
| 34S2  | Dernière actualisation : — |                                                                                          |                                                                                          |                                                                                          |                                                                                          |                                                                                          |                                                                                          |                                                                                          |                                                                                          |
| 34S3  | Jouarre — Gouffre du Biercy ⥋ Villeneuve-sur-Bellot — CES Les Creusottes | Jouarre — Gouffre du Biercy ⥋ Villeneuve-sur-Bellot — CES Les Creusottes                 | Jouarre — Gouffre du Biercy ⥋ Villeneuve-sur-Bellot — CES Les Creusottes                 | Jouarre — Gouffre du Biercy ⥋ Villeneuve-sur-Bellot — CES Les Creusottes                 | Jouarre — Gouffre du Biercy ⥋ Villeneuve-sur-Bellot — CES Les Creusottes                 | Jouarre — Gouffre du Biercy ⥋ Villeneuve-sur-Bellot — CES Les Creusottes                 | Jouarre — Gouffre du Biercy ⥋ Villeneuve-sur-Bellot — CES Les Creusottes                 | Jouarre — Gouffre du Biercy ⥋ Villeneuve-sur-Bellot — CES Les Creusottes                 | Jouarre — Gouffre du Biercy ⥋ Villeneuve-sur-Bellot — CES Les Creusottes                 |
| 34S3  | Ouverture / Fermeture — / — | Longueur —                                                                               | Durée 15-30 min                                                                          | Nb. d’arrêts 28                                                                          | Matériel —                                                                               | Jours de fonctionnement L, Ma, Me, J, V                                                  | Jour / Soir / Nuit / Fêtes O / N / N / N                                                 | Voy. / an —                                                                              | Dépôt La Ferté-sous-Jouarre                                                              |
| 34S3  | Desserte : - Villes et lieux desservis : Jouarre, Saint-Cyr-sur-Morin, Saint-Ouen-sur-Morin, Orly-sur-Morin, Boitron, Hondevilliers, Sablonnières, Bellot, Verdelot et Villeneuve-sur-Bellot |                                                                                          |                                                                                          |                                                                                          |                                                                                          |                                                                                          |                                                                                          |                                                                                          |                                                                                          |
| 34S3  | Autre : - Zone traversée : 5 - Arrêts non accessibles aux UFR : — - Amplitudes horaires : La ligne fonctionne du lundi au vendredi en période scolaire de 8 h 20 à 8 h 55 puis de 16 h 50 à 18 h 15 / de 12 h 55 à 13 h 35 (le mercredi uniquement). - Date de dernière mise à jour : 12 juillet 2022. |                                                                                          |                                                                                          |                                                                                          |                                                                                          |                                                                                          |                                                                                          |                                                                                          |                                                                                          |
| 34S3  | Dernière actualisation : — |                                                                                          |                                                                                          |                                                                                          |                                                                                          |                                                                                          |                                                                                          |                                                                                          |                                                                                          |
| 35    | Gare de La Ferté-sous-Jouarre ⥋ Pierre-Levée - Place Saint-Claude | Gare de La Ferté-sous-Jouarre ⥋ Pierre-Levée - Place Saint-Claude                        | Gare de La Ferté-sous-Jouarre ⥋ Pierre-Levée - Place Saint-Claude                        | Gare de La Ferté-sous-Jouarre ⥋ Pierre-Levée - Place Saint-Claude                        | Gare de La Ferté-sous-Jouarre ⥋ Pierre-Levée - Place Saint-Claude                        | Gare de La Ferté-sous-Jouarre ⥋ Pierre-Levée - Place Saint-Claude                        | Gare de La Ferté-sous-Jouarre ⥋ Pierre-Levée - Place Saint-Claude                        | Gare de La Ferté-sous-Jouarre ⥋ Pierre-Levée - Place Saint-Claude                        | Gare de La Ferté-sous-Jouarre ⥋ Pierre-Levée - Place Saint-Claude                        |
| 35    | Ouverture / Fermeture — / — | Longueur —                                                                               | Durée —                                                                                  | Nb. d’arrêts —                                                                           | Matériel —                                                                               | Jours de fonctionnement L, Ma, Me, J, V, S                                               | Jour / Soir / Nuit / Fêtes O / N / N / N                                                 | Voy. / an 2 996 courses                                                                  | Dépôt La Ferté-sous-Jouarre                                                              |
| 35    | Desserte : - Villes et lieux desservis : Changis-sur-Marne, La Ferté-sous-Jouarre, Pierre-Levée, Sammeron, Signy-Signets et Ussy-sur-Marne. - Gares desservies : Changis - Saint-Jean et La Ferté-sous-Jouarre. |                                                                                          |                                                                                          |                                                                                          |                                                                                          |                                                                                          |                                                                                          |                                                                                          |                                                                                          |
| 35    | Autre : - Zone traversée : 5 - Arrêts non accessibles aux UFR : — - Amplitudes horaires : — - Date de dernière mise à jour : 12 juin 2022. |                                                                                          |                                                                                          |                                                                                          |                                                                                          |                                                                                          |                                                                                          |                                                                                          |                                                                                          |
| 35    | Dernière actualisation : — |                                                                                          |                                                                                          |                                                                                          |                                                                                          |                                                                                          |                                                                                          |                                                                                          |                                                                                          |
| 38    | Gare de Faremoutiers - Pommeuse ⥋ Gare de Marne-la-Vallée - Chessy Sud | Gare de Faremoutiers - Pommeuse ⥋ Gare de Marne-la-Vallée - Chessy Sud                   | Gare de Faremoutiers - Pommeuse ⥋ Gare de Marne-la-Vallée - Chessy Sud                   | Gare de Faremoutiers - Pommeuse ⥋ Gare de Marne-la-Vallée - Chessy Sud                   | Gare de Faremoutiers - Pommeuse ⥋ Gare de Marne-la-Vallée - Chessy Sud                   | Gare de Faremoutiers - Pommeuse ⥋ Gare de Marne-la-Vallée - Chessy Sud                   | Gare de Faremoutiers - Pommeuse ⥋ Gare de Marne-la-Vallée - Chessy Sud                   | Gare de Faremoutiers - Pommeuse ⥋ Gare de Marne-la-Vallée - Chessy Sud                   | Gare de Faremoutiers - Pommeuse ⥋ Gare de Marne-la-Vallée - Chessy Sud                   |
| 38    | Ouverture / Fermeture — / — | Longueur —                                                                               | Durée —                                                                                  | Nb. d’arrêts —                                                                           | Matériel —                                                                               | Jours de fonctionnement L, Ma, Me, J, V, S                                               | Jour / Soir / Nuit / Fêtes O / N / N / N                                                 | Voy. / an 1 778 courses                                                                  | Dépôt Coulommiers                                                                        |
| 38    | Desserte : - Villes et lieux desservis : Chessy, Dammartin-sur-Tigeaux, Faremoutiers, Guérard, La Celle-sur-Morin, Mortcerf et Tigeaux. - Gares desservies : Faremoutiers - Pommeuse et Marne-la-Vallée - Chessy Sud. |                                                                                          |                                                                                          |                                                                                          |                                                                                          |                                                                                          |                                                                                          |                                                                                          |                                                                                          |
| 38    | Autre : - Zone traversée : 5 - Arrêts non accessibles aux UFR : — - Amplitudes horaires : — - Date de dernière mise à jour : 12 juin 2022. |                                                                                          |                                                                                          |                                                                                          |                                                                                          |                                                                                          |                                                                                          |                                                                                          |                                                                                          |
| 38    | Dernière actualisation : — |                                                                                          |                                                                                          |                                                                                          |                                                                                          |                                                                                          |                                                                                          |                                                                                          |                                                                                          |

### Lignes 40 à 49
| Ligne | Caractéristiques | Caractéristiques                                                                    | Caractéristiques                                                                    | Caractéristiques                                                                    | Caractéristiques                                                                    | Caractéristiques                                                                    | Caractéristiques                                                                    | Caractéristiques                                                                    | Caractéristiques                                                                    |
| 40    | Sept-Sorts - Mairie ⥋ Gare de La Ferté-sous-Jouarre | Sept-Sorts - Mairie ⥋ Gare de La Ferté-sous-Jouarre                                 | Sept-Sorts - Mairie ⥋ Gare de La Ferté-sous-Jouarre                                 | Sept-Sorts - Mairie ⥋ Gare de La Ferté-sous-Jouarre                                 | Sept-Sorts - Mairie ⥋ Gare de La Ferté-sous-Jouarre                                 | Sept-Sorts - Mairie ⥋ Gare de La Ferté-sous-Jouarre                                 | Sept-Sorts - Mairie ⥋ Gare de La Ferté-sous-Jouarre                                 | Sept-Sorts - Mairie ⥋ Gare de La Ferté-sous-Jouarre                                 | Sept-Sorts - Mairie ⥋ Gare de La Ferté-sous-Jouarre                                 |
| ----- | --- | ----------------------------------------------------------------------------------- | ----------------------------------------------------------------------------------- | ----------------------------------------------------------------------------------- | ----------------------------------------------------------------------------------- | ----------------------------------------------------------------------------------- | ----------------------------------------------------------------------------------- | ----------------------------------------------------------------------------------- | ----------------------------------------------------------------------------------- |
| 40    | Ouverture / Fermeture — / — | Longueur —                                                                          | Durée —                                                                             | Nb. d’arrêts —                                                                      | Matériel —                                                                          | Jours de fonctionnement L, Ma, Me, J, V, S                                          | Jour / Soir / Nuit / Fêtes O / N / N / N                                            | Voy. / an 7 183 courses                                                             | Dépôt Coulommiers                                                                   |
| 40    | Desserte : - Villes et lieux desservis : Jouarre, La Ferté-sous-Jouarre et Sept-Sorts. - Gare desservie : La Ferté-sous-Jouarre. |                                                                                     |                                                                                     |                                                                                     |                                                                                     |                                                                                     |                                                                                     |                                                                                     |                                                                                     |
| 40    | Autre : - Zone traversée : 5 - Arrêts non accessibles aux UFR : — - Amplitudes horaires : — - Date de dernière mise à jour : 13 juin 2022. |                                                                                     |                                                                                     |                                                                                     |                                                                                     |                                                                                     |                                                                                     |                                                                                     |                                                                                     |
| 40    | Dernière actualisation : — |                                                                                     |                                                                                     |                                                                                     |                                                                                     |                                                                                     |                                                                                     |                                                                                     |                                                                                     |
| 41A   | Gare de Coulommiers ⥋ Gare de La Ferté-sous-Jouarre | Gare de Coulommiers ⥋ Gare de La Ferté-sous-Jouarre                                 | Gare de Coulommiers ⥋ Gare de La Ferté-sous-Jouarre                                 | Gare de Coulommiers ⥋ Gare de La Ferté-sous-Jouarre                                 | Gare de Coulommiers ⥋ Gare de La Ferté-sous-Jouarre                                 | Gare de Coulommiers ⥋ Gare de La Ferté-sous-Jouarre                                 | Gare de Coulommiers ⥋ Gare de La Ferté-sous-Jouarre                                 | Gare de Coulommiers ⥋ Gare de La Ferté-sous-Jouarre                                 | Gare de Coulommiers ⥋ Gare de La Ferté-sous-Jouarre                                 |
| 41A   | Ouverture / Fermeture — / — | Longueur —                                                                          | Durée —                                                                             | Nb. d’arrêts 19                                                                     | Matériel —                                                                          | Jours de fonctionnement L, Ma, Me, J, V, S                                          | Jour / Soir / Nuit / Fêtes O / N / N / N                                            | Voy. / an —                                                                         | Dépôt Coulommiers                                                                   |
| 41A   | Desserte : - Villes et lieux desservis : Coulommiers, Jouarre, La Ferté-sous-Jouarre et Sept-Sorts. - Gares desservies : Coulommiers et La Ferté-sous-Jouarre.                                                                                   |                                                                                     |                                                                                     |                                                                                     |                                                                                     |                                                                                     |                                                                                     |                                                                                     |                                                                                     |
| 41A   | Autre : - Zone traversée : 5 - Arrêts non accessibles aux UFR : — - Amplitudes horaires : — - Date de dernière mise à jour : 12 juillet 2022. |                                                                                     |                                                                                     |                                                                                     |                                                                                     |                                                                                     |                                                                                     |                                                                                     |                                                                                     |
| 41A   | Dernière actualisation : — |                                                                                     |                                                                                     |                                                                                     |                                                                                     |                                                                                     |                                                                                     |                                                                                     |                                                                                     |
| 41B   | Gare de Coulommiers ⥋ Gare de La Ferté-sous-Jouarre | Gare de Coulommiers ⥋ Gare de La Ferté-sous-Jouarre                                 | Gare de Coulommiers ⥋ Gare de La Ferté-sous-Jouarre                                 | Gare de Coulommiers ⥋ Gare de La Ferté-sous-Jouarre                                 | Gare de Coulommiers ⥋ Gare de La Ferté-sous-Jouarre                                 | Gare de Coulommiers ⥋ Gare de La Ferté-sous-Jouarre                                 | Gare de Coulommiers ⥋ Gare de La Ferté-sous-Jouarre                                 | Gare de Coulommiers ⥋ Gare de La Ferté-sous-Jouarre                                 | Gare de Coulommiers ⥋ Gare de La Ferté-sous-Jouarre                                 |
| 41B   | Ouverture / Fermeture — / — | Longueur —                                                                          | Durée —                                                                             | Nb. d’arrêts 11                                                                     | Matériel —                                                                          | Jours de fonctionnement L, Ma, Me, J, V, S                                          | Jour / Soir / Nuit / Fêtes O / N / N / N                                            | Voy. / an —                                                                         | Dépôt Coulommiers                                                                   |
| 41B   | Desserte : - Villes et lieux desservis : Coulommiers, Jouarre, La Ferté-sous-Jouarre et Sept-Sorts. - Gares desservies : Coulommiers et La Ferté-sous-Jouarre.                                                                                   |                                                                                     |                                                                                     |                                                                                     |                                                                                     |                                                                                     |                                                                                     |                                                                                     |                                                                                     |
| 41B   | Autre : - Zone traversée : 5 - Arrêts non accessibles aux UFR : — - Amplitudes horaires : — - Date de dernière mise à jour : 12 juillet 2022. |                                                                                     |                                                                                     |                                                                                     |                                                                                     |                                                                                     |                                                                                     |                                                                                     |                                                                                     |
| 41B   | Dernière actualisation : — |                                                                                     |                                                                                     |                                                                                     |                                                                                     |                                                                                     |                                                                                     |                                                                                     |                                                                                     |
| 43    | Gare de la Ferté-sous-Jouarre ⥋ La Ferté-Gaucher - Avenue des États-Unis | Gare de la Ferté-sous-Jouarre ⥋ La Ferté-Gaucher - Avenue des États-Unis            | Gare de la Ferté-sous-Jouarre ⥋ La Ferté-Gaucher - Avenue des États-Unis            | Gare de la Ferté-sous-Jouarre ⥋ La Ferté-Gaucher - Avenue des États-Unis            | Gare de la Ferté-sous-Jouarre ⥋ La Ferté-Gaucher - Avenue des États-Unis            | Gare de la Ferté-sous-Jouarre ⥋ La Ferté-Gaucher - Avenue des États-Unis            | Gare de la Ferté-sous-Jouarre ⥋ La Ferté-Gaucher - Avenue des États-Unis            | Gare de la Ferté-sous-Jouarre ⥋ La Ferté-Gaucher - Avenue des États-Unis            | Gare de la Ferté-sous-Jouarre ⥋ La Ferté-Gaucher - Avenue des États-Unis            |
| 43    | Ouverture / Fermeture — / — | Longueur —                                                                          | Durée 40 min                                                                        | Nb. d’arrêts 16                                                                     | Matériel —                                                                          | Jours de fonctionnement L, Ma, Me, J, V                                             | Jour / Soir / Nuit / Fêtes O / N / N / N                                            | Voy. / an —                                                                         | Dépôt La Ferté-sous-Jouarre                                                         |
| 43    | Desserte : - Villes et lieux desservis : La Ferté-sous-Jouarre, Jouarre, Rebais et La Ferté-Gaucher. - Gare desservie : La Ferté-sous-Jouarre.                                                                                                   |                                                                                     |                                                                                     |                                                                                     |                                                                                     |                                                                                     |                                                                                     |                                                                                     |                                                                                     |
| 43    | Autre : - Zone traversée : 5 - Arrêts non accessibles aux UFR : — - Amplitudes horaires : La ligne fonctionne sur réservation du lundi au vendredi de 5 h 15 à 8 h 25 et de 16 h 35 à 20 h 15. - Date de dernière mise à jour : 30 juillet 2022. |                                                                                     |                                                                                     |                                                                                     |                                                                                     |                                                                                     |                                                                                     |                                                                                     |                                                                                     |
| 43    | Dernière actualisation : — |                                                                                     |                                                                                     |                                                                                     |                                                                                     |                                                                                     |                                                                                     |                                                                                     |                                                                                     |
| 48    | Citry - Villaré Château d'eau ⥋ Gare de Nanteuil - Saâcy | Citry - Villaré Château d'eau ⥋ Gare de Nanteuil - Saâcy                            | Citry - Villaré Château d'eau ⥋ Gare de Nanteuil - Saâcy                            | Citry - Villaré Château d'eau ⥋ Gare de Nanteuil - Saâcy                            | Citry - Villaré Château d'eau ⥋ Gare de Nanteuil - Saâcy                            | Citry - Villaré Château d'eau ⥋ Gare de Nanteuil - Saâcy                            | Citry - Villaré Château d'eau ⥋ Gare de Nanteuil - Saâcy                            | Citry - Villaré Château d'eau ⥋ Gare de Nanteuil - Saâcy                            | Citry - Villaré Château d'eau ⥋ Gare de Nanteuil - Saâcy                            |
| 48    | Ouverture / Fermeture — / — | Longueur —                                                                          | Durée —                                                                             | Nb. d’arrêts —                                                                      | Matériel —                                                                          | Jours de fonctionnement L, Ma, Me, J, V, S                                          | Jour / Soir / Nuit / Fêtes O / N / N / N                                            | Voy. / an 3 661 courses                                                             | Dépôt La Ferté-sous-Jouarre                                                         |
| 48    | Desserte : - Villes et lieux desservis : Citry et Saâcy-sur-Marne. - Gare desservie : Nanteuil - Saâcy. |                                                                                     |                                                                                     |                                                                                     |                                                                                     |                                                                                     |                                                                                     |                                                                                     |                                                                                     |
| 48    | Autre : - Zone traversée : 5 - Arrêts non accessibles aux UFR : — - Amplitudes horaires : — - Date de dernière mise à jour : 13 juin 2022. |                                                                                     |                                                                                     |                                                                                     |                                                                                     |                                                                                     |                                                                                     |                                                                                     |                                                                                     |
| 48    | Dernière actualisation : — |                                                                                     |                                                                                     |                                                                                     |                                                                                     |                                                                                     |                                                                                     |                                                                                     |                                                                                     |
| 49    | (Circulaire) Gare de La Ferté-sous-Jouarre ⥋ via Les Bondons et Domaine de Tanqueux | (Circulaire) Gare de La Ferté-sous-Jouarre ⥋ via Les Bondons et Domaine de Tanqueux | (Circulaire) Gare de La Ferté-sous-Jouarre ⥋ via Les Bondons et Domaine de Tanqueux | (Circulaire) Gare de La Ferté-sous-Jouarre ⥋ via Les Bondons et Domaine de Tanqueux | (Circulaire) Gare de La Ferté-sous-Jouarre ⥋ via Les Bondons et Domaine de Tanqueux | (Circulaire) Gare de La Ferté-sous-Jouarre ⥋ via Les Bondons et Domaine de Tanqueux | (Circulaire) Gare de La Ferté-sous-Jouarre ⥋ via Les Bondons et Domaine de Tanqueux | (Circulaire) Gare de La Ferté-sous-Jouarre ⥋ via Les Bondons et Domaine de Tanqueux | (Circulaire) Gare de La Ferté-sous-Jouarre ⥋ via Les Bondons et Domaine de Tanqueux |
| 49    | Ouverture / Fermeture — / — | Longueur —                                                                          | Durée —                                                                             | Nb. d’arrêts 25                                                                     | Matériel —                                                                          | Jours de fonctionnement L, Ma, Me, J, V, S                                          | Jour / Soir / Nuit / Fêtes O / N / N / N                                            | Voy. / an 12 915 courses                                                            | Dépôt La Ferté-sous-Jouarre                                                         |
| 49    | Desserte : - Villes et lieux desservis : Chamigny et La Ferté-sous-Jouarre. - Gare desservie : La Ferté-sous-Jouarre. |                                                                                     |                                                                                     |                                                                                     |                                                                                     |                                                                                     |                                                                                     |                                                                                     |                                                                                     |
| 49    | Autre : - Zone traversée : 5 - Arrêts non accessibles aux UFR : — - Amplitudes horaires : — - Date de dernière mise à jour : 29 juillet 2022. |                                                                                     |                                                                                     |                                                                                     |                                                                                     |                                                                                     |                                                                                     |                                                                                     |                                                                                     |
| 49    | Dernière actualisation : — |                                                                                     |                                                                                     |                                                                                     |                                                                                     |                                                                                     |                                                                                     |                                                                                     |                                                                                     |

### Lignes 50 à 59
| Ligne | Caractéristiques | Caractéristiques                                                     | Caractéristiques                                                     | Caractéristiques                                                     | Caractéristiques                                                     | Caractéristiques                                                     | Caractéristiques                                                     | Caractéristiques                                                     | Caractéristiques                                                     |
| 56    | Gare de La Ferté-sous-Jouarre ⥋ Gare de Meaux | Gare de La Ferté-sous-Jouarre ⥋ Gare de Meaux                        | Gare de La Ferté-sous-Jouarre ⥋ Gare de Meaux                        | Gare de La Ferté-sous-Jouarre ⥋ Gare de Meaux                        | Gare de La Ferté-sous-Jouarre ⥋ Gare de Meaux                        | Gare de La Ferté-sous-Jouarre ⥋ Gare de Meaux                        | Gare de La Ferté-sous-Jouarre ⥋ Gare de Meaux                        | Gare de La Ferté-sous-Jouarre ⥋ Gare de Meaux                        | Gare de La Ferté-sous-Jouarre ⥋ Gare de Meaux                        |
| ----- | --- | -------------------------------------------------------------------- | -------------------------------------------------------------------- | -------------------------------------------------------------------- | -------------------------------------------------------------------- | -------------------------------------------------------------------- | -------------------------------------------------------------------- | -------------------------------------------------------------------- | -------------------------------------------------------------------- |
| 56    | Ouverture / Fermeture — / — | Longueur —                                                           | Durée —                                                              | Nb. d’arrêts —                                                       | Matériel —                                                           | Jours de fonctionnement L, Ma, Me, J, V, S                           | Jour / Soir / Nuit / Fêtes O / N / N / N                             | Voy. / an 12 915 courses                                             | Dépôt La Ferté-sous-Jouarre                                          |
| 56    | Desserte : - Villes et lieux desservis : Changis-sur-Marne, La Ferté-sous-Jouarre, Meaux, Saint-Jean-les-Deux-Jumeaux, Sammeron, Sept-Sorts, Trilport et Ussy-sur-Marne. - Gares desservies : La Ferté-sous-Jouarre et Meaux. |                                                                      |                                                                      |                                                                      |                                                                      |                                                                      |                                                                      |                                                                      |                                                                      |
| 56    | Autre : - Zone traversée : 5 - Arrêts non accessibles aux UFR : — - Amplitudes horaires : — - Date de dernière mise à jour : 13 juin 2022. |                                                                      |                                                                      |                                                                      |                                                                      |                                                                      |                                                                      |                                                                      |                                                                      |
| 56    | Dernière actualisation : — |                                                                      |                                                                      |                                                                      |                                                                      |                                                                      |                                                                      |                                                                      |                                                                      |
| 56S   | La Ferté-sous-Jouarre — Gare SNCF ⥋ Meaux — Coubertin | La Ferté-sous-Jouarre — Gare SNCF ⥋ Meaux — Coubertin                | La Ferté-sous-Jouarre — Gare SNCF ⥋ Meaux — Coubertin                | La Ferté-sous-Jouarre — Gare SNCF ⥋ Meaux — Coubertin                | La Ferté-sous-Jouarre — Gare SNCF ⥋ Meaux — Coubertin                | La Ferté-sous-Jouarre — Gare SNCF ⥋ Meaux — Coubertin                | La Ferté-sous-Jouarre — Gare SNCF ⥋ Meaux — Coubertin                | La Ferté-sous-Jouarre — Gare SNCF ⥋ Meaux — Coubertin                | La Ferté-sous-Jouarre — Gare SNCF ⥋ Meaux — Coubertin                |
| 56S   | Ouverture / Fermeture — / — | Longueur —                                                           | Durée 25-75 min                                                      | Nb. d’arrêts 29                                                      | Matériel —                                                           | Jours de fonctionnement L, Ma, Me, J, V, S                           | Jour / Soir / Nuit / Fêtes O / N / N / N                             | Voy. / an —                                                          | Dépôt La Ferté-sous-Jouarre                                          |
| 56S   | Desserte : - Villes et lieux desservis : La Ferté-sous-Jouarre, Sept-Sorts, Sammeron, Ussy-sur-Marne, Changis-sur-Marne, Saint-Jean-les-Deux-Jumeaux, Trilport et Meaux - Gares desservies : La Ferté-sous-Jouarre et Meaux |                                                                      |                                                                      |                                                                      |                                                                      |                                                                      |                                                                      |                                                                      |                                                                      |
| 56S   | Autre : - Zone traversée : 5 - Arrêts non accessibles aux UFR : — - Amplitudes horaires : La ligne fonctionne en période scolaire du lundi au vendredi de 7 h 25 à 8 h 45 puis de 16 h 40 à 18 h 50 / de 11 h 35 à 13 h 30 (le mercredi uniquement) et le samedi de 7 h 25 à 8 h 15 puis de 12 h 20 à 13 h 10. - Date de dernière mise à jour : 12 juillet 2022. |                                                                      |                                                                      |                                                                      |                                                                      |                                                                      |                                                                      |                                                                      |                                                                      |
| 56S   | Dernière actualisation : — |                                                                      |                                                                      |                                                                      |                                                                      |                                                                      |                                                                      |                                                                      |                                                                      |
| 59    | Gare de Marne-la-Vallée - Chessy Nord ⥋ Crecy-la-Chappelle - Camping | Gare de Marne-la-Vallée - Chessy Nord ⥋ Crecy-la-Chappelle - Camping | Gare de Marne-la-Vallée - Chessy Nord ⥋ Crecy-la-Chappelle - Camping | Gare de Marne-la-Vallée - Chessy Nord ⥋ Crecy-la-Chappelle - Camping | Gare de Marne-la-Vallée - Chessy Nord ⥋ Crecy-la-Chappelle - Camping | Gare de Marne-la-Vallée - Chessy Nord ⥋ Crecy-la-Chappelle - Camping | Gare de Marne-la-Vallée - Chessy Nord ⥋ Crecy-la-Chappelle - Camping | Gare de Marne-la-Vallée - Chessy Nord ⥋ Crecy-la-Chappelle - Camping | Gare de Marne-la-Vallée - Chessy Nord ⥋ Crecy-la-Chappelle - Camping |
| 59    | Ouverture / Fermeture — / — | Longueur —                                                           | Durée —                                                              | Nb. d’arrêts —                                                       | Matériel —                                                           | Jours de fonctionnement L, Ma, Me, J, V, S, D                        | Jour / Soir / Nuit / Fêtes O / O / N / O                             | Voy. / an 29 070 courses                                             | Dépôt Couilly-Pont-aux-Dammes                                        |
| 59    | Desserte : - Villes et lieux desservis : Bailly-Romainvilliers, Chessy, Coutevroult, Crécy-la-Chapelle, Magny-le-Hongre et Villiers-sur-Morin. - Gares desservies : Crécy-la-Chapelle et Marne-la-Vallée - Chessy Nord. |                                                                      |                                                                      |                                                                      |                                                                      |                                                                      |                                                                      |                                                                      |                                                                      |
| 59    | Autre : - Zone traversée : 5 - Arrêts non accessibles aux UFR : — - Amplitudes horaires : — - Date de dernière mise à jour : 13 juin 2022. |                                                                      |                                                                      |                                                                      |                                                                      |                                                                      |                                                                      |                                                                      |                                                                      |
| 59    | Dernière actualisation : — |                                                                      |                                                                      |                                                                      |                                                                      |                                                                      |                                                                      |                                                                      |                                                                      |

### Lignes 60 à 69
| Ligne | Caractéristiques | Caractéristiques                                                       | Caractéristiques                                                       | Caractéristiques                                                       | Caractéristiques                                                       | Caractéristiques                                                       | Caractéristiques                                                       | Caractéristiques                                                       | Caractéristiques                                                       |
| 62    | Gare de La Ferté-sous-Jouarre ⥋ Gare de Marne-la-Vallée - Chessy Sud | Gare de La Ferté-sous-Jouarre ⥋ Gare de Marne-la-Vallée - Chessy Sud   | Gare de La Ferté-sous-Jouarre ⥋ Gare de Marne-la-Vallée - Chessy Sud   | Gare de La Ferté-sous-Jouarre ⥋ Gare de Marne-la-Vallée - Chessy Sud   | Gare de La Ferté-sous-Jouarre ⥋ Gare de Marne-la-Vallée - Chessy Sud   | Gare de La Ferté-sous-Jouarre ⥋ Gare de Marne-la-Vallée - Chessy Sud   | Gare de La Ferté-sous-Jouarre ⥋ Gare de Marne-la-Vallée - Chessy Sud   | Gare de La Ferté-sous-Jouarre ⥋ Gare de Marne-la-Vallée - Chessy Sud   | Gare de La Ferté-sous-Jouarre ⥋ Gare de Marne-la-Vallée - Chessy Sud   |
| ----- | --- | ---------------------------------------------------------------------- | ---------------------------------------------------------------------- | ---------------------------------------------------------------------- | ---------------------------------------------------------------------- | ---------------------------------------------------------------------- | ---------------------------------------------------------------------- | ---------------------------------------------------------------------- | ---------------------------------------------------------------------- |
| 62    | Ouverture / Fermeture — / — | Longueur —                                                             | Durée 35 min                                                           | Nb. d’arrêts 8                                                         | Matériel —                                                             | Jours de fonctionnement L, Ma, Me, J, V, S, D                          | Jour / Soir / Nuit / Fêtes O / O / N / O                               | Voy. / an 25 034 courses                                               | Dépôt La Ferté-sous-Jouarre                                            |
| 62    | Desserte : - Villes et lieux desservis :Chessy, La Ferté-sous-Jouarre, Sammeron et Sept-Sorts. - Gares desservies : La Ferté-sous-Jouarre et Marne-la-Vallée - Chessy Sud.                                                                                         |                                                                        |                                                                        |                                                                        |                                                                        |                                                                        |                                                                        |                                                                        |                                                                        |
| 62    | Autre : - Zone traversée : 5 - Arrêts non accessibles aux UFR : — - Amplitudes horaires : — - Date de dernière mise à jour : 13 juin 2022. |                                                                        |                                                                        |                                                                        |                                                                        |                                                                        |                                                                        |                                                                        |                                                                        |
| 62    | Dernière actualisation : — |                                                                        |                                                                        |                                                                        |                                                                        |                                                                        |                                                                        |                                                                        |                                                                        |
| 67    | Gare de La Ferté-sous-Jouarre ⥋ Gare de l'aéroport Charles-de-Gaulle 1 | Gare de La Ferté-sous-Jouarre ⥋ Gare de l'aéroport Charles-de-Gaulle 1 | Gare de La Ferté-sous-Jouarre ⥋ Gare de l'aéroport Charles-de-Gaulle 1 | Gare de La Ferté-sous-Jouarre ⥋ Gare de l'aéroport Charles-de-Gaulle 1 | Gare de La Ferté-sous-Jouarre ⥋ Gare de l'aéroport Charles-de-Gaulle 1 | Gare de La Ferté-sous-Jouarre ⥋ Gare de l'aéroport Charles-de-Gaulle 1 | Gare de La Ferté-sous-Jouarre ⥋ Gare de l'aéroport Charles-de-Gaulle 1 | Gare de La Ferté-sous-Jouarre ⥋ Gare de l'aéroport Charles-de-Gaulle 1 | Gare de La Ferté-sous-Jouarre ⥋ Gare de l'aéroport Charles-de-Gaulle 1 |
| 67    | Ouverture / Fermeture — / — | Longueur —                                                             | Durée 60 min                                                           | Nb. d’arrêts 10                                                        | Matériel —                                                             | Jours de fonctionnement L, Ma, Me, J, V, S, D                          | Jour / Soir / Nuit / Fêtes O / N / N / O                               | Voy. / an 5 110 courses                                                | Dépôt La Ferté-sous-Jouarre                                            |
| 67    | Desserte : - Villes et lieux desservis : Étrépilly, La Ferté-sous-Jouarre, Lizy-sur-Ourcq, Marcilly, Roissy-en-France, Saint-Mard, Saint-Soupplets et Trocy-en-Multien. - Gares desservies :Aéroport Charles-de-Gaulle 1, La Ferté-sous-Jouarre et Lizy-sur-Ourcq. |                                                                        |                                                                        |                                                                        |                                                                        |                                                                        |                                                                        |                                                                        |                                                                        |
| 67    | Autre : - Zone traversée : 5 - Arrêts non accessibles aux UFR : — - Amplitudes horaires : — - Date de dernière mise à jour : 29 juillet 2022. |                                                                        |                                                                        |                                                                        |                                                                        |                                                                        |                                                                        |                                                                        |                                                                        |
| 67    | Dernière actualisation : — |                                                                        |                                                                        |                                                                        |                                                                        |                                                                        |                                                                        |                                                                        |                                                                        |

### Lignes 70 à 79
| Ligne | Caractéristiques | Caractéristiques                                                           | Caractéristiques                                                           | Caractéristiques                                                           | Caractéristiques                                                           | Caractéristiques                                                           | Caractéristiques                                                           | Caractéristiques                                                           | Caractéristiques                                                           |
| 70    | Sancy - Mairie / Ecole ⥋ Saint-Germain-sur-Morin - Collège Stéphane Hessel | Sancy - Mairie / Ecole ⥋ Saint-Germain-sur-Morin - Collège Stéphane Hessel | Sancy - Mairie / Ecole ⥋ Saint-Germain-sur-Morin - Collège Stéphane Hessel | Sancy - Mairie / Ecole ⥋ Saint-Germain-sur-Morin - Collège Stéphane Hessel | Sancy - Mairie / Ecole ⥋ Saint-Germain-sur-Morin - Collège Stéphane Hessel | Sancy - Mairie / Ecole ⥋ Saint-Germain-sur-Morin - Collège Stéphane Hessel | Sancy - Mairie / Ecole ⥋ Saint-Germain-sur-Morin - Collège Stéphane Hessel | Sancy - Mairie / Ecole ⥋ Saint-Germain-sur-Morin - Collège Stéphane Hessel | Sancy - Mairie / Ecole ⥋ Saint-Germain-sur-Morin - Collège Stéphane Hessel |
| ----- | --- | -------------------------------------------------------------------------- | -------------------------------------------------------------------------- | -------------------------------------------------------------------------- | -------------------------------------------------------------------------- | -------------------------------------------------------------------------- | -------------------------------------------------------------------------- | -------------------------------------------------------------------------- | -------------------------------------------------------------------------- |
| 70    | Ouverture / Fermeture — / — | Longueur —                                                                 | Durée —                                                                    | Nb. d’arrêts —                                                             | Matériel —                                                                 | Jours de fonctionnement L, Ma, Me, J, V                                    | Jour / Soir / Nuit / Fêtes O / N / N / N                                   | Voy. / an 3 556 courses                                                    | Dépôt Couilly-Pont-aux-Dames                                               |
| 70    | Desserte : - Villes et lieux desservis : Bouleurs, Couilly-Pont-aux-Dames, Coulommes, Saint-Germain-sur-Morin, Sancy et Vaucourtois. - Gare desservie : Couilly - Saint-Germain - Quincy.               |                                                                            |                                                                            |                                                                            |                                                                            |                                                                            |                                                                            |                                                                            |                                                                            |
| 70    | Autre : - Zone traversée : 5 - Arrêts non accessibles aux UFR : — - Amplitudes horaires : — - Date de dernière mise à jour : 13 juin 2022.                                                              |                                                                            |                                                                            |                                                                            |                                                                            |                                                                            |                                                                            |                                                                            |                                                                            |
| 70    | Dernière actualisation : — |                                                                            |                                                                            |                                                                            |                                                                            |                                                                            |                                                                            |                                                                            |                                                                            |
| 71    | Coulommes - Mairie ⥋ Gare de Crécy-la-Chappelle | Coulommes - Mairie ⥋ Gare de Crécy-la-Chappelle                            | Coulommes - Mairie ⥋ Gare de Crécy-la-Chappelle                            | Coulommes - Mairie ⥋ Gare de Crécy-la-Chappelle                            | Coulommes - Mairie ⥋ Gare de Crécy-la-Chappelle                            | Coulommes - Mairie ⥋ Gare de Crécy-la-Chappelle                            | Coulommes - Mairie ⥋ Gare de Crécy-la-Chappelle                            | Coulommes - Mairie ⥋ Gare de Crécy-la-Chappelle                            | Coulommes - Mairie ⥋ Gare de Crécy-la-Chappelle                            |
| 71    | Ouverture / Fermeture — / — | Longueur —                                                                 | Durée —                                                                    | Nb. d’arrêts —                                                             | Matériel —                                                                 | Jours de fonctionnement L, Ma, Me, J, V                                    | Jour / Soir / Nuit / Fêtes O / N / N / N                                   | Voy. / an 2 268 courses                                                    | Dépôt Couilly-Pont-aux-Dames                                               |
| 71    | Desserte : - Villes et lieux desservis : Coulommes, Crécy-la-Chapelle, La Haute-Maison, Sancy et Vaucourtois. - Gare desservie : Crécy-la-Chapelle.                                                     |                                                                            |                                                                            |                                                                            |                                                                            |                                                                            |                                                                            |                                                                            |                                                                            |
| 71    | Autre : - Zone traversée : 5 - Arrêts non accessibles aux UFR : — - Amplitudes horaires : — - Date de dernière mise à jour : 13 juin 2022.                                                              |                                                                            |                                                                            |                                                                            |                                                                            |                                                                            |                                                                            |                                                                            |                                                                            |
| 71    | Dernière actualisation : — |                                                                            |                                                                            |                                                                            |                                                                            |                                                                            |                                                                            |                                                                            |                                                                            |
| 73    | Couilly-Pont-aux-Dames - École Sainte-Thérèse ⥋ Gare de Crécy-la-Chappelle | Couilly-Pont-aux-Dames - École Sainte-Thérèse ⥋ Gare de Crécy-la-Chappelle | Couilly-Pont-aux-Dames - École Sainte-Thérèse ⥋ Gare de Crécy-la-Chappelle | Couilly-Pont-aux-Dames - École Sainte-Thérèse ⥋ Gare de Crécy-la-Chappelle | Couilly-Pont-aux-Dames - École Sainte-Thérèse ⥋ Gare de Crécy-la-Chappelle | Couilly-Pont-aux-Dames - École Sainte-Thérèse ⥋ Gare de Crécy-la-Chappelle | Couilly-Pont-aux-Dames - École Sainte-Thérèse ⥋ Gare de Crécy-la-Chappelle | Couilly-Pont-aux-Dames - École Sainte-Thérèse ⥋ Gare de Crécy-la-Chappelle | Couilly-Pont-aux-Dames - École Sainte-Thérèse ⥋ Gare de Crécy-la-Chappelle |
| 73    | Ouverture / Fermeture — / — | Longueur —                                                                 | Durée —                                                                    | Nb. d’arrêts —                                                             | Matériel —                                                                 | Jours de fonctionnement L, Ma, Me, J, V                                    | Jour / Soir / Nuit / Fêtes O / N / N / N                                   | Voy. / an 700 courses                                                      | Dépôt Couilly-Pont-aux-Dames                                               |
| 73    | Desserte : - Villes et lieux desservis : Bouleurs, Condé-Sainte-Libiaire, Couilly-Pont-aux-Dames, Crécy-la-Chapelle et Quincy-Voisins. - Gares desservies : Crécy-la-Chapelle et Villiers - Montbarbin. |                                                                            |                                                                            |                                                                            |                                                                            |                                                                            |                                                                            |                                                                            |                                                                            |
| 73    | Autre : - Zone traversée : 5 - Arrêts non accessibles aux UFR : — - Amplitudes horaires : — - Date de dernière mise à jour : 13 juin 2022.                                                              |                                                                            |                                                                            |                                                                            |                                                                            |                                                                            |                                                                            |                                                                            |                                                                            |
| 73    | Dernière actualisation : — |                                                                            |                                                                            |                                                                            |                                                                            |                                                                            |                                                                            |                                                                            |                                                                            |

### Transport à la demande
Le réseau de bus est complété par cinq services de transport à la demande : TàD Dagny - Coulommiers (indice 42), TàD La Ferté-Gaucher - La Ferté-sous-Jouarre (indice 43), TàD Amillis - Coulommiers (indice 44), TàD Coulommiers (indice 45) et le « TàD Créçois ».

## Gestion et exploitation
Les réseaux de transports en commun franciliens sont organisés par Île-de-France Mobilités. L'exploitation du réseau de bus Brie et 2 Morins revient à Transev Brie et Deux Morins depuis le 1er août 2022.

### Parc de véhicules

#### Dépôts
Les véhicules sont remisés sur les communes de Coulommiers, La Ferté-sous-Jouarre, Couilly-Pont-aux-Dames et de La Rochette. Les dépôts ont pour mission de stocker les différents véhicules, mais également d'assurer leur entretien préventif et curatif. L'entretien curatif ou correctif a lieu quand une panne ou un dysfonctionnement est signalé par un machiniste.

#### Détails du parc

##### Bus standards
| Constructeur | Modèle                | Nombre | Période de mise en service | Numéros de parc | Affectation | Observation                                                                                             |
| ------------ | --------------------- | ------ | -------------------------- | --------------- | ----------- | --- |
| Solaris      | Urbino III 12 Hybride | 3      | 06/2010                    | 2221391-2213993 | A B         | Ex-Transdev Darche-Gros depuis le 1er août 2022                                                         |
| Solaris      | Urbino IV 12 Hybride  | 3      | 11/2017 à 06/2018          | 221394-221396   | A B         | Ex-Transdev Darche-Gros depuis le 1er août 2022                                                         |
| Irisbus      | Citelis 12            | 1      | 04/2006                    | 6022            | A B         | Ex-Transdev Darche-Gros depuis le 1er août 2022 et ex Transdev Vaux-le-Pénil depuis le 1er janvier 2021 |
| Iveco        | Urbanway 12 GNV       | 1      | 07/2023                    | 231020          | A B         | |
| Setra        | S 315 NF              | 1      | 03/2007                    | 93858           | A B         | Ex-Transdev Darche-Gros depuis le 1er août 2022                                                         |

##### Midibus
| Constructeur | Modèle   | Nombre | Période de mise en service | Numéros de parc | Affectation | Observation                                     |
| ------------ | -------- | ------ | -------------------------- | --------------- | ----------- | ----------------------------------------------- |
| Gepebus      | Oréos 4X | 1      | 12/2010                    | 223114          | A B         | Ex-Transdev Darche-Gros depuis le 1er août 2022 |
| Heuliez Bus  | GX 127   | 1      | 09/2009                    | 223113          | A B         | Ex-Transdev Darche-Gros depuis le 1er août 2022 |

##### Autocars interurbains
| Constructeur     | Modèle                 | Nombre | Période de mise en service | Numéros de parc                                                                                       | Affectation                                                  | Observation |
| ---------------- | ---------------------- | ------ | -------------------------- | --- | ------------------------------------------------------------ | --- |
| Fast Concept Car | Syter                  | 12     | 06/2007 à 08/2009          | 11009 ; 11011 ; 11013 ; 11016 ; 227320-227321 ; 227338-227343                                         | 01 03A 03B 17 32 34 40 41A 41B 48 59 67 Transilien P Créçois | 6 ex-Transdev Darche-Gros depuis le 1er août 2022 et 2 ex-Transdev Marne et Morin depuis le 1er août 2022                                                          |
| Irisbus          | Axer                   | 1      | 10/2006                    | 227319                                                                                                | 01 03A 03B 17 32 34 40 41A 41B 48 59 67 Transilien P Créçois | ex-Transdev Darche-Gros depuis le 1er août 2022 |
| Irisbus          | Récreo II              | 25     | 05/2008 à 12/2010          | 11250 ; 11280 ; 11559 ; 227044-227045 ; 227322-227329 ; 227331-227337 ; 227346-227348 ; 227350-227351 | 01 03A 03B 17 32 34 40 41A 41B 48 59 67 Transilien P Créçois | 10 ex-Transdev Darche-Gros depuis le 1er août 2022 et 12 ex-Transdev Marne et Morin depuis le 1er août 2022                                                        |
| Irisbus          | Crossway               | 28     | 09/2011 à 12/2013          | 227352-227379                                                                                         | 01 03A 03B 17 32 34 40 41A 41B 48 59 67 Transilien P Créçois | 18 ex-Transdev Darche-Gros depuis le 1er août 2022 et 9 ex-Transdev Marne et Morin depuis le 1er août 2022                                                         |
| Volvo            | Volvo 8700             | 1      | 03/2007                    | 10653                                                                                                 | 01 03A 03B 17 32 34 40 41A 41B 48 59 67 Transilien P Créçois | Ex-Transdev Marne et Morin depuis le 1er août 2022 |
| Iveco Bus        | Crossway High Value 13 | 112    | 09/2014 à 06/2020          | 25952 ; 36759-36760 ; 37719 ; 37656 ; 37658 ; 227380-221484 ; 237200                                  | 01 03A 03B 17 32 34 40 41A 41B 48 59 67 Transilien P Créçois | 59 ex-Transdev Darche-Gros depuis le 1er août 2022, 48 ex-Transdev Marne et Morin depuis le 1er août 2022 5 ex-Transdev Ile de France Vulaines depuis février 2023 |
| Iveco Bus        | Crossway Line NP       | 10     | 07/2022 à 09/2022          | 227012 ; 227015-227023                                                                                | 01 03A 03B 17 Transilien P                                   | |
| Setra            | S 419 UL               | 1      | 06/2015                    | 228010 ;                                                                                              | 31 33 56 62                                                  | Ex-Transdev Marne et Morin depuis le 1er août 2022 |

##### Minibus
| Constructeur  | Modèle           | Nombre | Période de mise en service | Numéros de parc | Affectation | Observation                                     |
| ------------- | ---------------- | ------ | -------------------------- | --------------- | ----------- | ----------------------------------------------- |
| Mercedes-Benz | Sprinter City 65 | 1      | 10/2018                    | 224008          | Coulommiers | Ex-Transdev Darche-Gros depuis le 1er août 2022 |

##### Minicars
| Constructeur  | Modèle               | Nombre     | Période de mise en service | Numéros de parc | Affectation       | Observation                                                                                               |
| ------------- | -------------------- | ---------- | -------------------------- | --------------- | ----------------- | --- |
| Iveco Bus     | Daily Line           | au moins 4 | 12/2017 à 11/2019          | 226003-226006   | Coulommiers 43 49 | 1 ex-Transdev Marne et Morin depuis le 1er août 2022 et 3 ex-Transdev Darche Gros depuis le 1er août 2022 |
| Mercedes-Benz | Sprinter Mobility 23 | au moins 3 | 08/2020                    | 226007-226009   | Coulommiers       | Ex-Transdev Darche Gros depuis le 1er août 2022                                                           |

### Tarification et fonctionnement
La tarification des lignes d'autobus d'Île-de-France est unifiée et accessible avec les mêmes abonnements. Un ticket « bus-tram », qui remplace le ticket t+ au 1er janvier 2025, permet un trajet simple quelle que soit la distance, avec une ou plusieurs correspondances possibles avec les autres lignes de bus et de tramway pendant une durée maximale de 1 h 30 entre la première et dernière validation. En revanche, un ticket validé dans un bus ne permet pas d'emprunter le métro, ni le Transilien et le RER. Les lignes Orlybus et Roissybus, assurant de façon directe les dessertes aéroportuaires via autoroute, disposent d'une tarification spécifique mais sont accessibles avec les abonnements habituels.
Les tarifs des billets et abonnements dont le montant est limité par décision politique ne couvrent pas les frais réels de transport. Le manque à gagner est compensé par l'autorité organisatrice, Île-de-France Mobilités, présidée depuis 2005 par le président du conseil régional d'Île-de-France et composé d'élus locaux. Elle définit les conditions générales d'exploitation ainsi que la durée et la fréquence des services. L'équilibre financier du fonctionnement est assuré par une dotation globale annuelle aux transporteurs de la région grâce au versement mobilité payé par les entreprises et aux contributions des collectivités publiques.

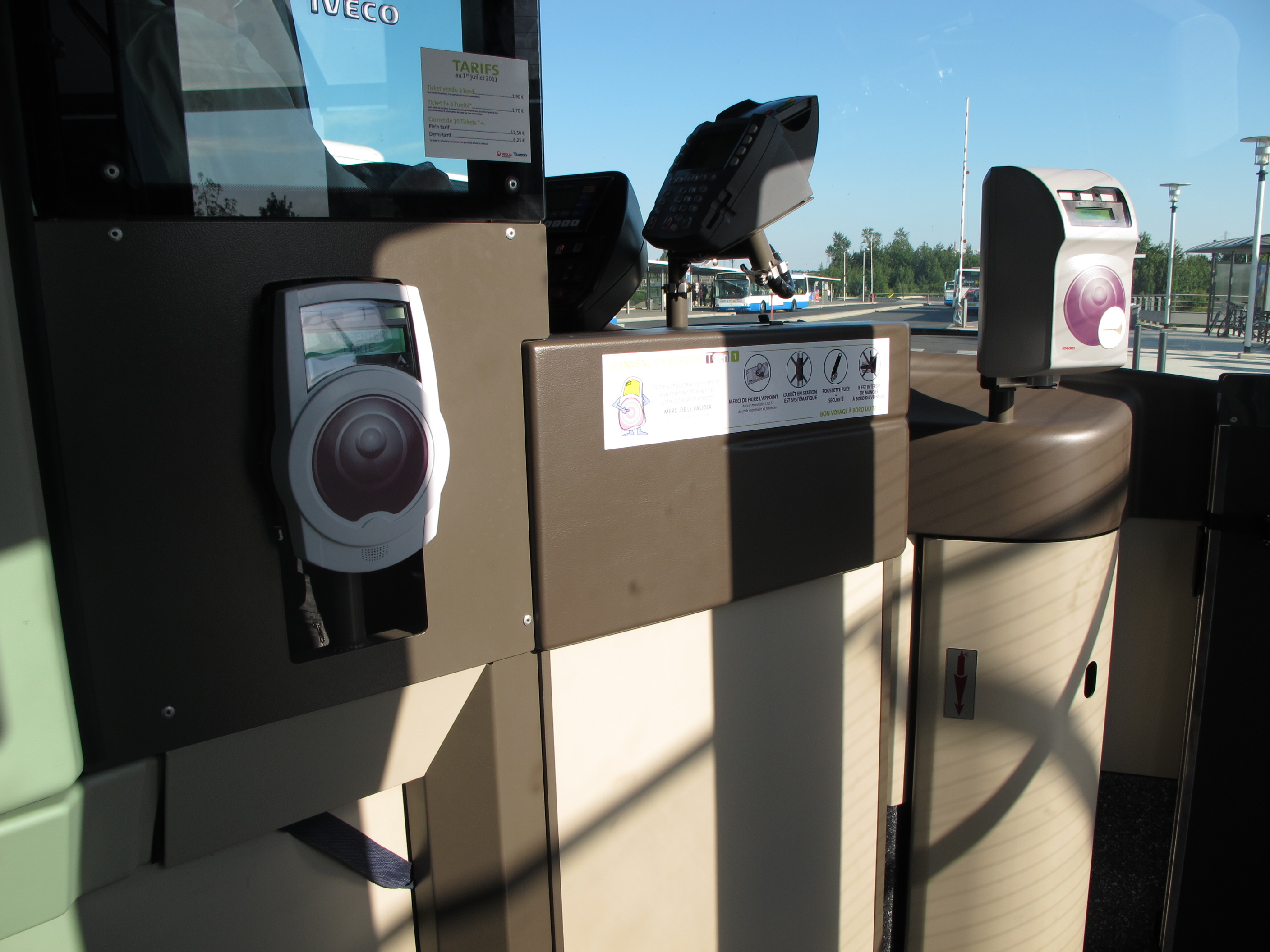
Validateurs pour passes Navigo (à gauche) et pour tickets carton (à droite) présents dans les bus et tramway.

L’achat de ticket par SMS est possible depuis 2018, en envoyant B2M au 93100 (coût de 2,50€ depuis le 01/01/2023 prélevé sur les factures de téléphone). Ce ticket SMS est valable 1 h sans correspondance.

## Galerie de photographies

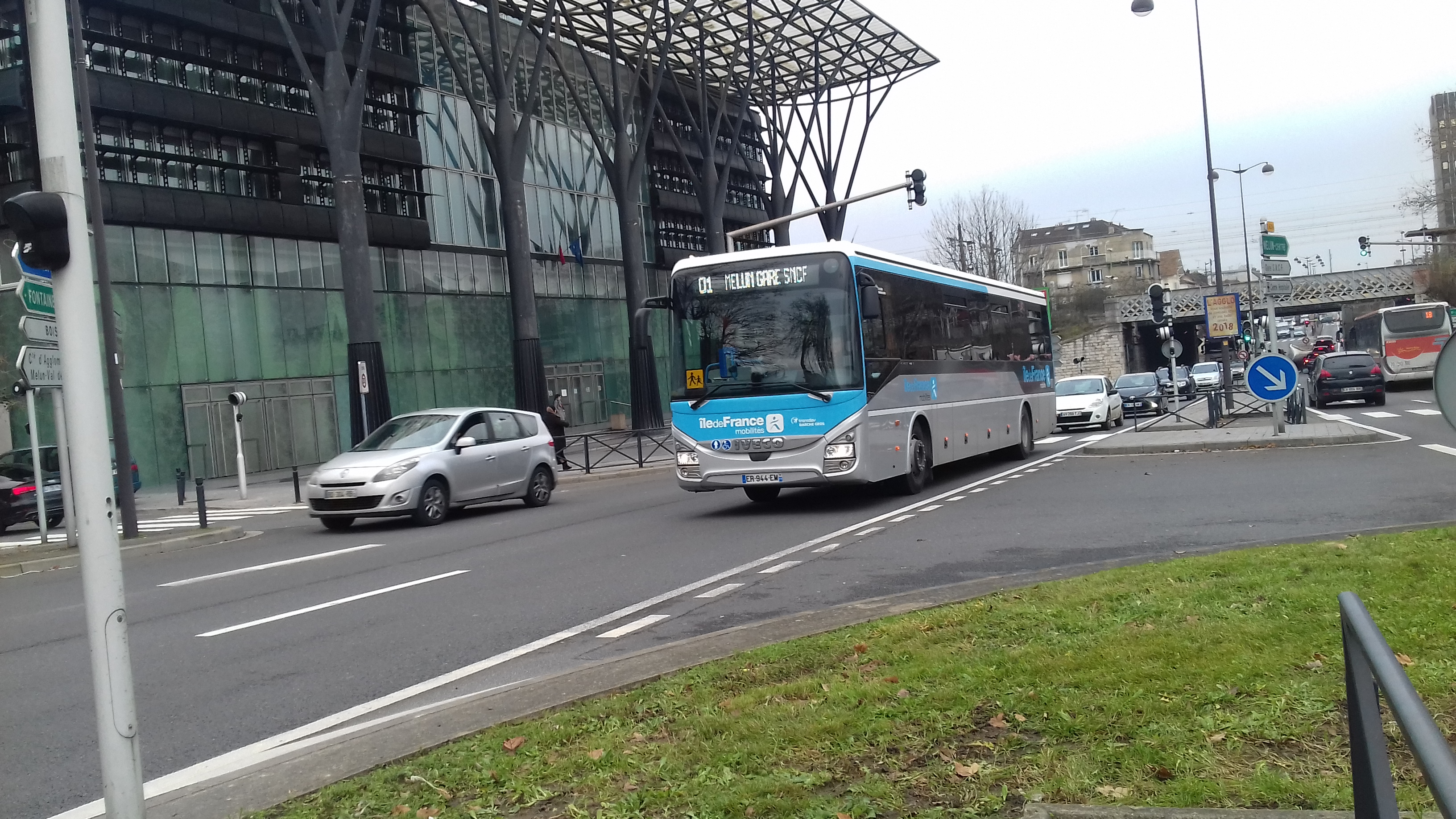
Iveco Crossway n°2593 à Melun sur la ligne 01 en 2017.
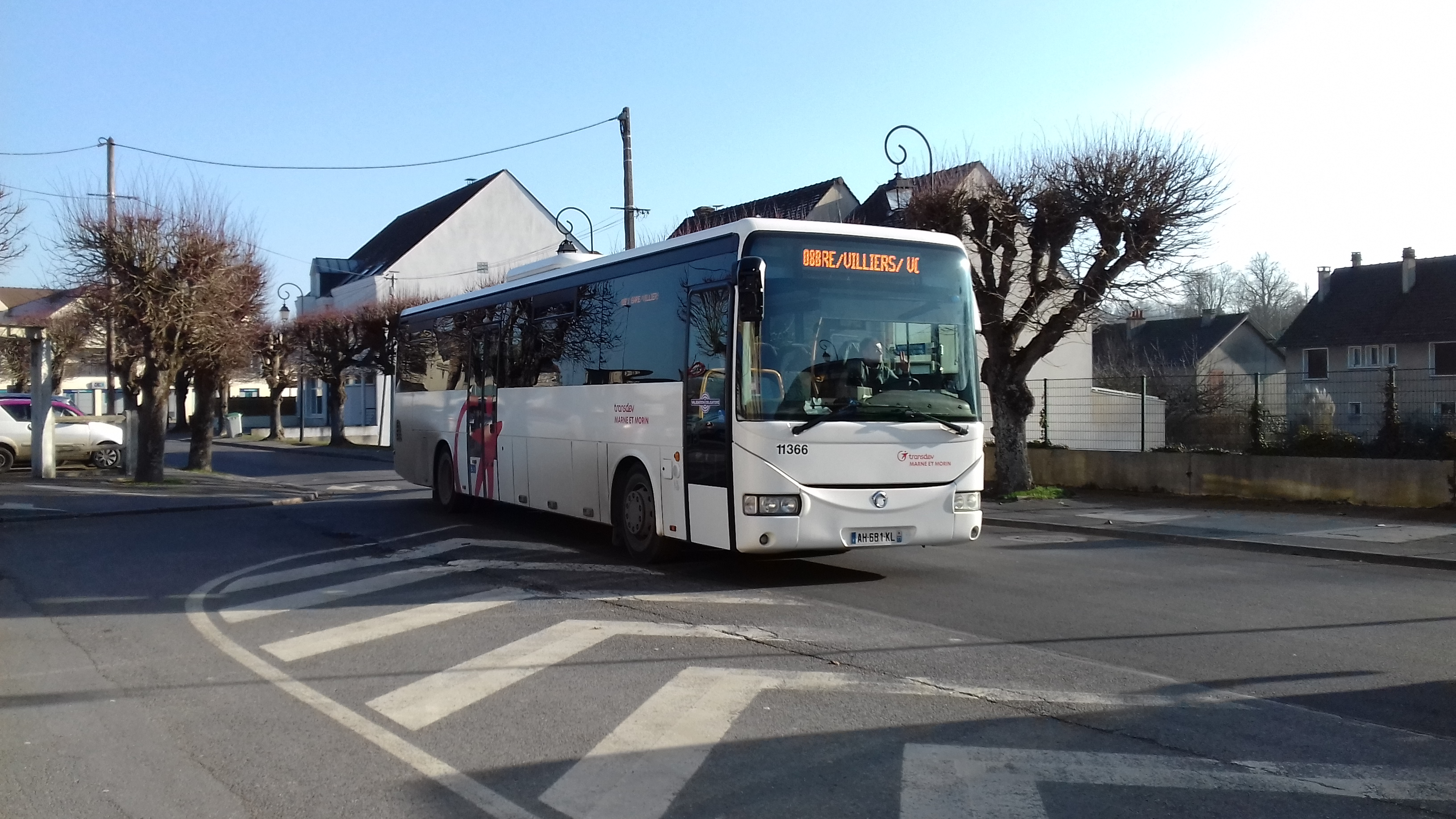
Irisbus Crossway no 1366 à Crécy-la-Chapelle en 2017.
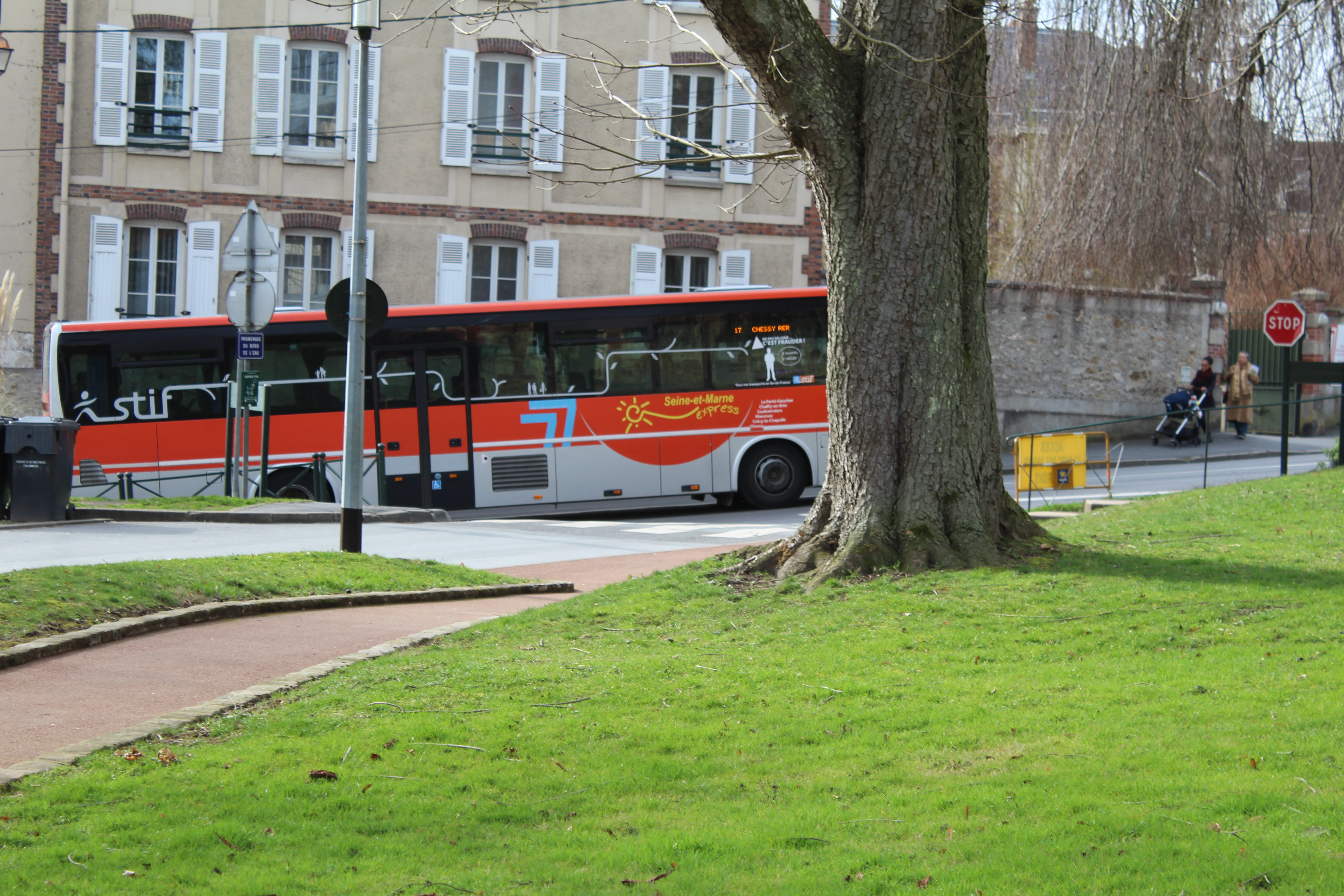
Iveco Crossway à Coulommiers sur la ligne 17 en 2017.
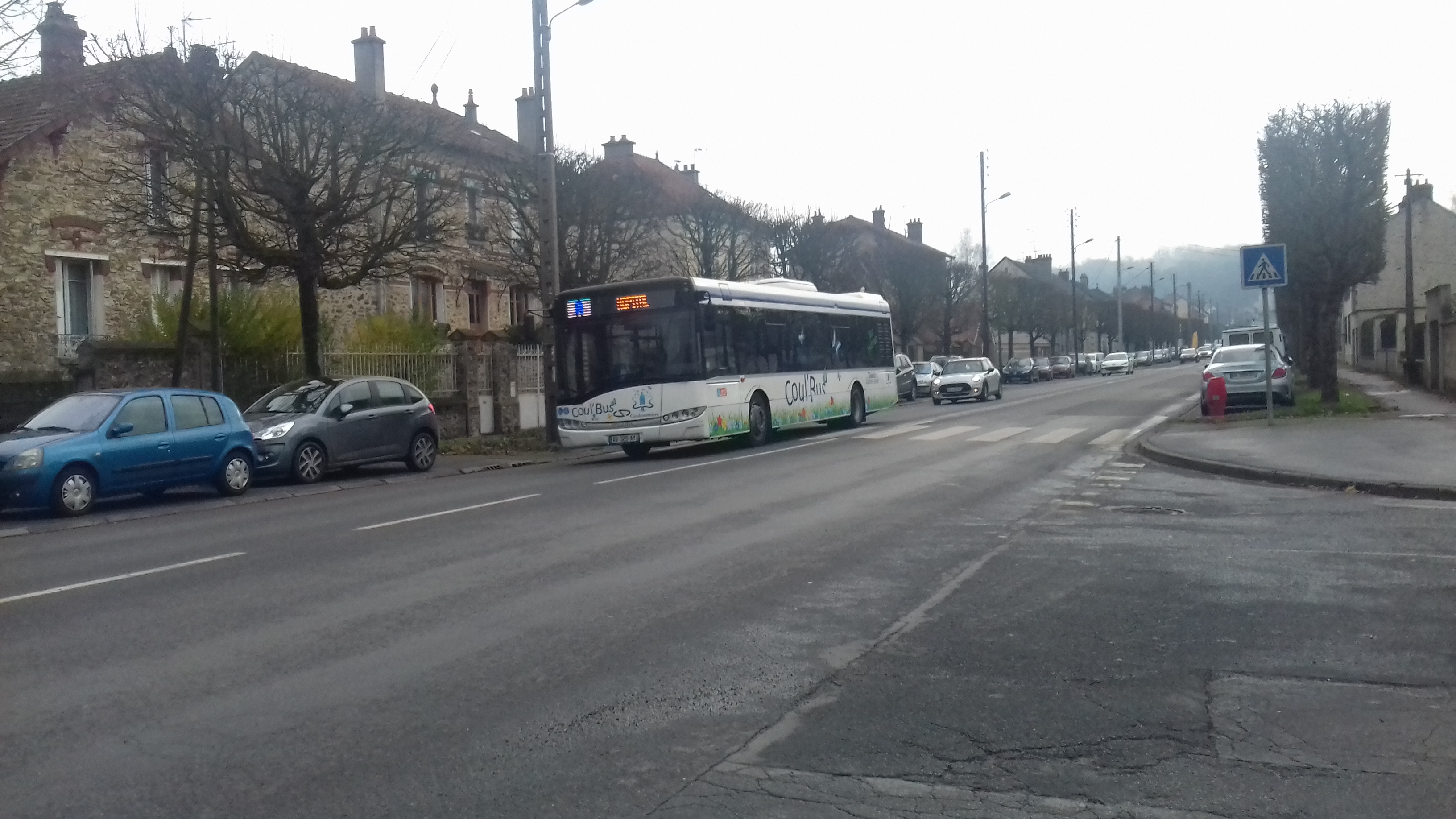
Solaris Urbino 12 Hybride n°94072 sur la ligne A du réseau urbain de Coulommiers en 2017.
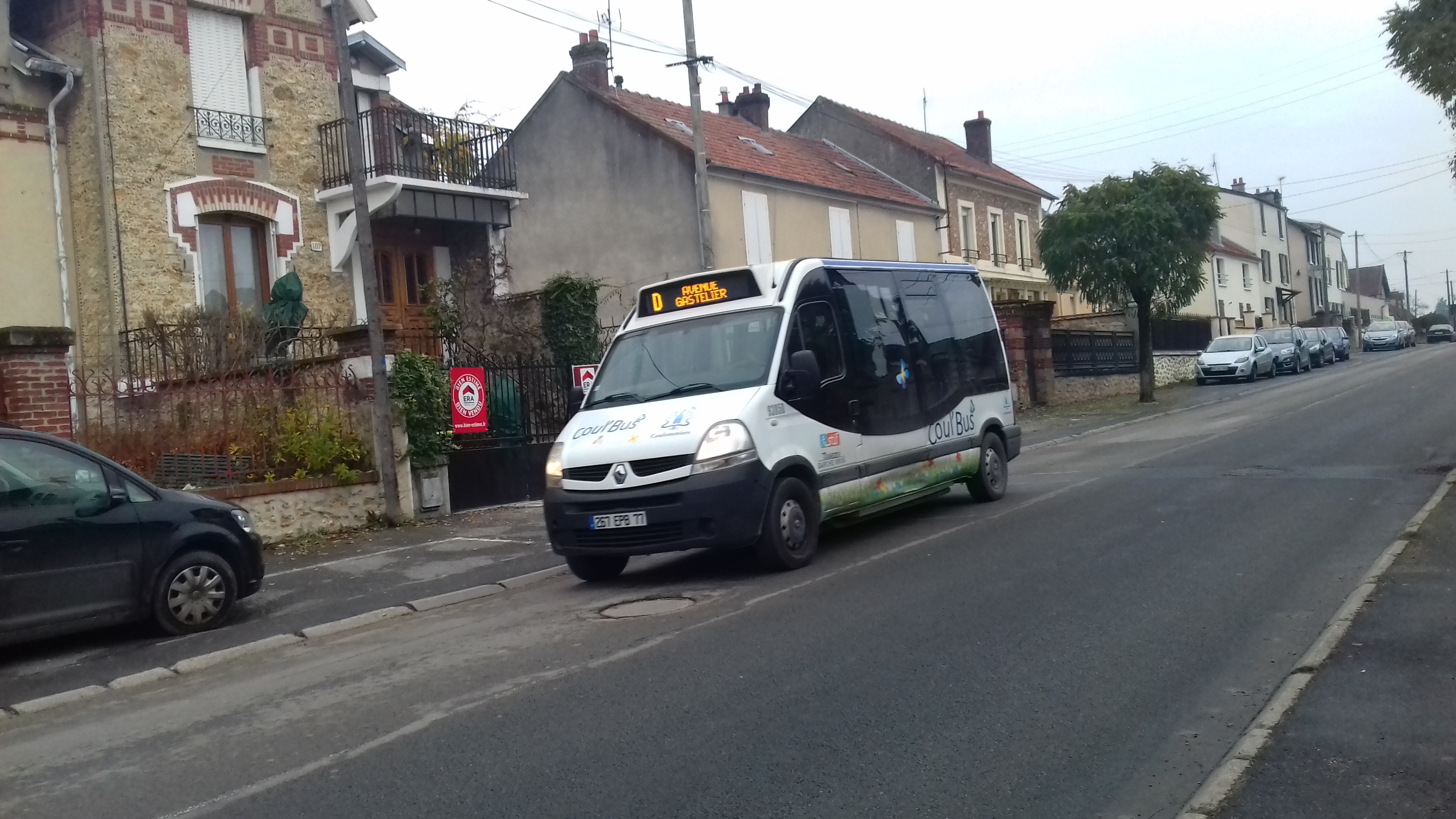
Renault Master n°93850 sur l'ancienne ligne D du réseau urbain de Coulommiers en 2017.
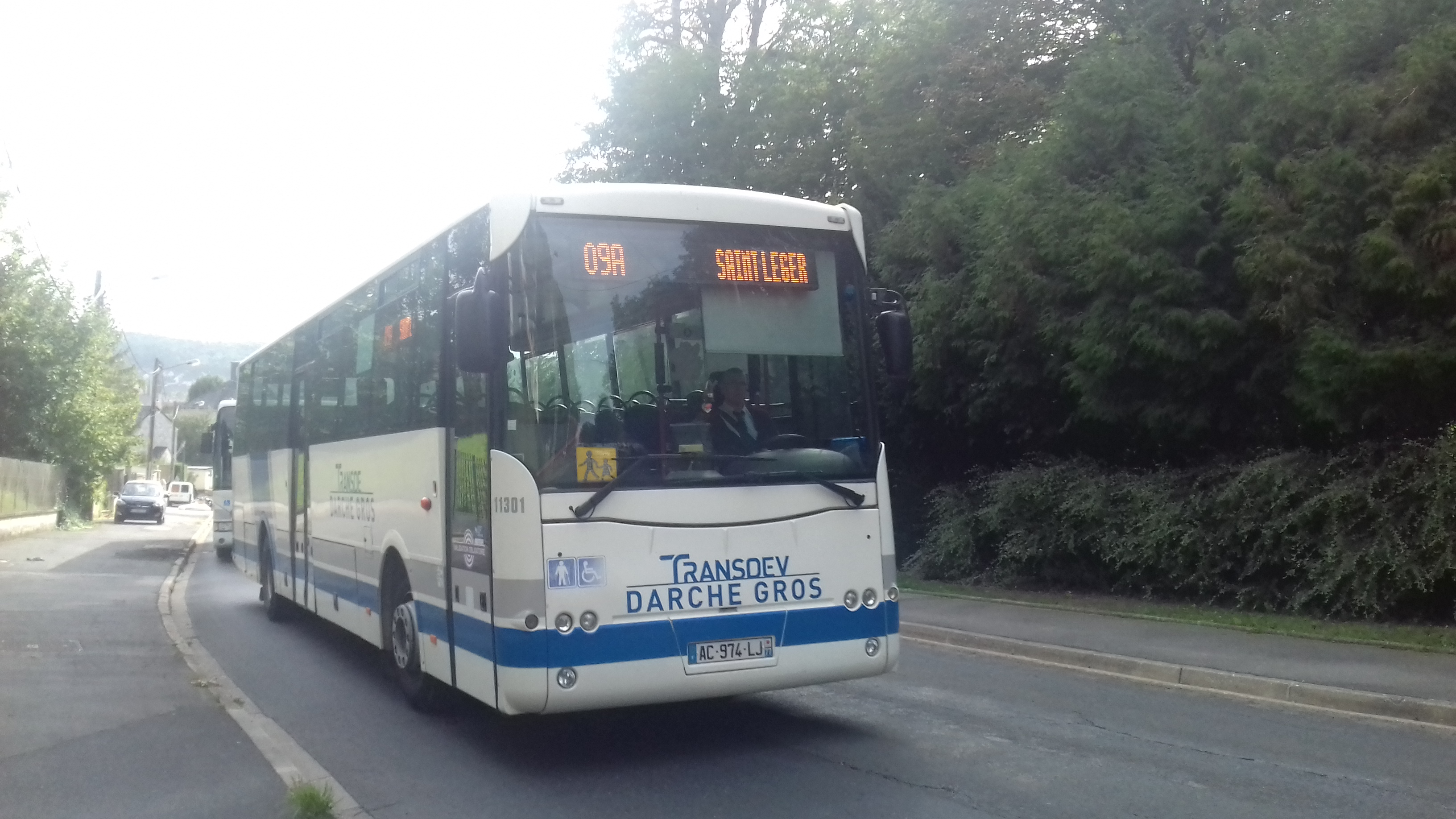
Fast Syter n°11301 sur la ligne 09A à Coulommiers en 2017.
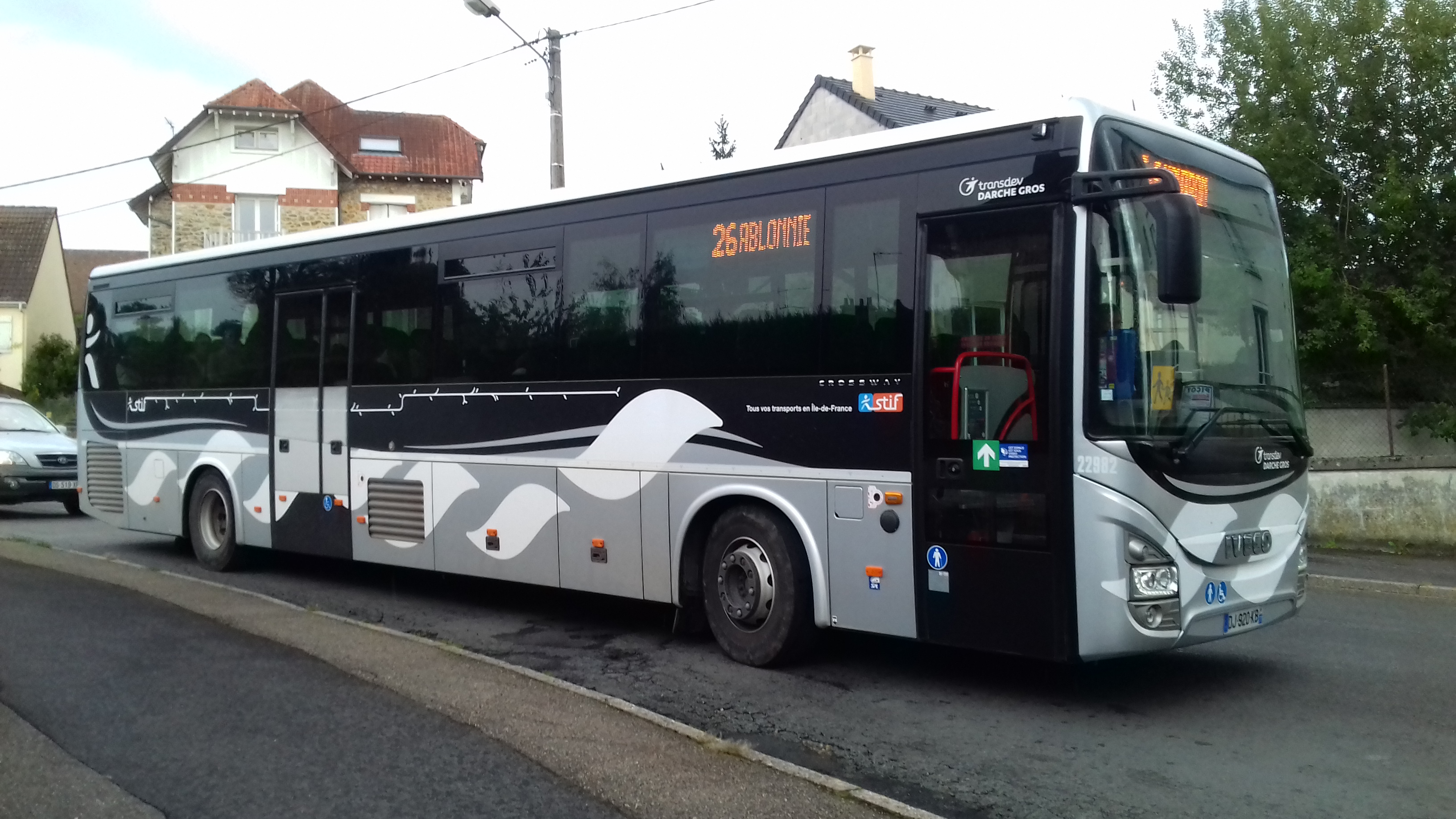
Iveco Crossway n°22982 sur la ligne 26 à Coulommiers en 2017.
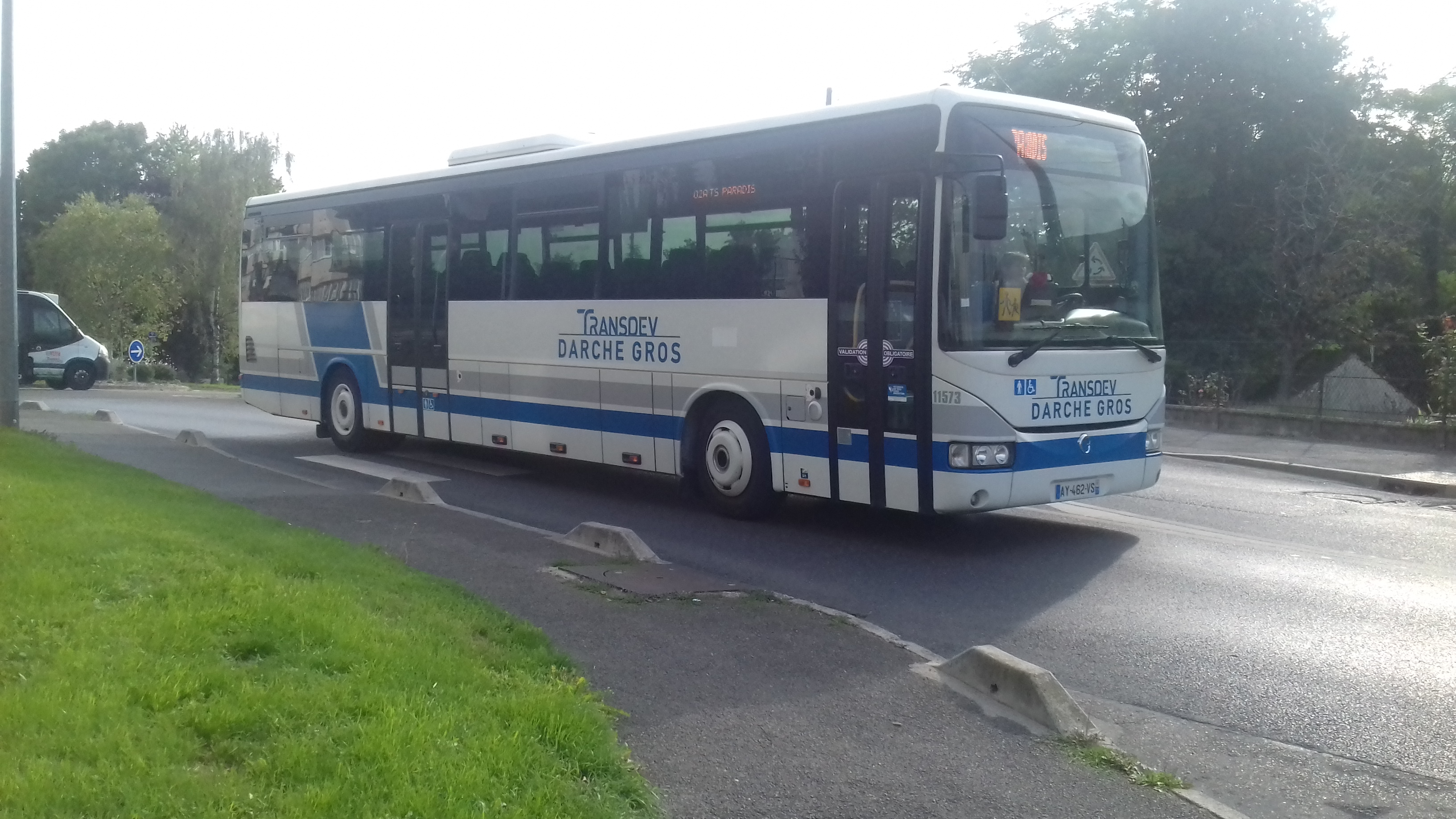
Irisbus Recreo II n°10913 sur un service municipal à Coulommiers en 2017.
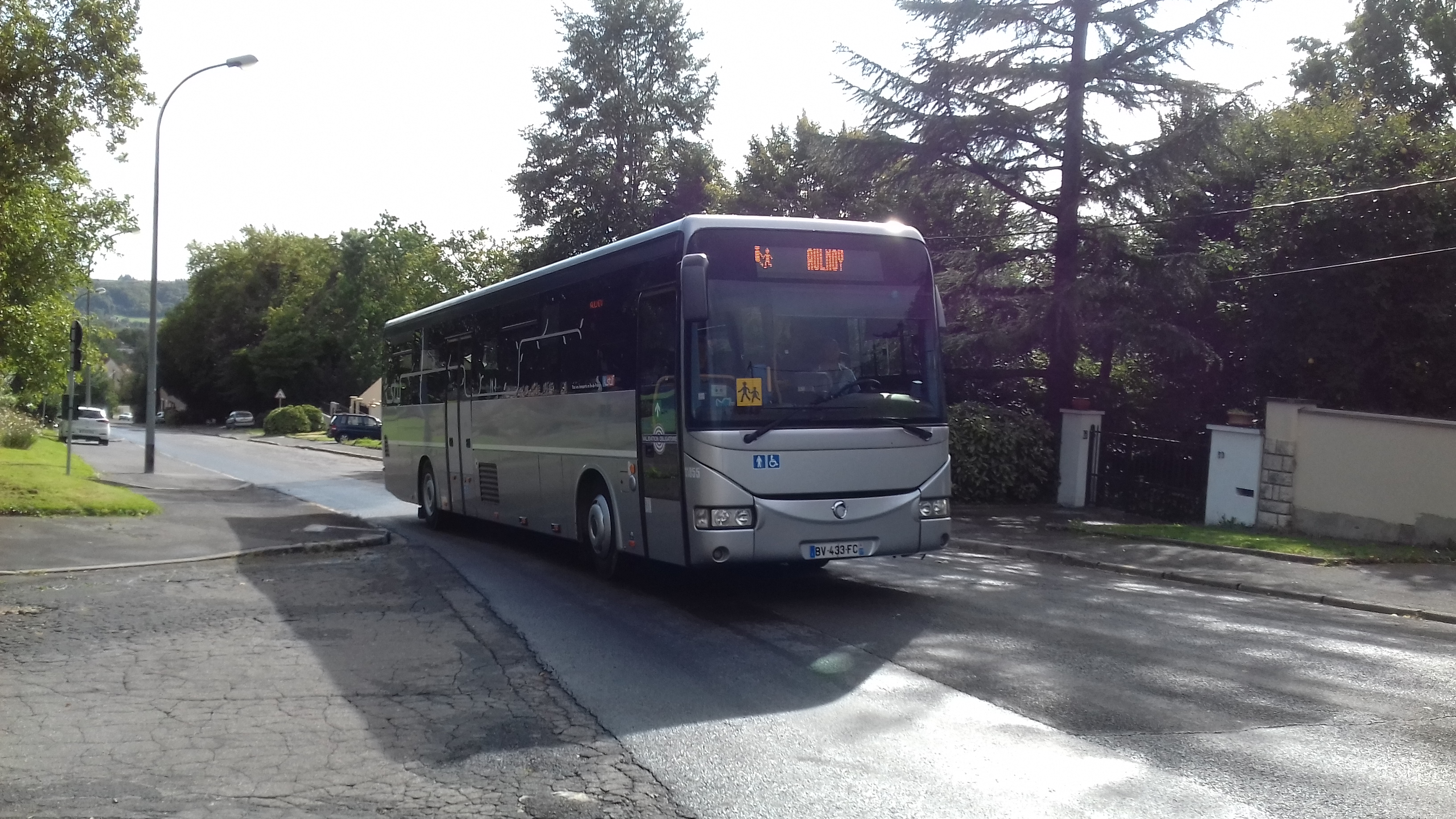
Irisbus Crossway n°11855 sur la ligne 09A à Coulommiers en 2017.
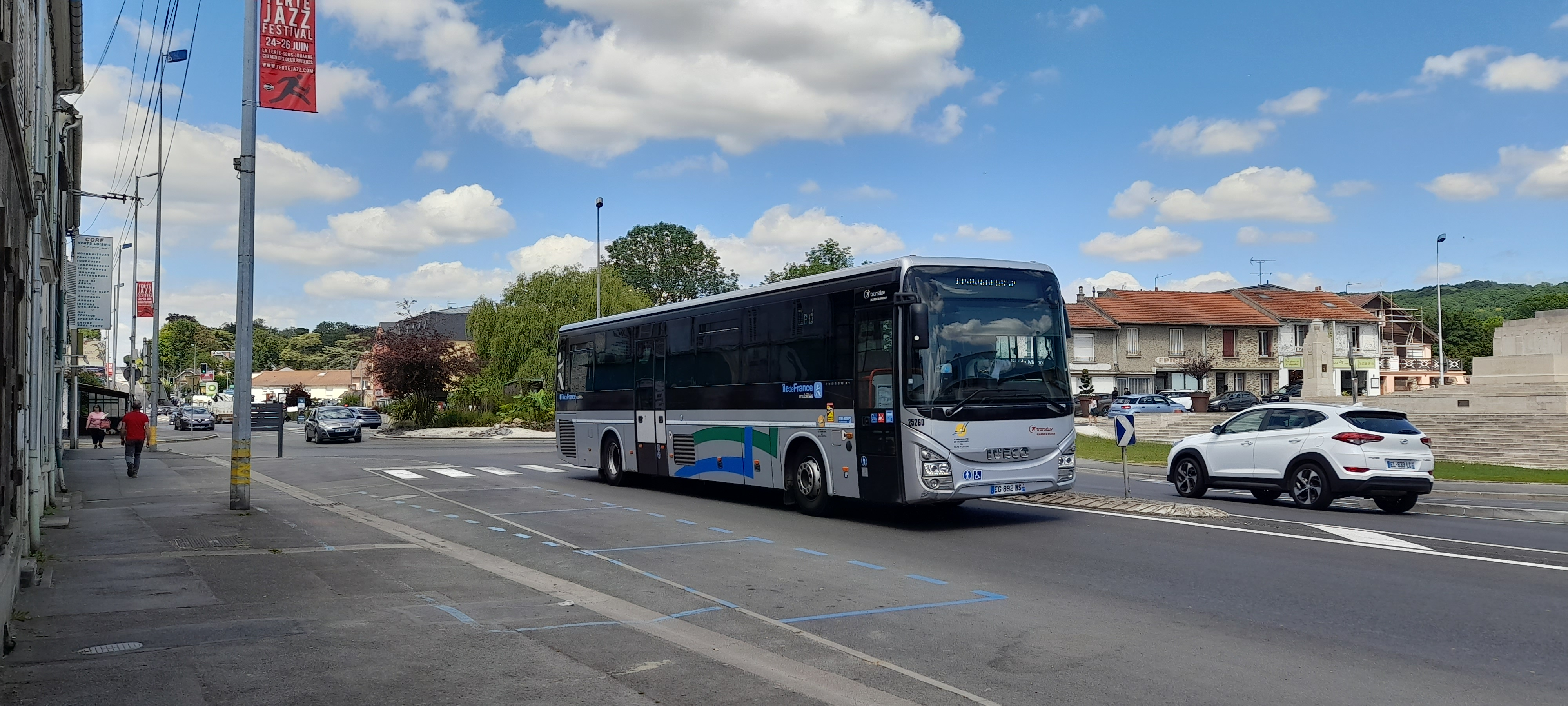
Irveco Crossway en 2022.
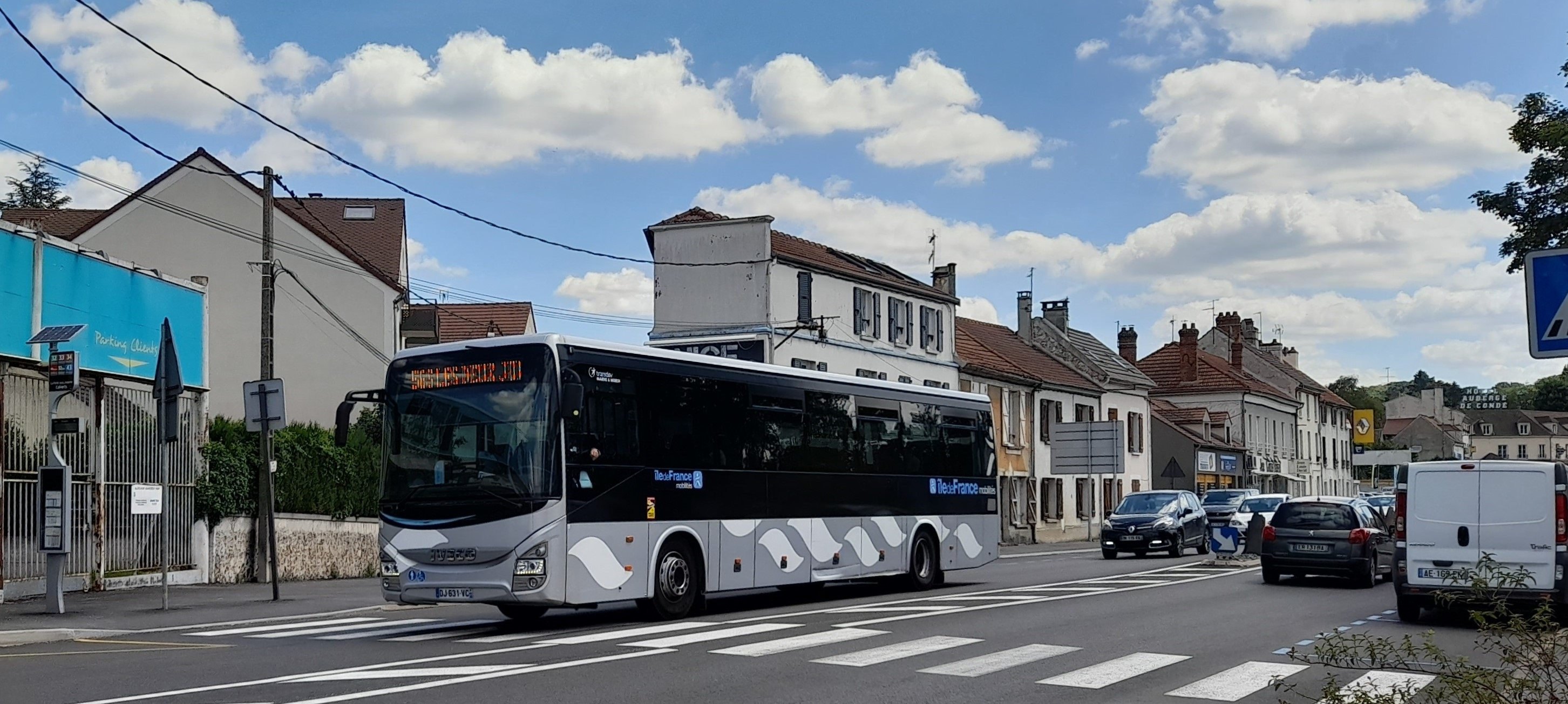
Irveco Crossway sur la ligne 56 en 2022.
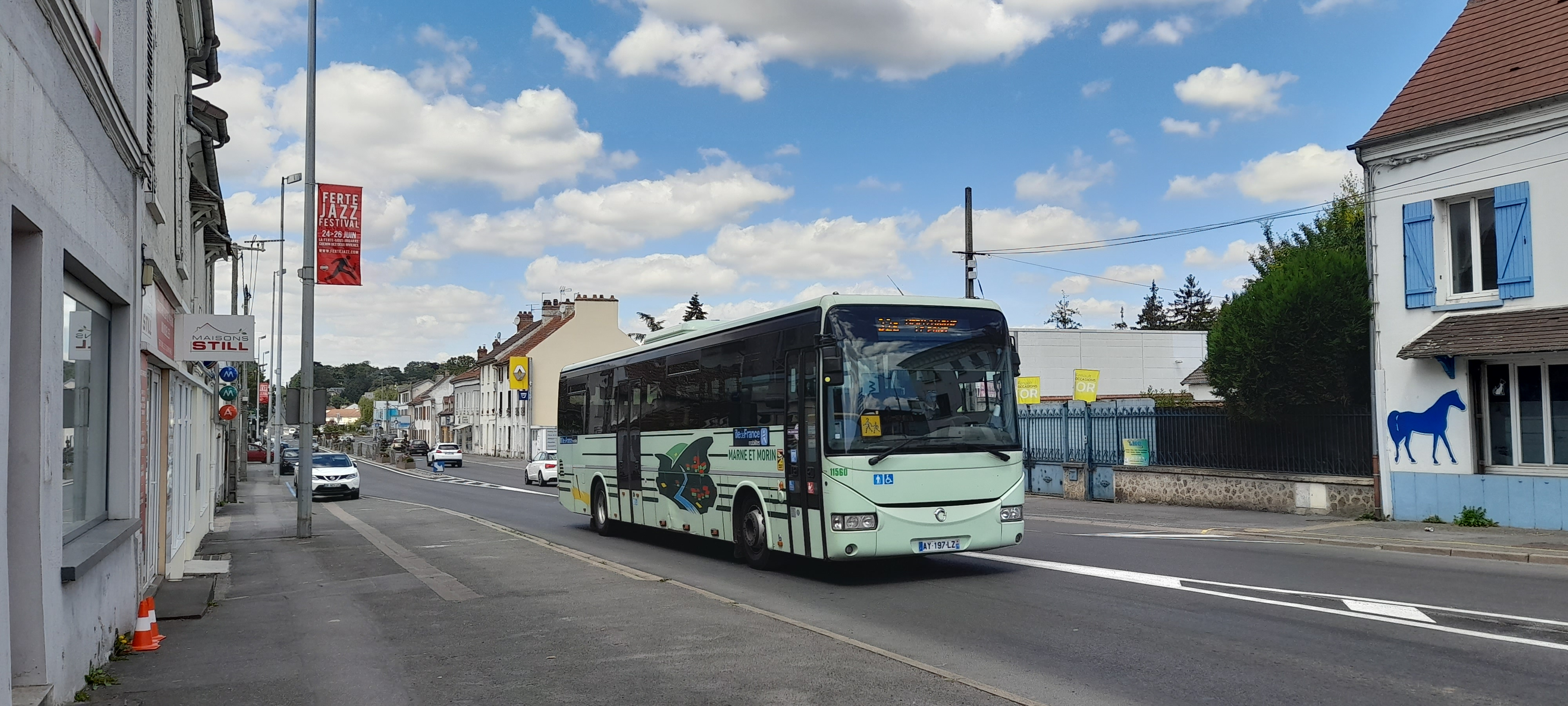
Irisbus Recreo II n°11560 sur la ligne 32 à La Ferté-sous-Jouarre en 2022.
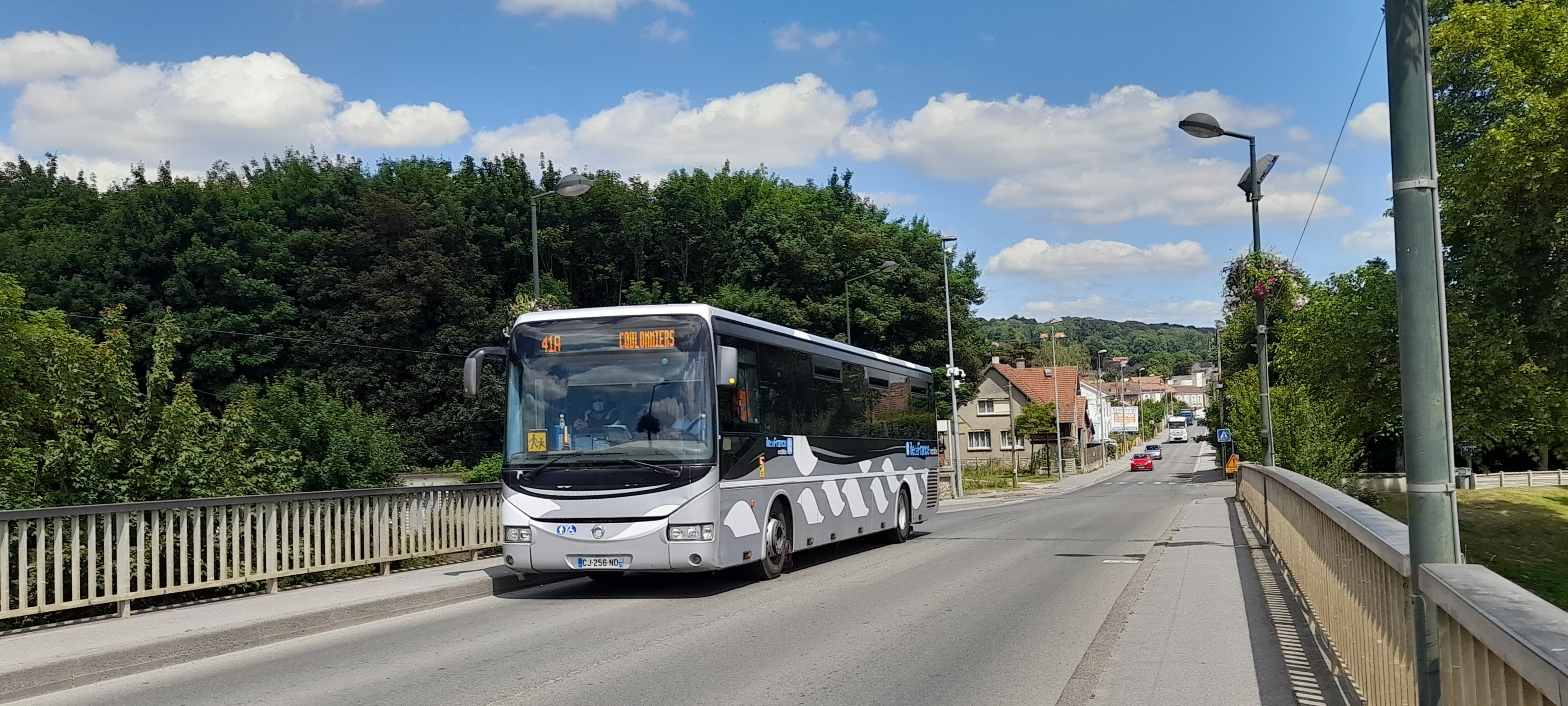
Irisbus Crossway n°20720 sur la ligne 41 à la Ferté-sous-Jouarre en 2022.
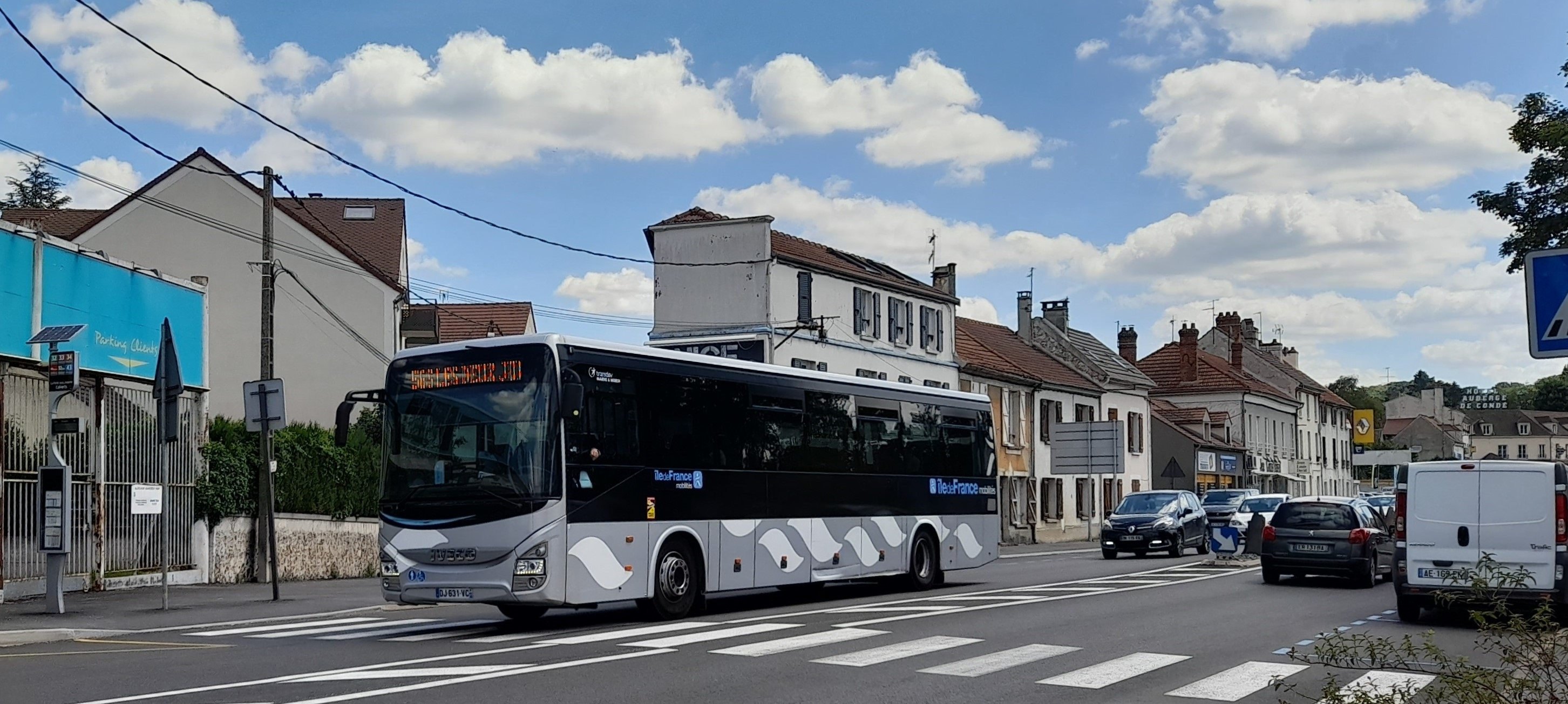
Iveco Bus Crossway Line n°22970 sur la ligne 56 à La Ferté-sous-Jouarre en 2022.
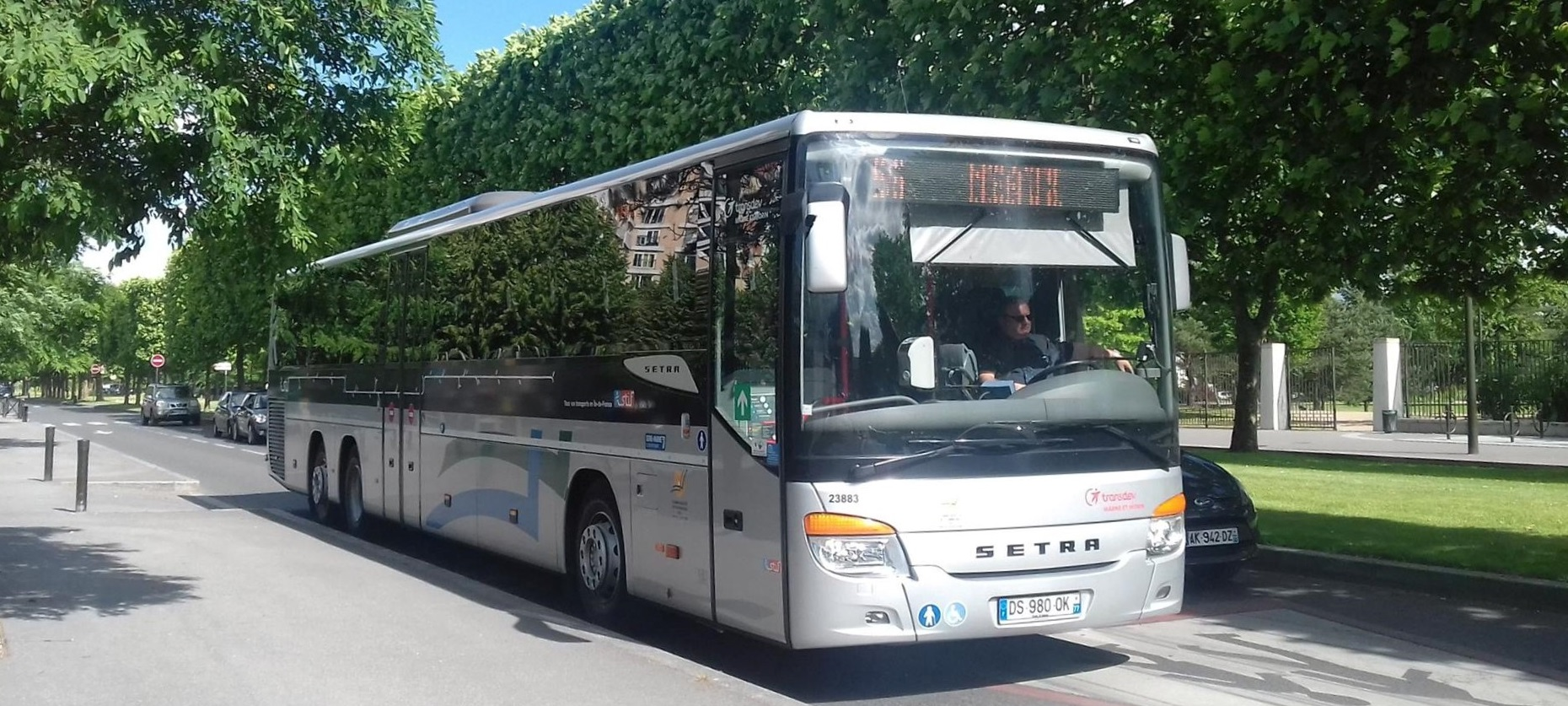
Setra S 419 UL n°23883 sur la ligne 56 à Meaux en 2022.
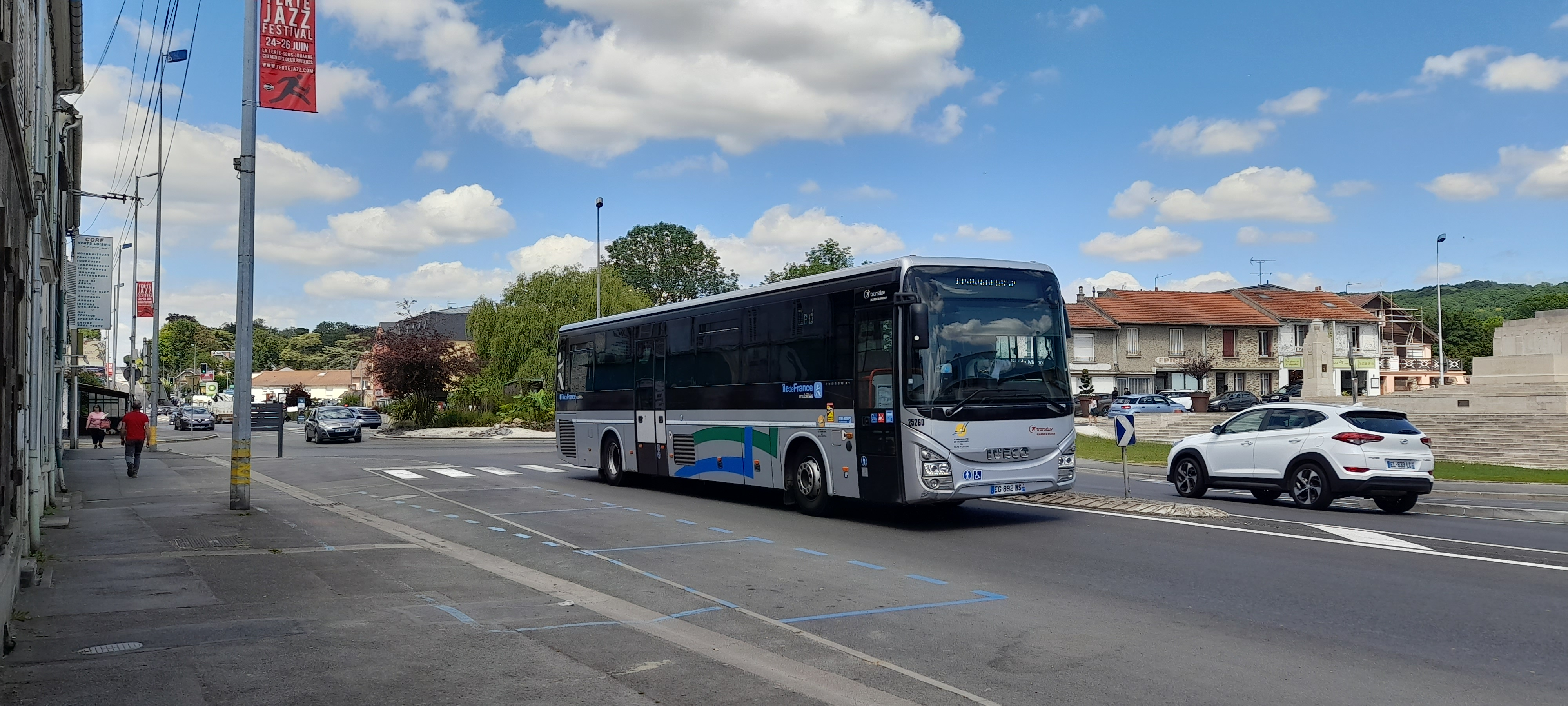
Iveco Bus Crossway Line n°25260 à La Ferté-sous-Jouarre en 2022.
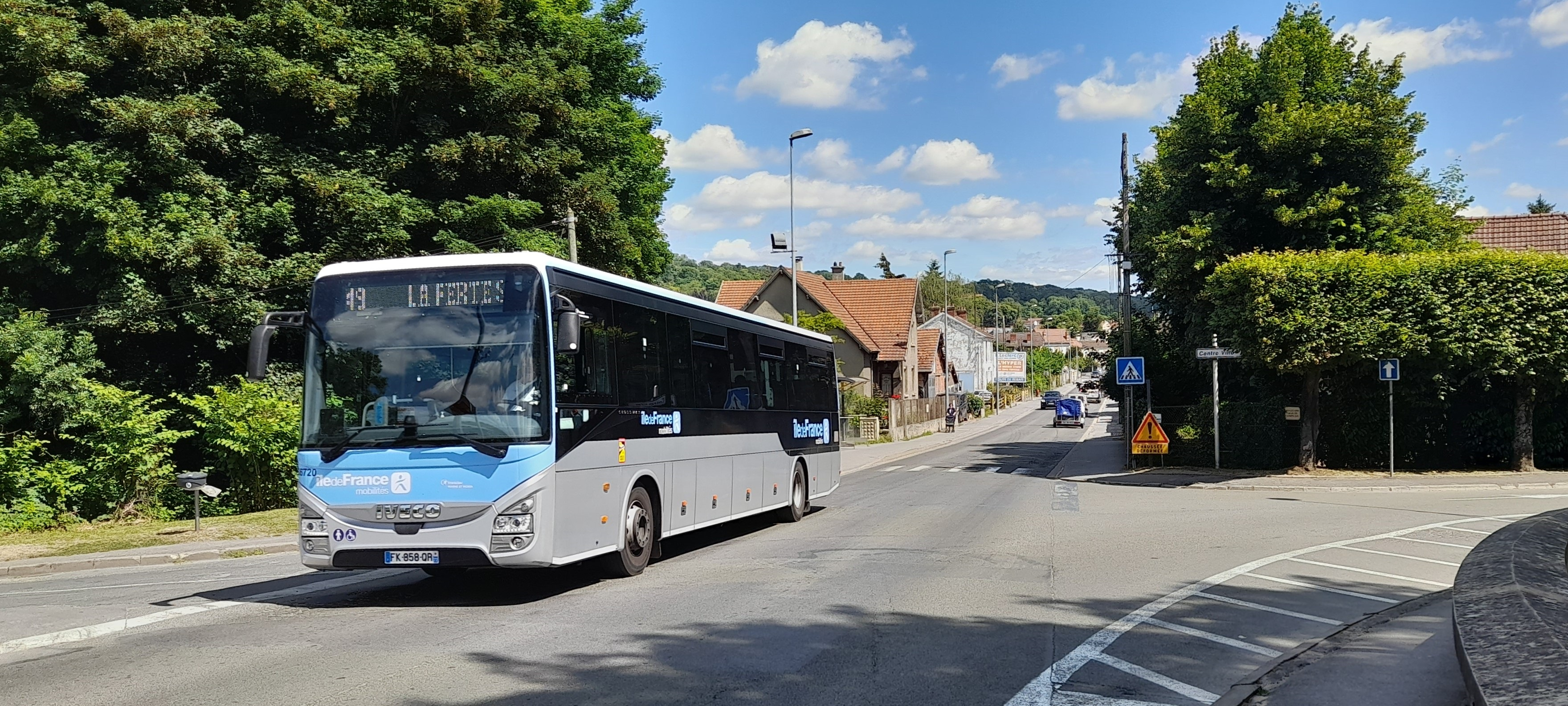
Iveco Bus Crossway Line n°36720 sur la ligne 49 à La Ferté-sous-Jouarre en 2022.
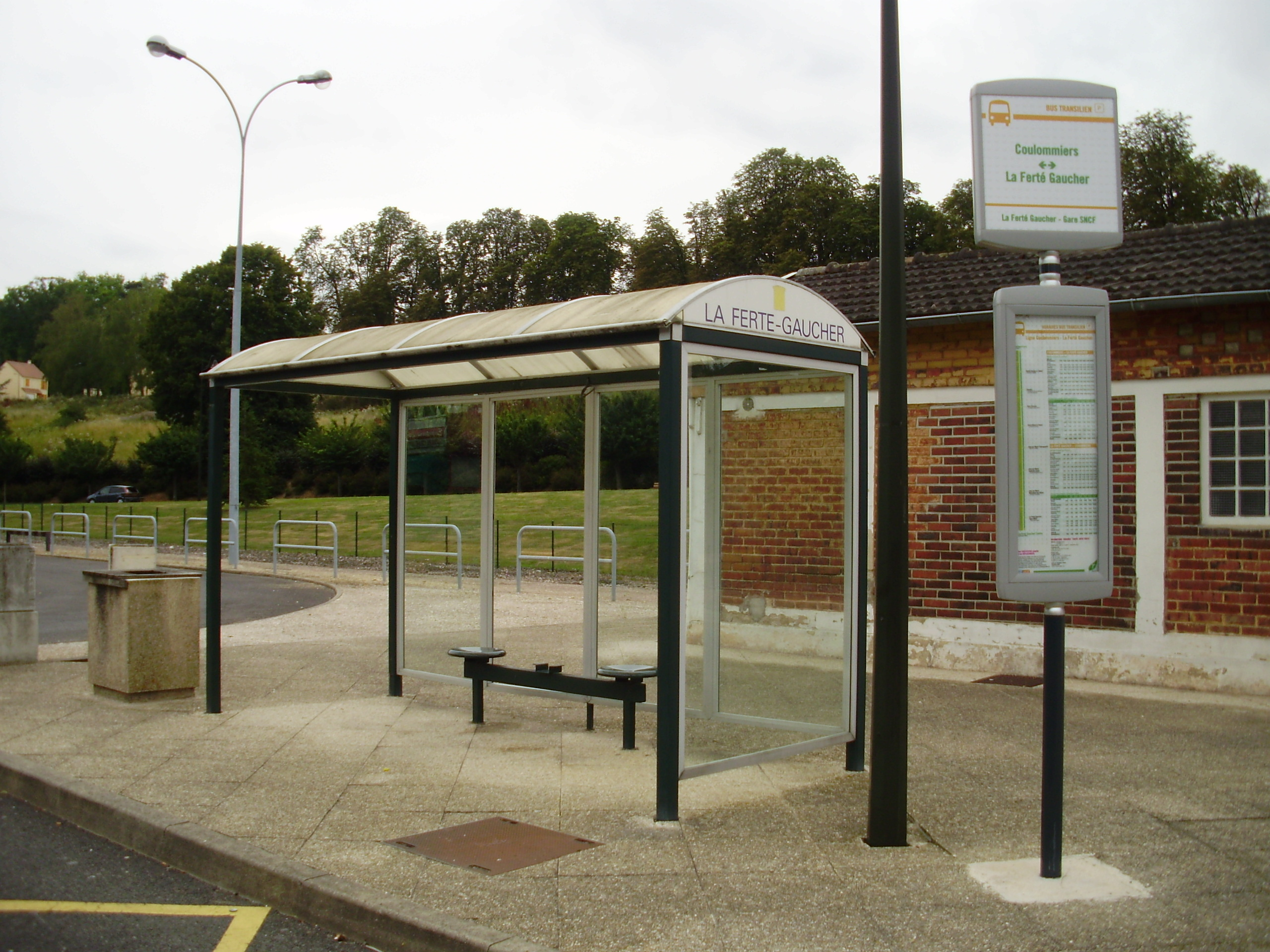
Arrêt de bus de la liaison par autocars de la ligne P entre Coulommiers et La Ferté-Gaucher à la gare de La Ferté-Gaucher en 2010.